# Михаил Тал
Михаил Нехемиевич Тал (на латвийски: Mihails Tāls) е осмият световен шампион по шахмат и журналист. През 1960 г. побеждава Михаил Ботвиник с 12,5:8,5 и така едва 23-годишен става най-младият световен шампион по шахмат за времето си. Застоява се на шахматния трон най-малко от всички до тогава – година и 5 дни (Василий Смислов царувал 6 дни по-дълго). Губи титлата през 1961 г. в мача реванш от Ботвиник с 8:13 т. след което, вече 24-годишен, станал и най-младият в историята ексшампион.
Абсолютен световен рекордьор по броя на последователните игри без загуба – 7 турнира и 93 партии.
Шампион на СССР за 1957, 1958, 1967, 1972, 1974 и 1978 г. По броя на титлите – 6 е рекордьор заедно с Ботвиник. Шампион на Латвийската ССР (1953, 1965), осемкратен олимпийски шампион в състава на отбора на СССР, трикратен световен шампион и шесткратен европейски шампион в състава на студентски отбори, победител в междузоналните турнири за световно първенство (1958, 1964, 1979), турнира на претендентите за световната титла (1959), участник в два финални мача за световната шахматна корона и седем мача на претендентите, победител в 44 международни турнира, Заслужил майстор на спорта на СССР (1960), главен редактор на списание „Шахматы“ (1960 – 1970). Тал е първият неофициален световен шампионат по блиц (1988).
Известен е с атакуващия си стил. По време на игра гледал противниците си в очите и измислял някои от най-великите жертви и тактики в шахматната игра. Затова е наричан „Моцарт на шахматното изкуство“, „шахматният Паганини“, „великият актьор на шахматната сцена“, „вълшебникът от Рига“, „вихърът от Съветския съюз“, „демонът“, „пиратът на шахматната дъска“, „всяческа ферзь“ (фигура с неограничени възможности в шаха, дама, царица).

## Биография
Роден е на 9 ноември 1936 г. Рига, Латвия в еврейско семейство: известния лекар Нехемия Мозусович Тал (1896, Либàва — 1957, Рига) и братовчедка му Ида Григориевна Тал. Баща му е бил главен невролог на Латвия. Михаил е бил второ дете в семейството и се ражда с три пръста на дясната ръка. Съгласно редица биографи на Тал, истинският му баща бил приятелят на семейството Роберт Борисович Папирмейстер, впоследствие втори мъж на майка му. За това знаел и Михаил и кръг от познати. Вдовицата на Тал Ангелина и дъщеря му Жана опровергават това. На 6 месеца Тал преболедува много тежък вирусен менингит, след който поне 5 години не трябвало да се занимава с умствени натоварвания, но вместо това, на 3 години той вече четял, а на 5 – умножавал наум трицифрени числа. На 7-годишна възраст баща му го научава на древната игра и това предначертава съдбата му. Според други източници се научава да играе шах на 10 години. Притежавал необикновена памет: можел да повтори дума по дума медицинска лекция на баща си.
Училище започва директно от 3-ти клас, а на 15-годишна възраст става студент в историко-филологическия факултет на Латвийския университет.
Постъпва в шахматния кръжок в Двореца на пионерите и негов първи учител става знаменитият шахматен педагог Янис Крузкопс. Той веднага забелязва колко талантлив е младият му ученик, как страстно се борел зад дъската и как огнено горели очите му по време на игра, с каква възхитителна смелост жертвал своите фигури и колко мълниеносен бил разчетът му. На 12 години получава 2-ри разряд по шахмат и съществува легенда, че се считал за непобедим, затова когато разбрал за пребиваването на Ботвиник в Рига, не могъл да устои на изкушението да провери своята сила, взел под ръка шахматната дъска и се отправил на гости на Ботвиник. Срещата помежду им обаче така и не се състояла, понеже Ботвиник спял.
През 1950 г. Тал покрива 1-ви разряд и за пръв път играе в шампионата на Латвия. Още тогава станал известен в републиката като любител на „мътните води“. Почти във всяка позиция търсел комбинационно усложнение и щом го намерел, то моментално жертвал някакъв материал.
На 16 години става национален майстор на спорта.
През 1954 г. разделя 2 – 3 място в шампионата на Латвия с бъдещия си приятел Айварс Гипслис. Същата година печели и мач срещу беларуския шампион Владимир Сайгин с 8:6 т. Дългогодишният му треньор Александър Кобленц си спомня за него: „Тал ненавижда пасивната защита. Винаги, когато му се удаде възможност да пристъпи в настъпление, използва шанса си. Умението на младия шахматист да се защитава е достоверен признак за шахматния му талант.“

През 1956 г. неочаквано печели полуфинала на 23-тия шампионат на СССР в Ленинград и разделя 5 – 7 място на финала от 18 участника с 10,5/17 т. Григорий Левенфиш го нарича най-колоритната фигура в шампионата: „Той е изключително способен тактик, разчитащ комбинациите с поразителна бързина. Тал от първия кръг плени публиката със своя стремеж към остра и сложна игра... Големият му талант е налице.“
Първият му международен дебют е 1957 г. в Швеция, където играе на 3-та дъска на студентското световно отборно първенство за състава на СССР след Корчной и Полугаевски. Разгромява шампиона сред юношите от 1951 г. Борислав Ивков, който след това публикува статия под пророчески надслов: „Тал! Запомнете това име!“ Печели златен медал на 3-та дъска – първи в колекцията му. Същата година печели 24-тия шампионат на СССР в Москва с 14/21 т. като побеждава и 2-рия, и 3-тия призьор (Бронщайн и Керес) – събитие, невиждано отдавна. Тал става международен гросмайстор и вторият най-млад шахматист, печелил първенството на СССР по шахмат за времето си.
През 1957 г. завършва история и философия в университета в Рига.
През 1958 г. за първи път шампионатът на СССР се провежда в латвийската столица Рига. Тал започва неудачно – с 4,5/9 т., но това не сломява духа му, а тъкмо напротив. След бурния финиш от 8/9 т. отново печели златен медал с 12,5/18 т., оставяйки зад себе си Петросян, Бронщайн, Авербах, Полугаевски, Спаски. Същата есен играе в междузоналния турнир в югославския адриатически град Порторож и именно той става изключително важен етап в неговата кариера. Печели 1-во място и прави първа стъпка към шахматния Олимп.
През есента на 1958 г. играе на олимпиадата в Мюнхен за отбора на СССР. Той е едва 1-ва резерва и все пак е щастлив, че е попаднал в компанията на асове като Ботвиник, Смислов, Керес, Бронщайн. Именно там най-сетне се запознава с Ботвиник и след една от партиите световният шампион го попитал: „Защо вие пожертвахте пешка?“ Тал мигновено отвърнал: „Защото ми пречеше.“ С 12 победи и 3 ремита без нито една загуба заема 1-во място на своята дъска и печели златен медал.
През 1959 г., подготвяйки се за турнира на претендентите, отново потвърждава своята класа като дели 2 – 3 място със Спаски на 26-ия шампионат на СССР в Тбилиси и като уверено побеждава съперниците си в крупния международен турнир в Цюрих, посветен на 150-годишнината от откриването на местното шахматно общество. 25 години по-рано тук играли Алехин, Ласкер, Еве, а сега – Тал, Глигорич, Керес, Боби Фишер. С 11,5/15 т. Тал повтаря успеха на Алехин.

## Световен шампион
През есента на 1959 г. в югославските градове Блед, Загреб и Белград се провежда 4-кръговият турнир на 8-те претенденти – Смислов, Керес, Петросян, Тал, Глигорич, Олафсон, Бенко и 16-годишния Фишер. Въпреки успехите му в Мюнхен, Тбилиси и Цюрих, Тал не бил причислен към фаворитите. Преди турнира между гросмайсторите била разпространена анкета с най-вероятния победител от претендентите. Единствено Юрий Авербах посочил името Михаил Тал. След неудачното участие в Порторож Авербах станал секундант на Тал, но главен негов секундант и треньор бил Александър Кобленц, който дошъл за 5-ия кръг. Вероятно се отнасяли с недоверие към рискования стил на Тал. Главните му претенденти – Керес и Смислов имали много повече опит и не пропуснали нито един претендентски турнир, докато Тал бил дебютант. Смислов бил 2 пъти 1-ви в този турнир, а Керес – 2 пъти 2-ри. Високо оценявали и шансовете на шампиона на СССР от 1959 г. Тигран Петросян. Не било тайна, че 2 седмици до старта Тал бил опериран от апендицит и считали, че едва ли ще може да издържи на напрежението 28 кръга. С физическа кондиция бъдещият шампион никога не се отличавал. „Балтийският пират“, както го наричала местната преса, започнал турнира слабо, както винаги, но след това Тал си бил Тал. В 16-и, 17-и и 18-и кръг побеждава последователно Глигорич, Керес и Олафсон и повел в турнира. Такъв темп се оказал непосилен за другите участници и когато шахматистите пътували към югославската столица, вестниците писали: „7 гросмайстори се приближават към Белград, Тал – към Ботвиник!“ С 20/28 т. Тал спечелва турнира на претендентите, изпреварвайки с 1,5 т. Керес. Откликът на „Дойче шахцайтунг“ бил: „Тал е в шампионска форма! Предприемчив като Ботвиник, балансиращ над пропастта – като Ласкер, коварен в дебюта и мителшпила – като д-р Еве, изпълнен с неочаквани и фантастични замисли – като Алехин и по блестящата си игра – напомнящ Морфи“.
|   | a | b | c | d | e | f | g | h |   |
| 8 | черен топ на бяло поле c8 · черен цар на бяло поле g8 · черна пешка на черно поле a7 · черна пешка на бяло поле b7 · черен офицер на черно поле g7 · черна пешка на бяло поле h7 · черна пешка на черно поле d6 · черна пешка на бяло поле g6 · бяла пешка на бяло поле d5 · черна пешка на черно поле e5 · черен офицер на бяло поле f5 · черен кон на бяло поле h5 · черна дама на черно поле b4 · черен топ на бяло поле c4 · бял кон на черно поле c3 · бял офицер на черно поле e3 · бяла пешка на черно поле g3 · бяла пешка на бяло поле h3 · бяла пешка на бяло поле a2 · бяла пешка на черно поле b2 · бяла дама на бяло поле e2 · бяла пешка на черно поле f2 · бял офицер на бяло поле g2 · бял цар на черно поле h2 · бял топ на черно поле a1 · бял топ на черно поле c1 | черен топ на бяло поле c8 · черен цар на бяло поле g8 · черна пешка на черно поле a7 · черна пешка на бяло поле b7 · черен офицер на черно поле g7 · черна пешка на бяло поле h7 · черна пешка на черно поле d6 · черна пешка на бяло поле g6 · бяла пешка на бяло поле d5 · черна пешка на черно поле e5 · черен офицер на бяло поле f5 · черен кон на бяло поле h5 · черна дама на черно поле b4 · черен топ на бяло поле c4 · бял кон на черно поле c3 · бял офицер на черно поле e3 · бяла пешка на черно поле g3 · бяла пешка на бяло поле h3 · бяла пешка на бяло поле a2 · бяла пешка на черно поле b2 · бяла дама на бяло поле e2 · бяла пешка на черно поле f2 · бял офицер на бяло поле g2 · бял цар на черно поле h2 · бял топ на черно поле a1 · бял топ на черно поле c1 | черен топ на бяло поле c8 · черен цар на бяло поле g8 · черна пешка на черно поле a7 · черна пешка на бяло поле b7 · черен офицер на черно поле g7 · черна пешка на бяло поле h7 · черна пешка на черно поле d6 · черна пешка на бяло поле g6 · бяла пешка на бяло поле d5 · черна пешка на черно поле e5 · черен офицер на бяло поле f5 · черен кон на бяло поле h5 · черна дама на черно поле b4 · черен топ на бяло поле c4 · бял кон на черно поле c3 · бял офицер на черно поле e3 · бяла пешка на черно поле g3 · бяла пешка на бяло поле h3 · бяла пешка на бяло поле a2 · бяла пешка на черно поле b2 · бяла дама на бяло поле e2 · бяла пешка на черно поле f2 · бял офицер на бяло поле g2 · бял цар на черно поле h2 · бял топ на черно поле a1 · бял топ на черно поле c1 | черен топ на бяло поле c8 · черен цар на бяло поле g8 · черна пешка на черно поле a7 · черна пешка на бяло поле b7 · черен офицер на черно поле g7 · черна пешка на бяло поле h7 · черна пешка на черно поле d6 · черна пешка на бяло поле g6 · бяла пешка на бяло поле d5 · черна пешка на черно поле e5 · черен офицер на бяло поле f5 · черен кон на бяло поле h5 · черна дама на черно поле b4 · черен топ на бяло поле c4 · бял кон на черно поле c3 · бял офицер на черно поле e3 · бяла пешка на черно поле g3 · бяла пешка на бяло поле h3 · бяла пешка на бяло поле a2 · бяла пешка на черно поле b2 · бяла дама на бяло поле e2 · бяла пешка на черно поле f2 · бял офицер на бяло поле g2 · бял цар на черно поле h2 · бял топ на черно поле a1 · бял топ на черно поле c1 | черен топ на бяло поле c8 · черен цар на бяло поле g8 · черна пешка на черно поле a7 · черна пешка на бяло поле b7 · черен офицер на черно поле g7 · черна пешка на бяло поле h7 · черна пешка на черно поле d6 · черна пешка на бяло поле g6 · бяла пешка на бяло поле d5 · черна пешка на черно поле e5 · черен офицер на бяло поле f5 · черен кон на бяло поле h5 · черна дама на черно поле b4 · черен топ на бяло поле c4 · бял кон на черно поле c3 · бял офицер на черно поле e3 · бяла пешка на черно поле g3 · бяла пешка на бяло поле h3 · бяла пешка на бяло поле a2 · бяла пешка на черно поле b2 · бяла дама на бяло поле e2 · бяла пешка на черно поле f2 · бял офицер на бяло поле g2 · бял цар на черно поле h2 · бял топ на черно поле a1 · бял топ на черно поле c1 | черен топ на бяло поле c8 · черен цар на бяло поле g8 · черна пешка на черно поле a7 · черна пешка на бяло поле b7 · черен офицер на черно поле g7 · черна пешка на бяло поле h7 · черна пешка на черно поле d6 · черна пешка на бяло поле g6 · бяла пешка на бяло поле d5 · черна пешка на черно поле e5 · черен офицер на бяло поле f5 · черен кон на бяло поле h5 · черна дама на черно поле b4 · черен топ на бяло поле c4 · бял кон на черно поле c3 · бял офицер на черно поле e3 · бяла пешка на черно поле g3 · бяла пешка на бяло поле h3 · бяла пешка на бяло поле a2 · бяла пешка на черно поле b2 · бяла дама на бяло поле e2 · бяла пешка на черно поле f2 · бял офицер на бяло поле g2 · бял цар на черно поле h2 · бял топ на черно поле a1 · бял топ на черно поле c1 | черен топ на бяло поле c8 · черен цар на бяло поле g8 · черна пешка на черно поле a7 · черна пешка на бяло поле b7 · черен офицер на черно поле g7 · черна пешка на бяло поле h7 · черна пешка на черно поле d6 · черна пешка на бяло поле g6 · бяла пешка на бяло поле d5 · черна пешка на черно поле e5 · черен офицер на бяло поле f5 · черен кон на бяло поле h5 · черна дама на черно поле b4 · черен топ на бяло поле c4 · бял кон на черно поле c3 · бял офицер на черно поле e3 · бяла пешка на черно поле g3 · бяла пешка на бяло поле h3 · бяла пешка на бяло поле a2 · бяла пешка на черно поле b2 · бяла дама на бяло поле e2 · бяла пешка на черно поле f2 · бял офицер на бяло поле g2 · бял цар на черно поле h2 · бял топ на черно поле a1 · бял топ на черно поле c1 | черен топ на бяло поле c8 · черен цар на бяло поле g8 · черна пешка на черно поле a7 · черна пешка на бяло поле b7 · черен офицер на черно поле g7 · черна пешка на бяло поле h7 · черна пешка на черно поле d6 · черна пешка на бяло поле g6 · бяла пешка на бяло поле d5 · черна пешка на черно поле e5 · черен офицер на бяло поле f5 · черен кон на бяло поле h5 · черна дама на черно поле b4 · черен топ на бяло поле c4 · бял кон на черно поле c3 · бял офицер на черно поле e3 · бяла пешка на черно поле g3 · бяла пешка на бяло поле h3 · бяла пешка на бяло поле a2 · бяла пешка на черно поле b2 · бяла дама на бяло поле e2 · бяла пешка на черно поле f2 · бял офицер на бяло поле g2 · бял цар на черно поле h2 · бял топ на черно поле a1 · бял топ на черно поле c1 | 8 |
| 7 | черен топ на бяло поле c8 · черен цар на бяло поле g8 · черна пешка на черно поле a7 · черна пешка на бяло поле b7 · черен офицер на черно поле g7 · черна пешка на бяло поле h7 · черна пешка на черно поле d6 · черна пешка на бяло поле g6 · бяла пешка на бяло поле d5 · черна пешка на черно поле e5 · черен офицер на бяло поле f5 · черен кон на бяло поле h5 · черна дама на черно поле b4 · черен топ на бяло поле c4 · бял кон на черно поле c3 · бял офицер на черно поле e3 · бяла пешка на черно поле g3 · бяла пешка на бяло поле h3 · бяла пешка на бяло поле a2 · бяла пешка на черно поле b2 · бяла дама на бяло поле e2 · бяла пешка на черно поле f2 · бял офицер на бяло поле g2 · бял цар на черно поле h2 · бял топ на черно поле a1 · бял топ на черно поле c1 | черен топ на бяло поле c8 · черен цар на бяло поле g8 · черна пешка на черно поле a7 · черна пешка на бяло поле b7 · черен офицер на черно поле g7 · черна пешка на бяло поле h7 · черна пешка на черно поле d6 · черна пешка на бяло поле g6 · бяла пешка на бяло поле d5 · черна пешка на черно поле e5 · черен офицер на бяло поле f5 · черен кон на бяло поле h5 · черна дама на черно поле b4 · черен топ на бяло поле c4 · бял кон на черно поле c3 · бял офицер на черно поле e3 · бяла пешка на черно поле g3 · бяла пешка на бяло поле h3 · бяла пешка на бяло поле a2 · бяла пешка на черно поле b2 · бяла дама на бяло поле e2 · бяла пешка на черно поле f2 · бял офицер на бяло поле g2 · бял цар на черно поле h2 · бял топ на черно поле a1 · бял топ на черно поле c1 | черен топ на бяло поле c8 · черен цар на бяло поле g8 · черна пешка на черно поле a7 · черна пешка на бяло поле b7 · черен офицер на черно поле g7 · черна пешка на бяло поле h7 · черна пешка на черно поле d6 · черна пешка на бяло поле g6 · бяла пешка на бяло поле d5 · черна пешка на черно поле e5 · черен офицер на бяло поле f5 · черен кон на бяло поле h5 · черна дама на черно поле b4 · черен топ на бяло поле c4 · бял кон на черно поле c3 · бял офицер на черно поле e3 · бяла пешка на черно поле g3 · бяла пешка на бяло поле h3 · бяла пешка на бяло поле a2 · бяла пешка на черно поле b2 · бяла дама на бяло поле e2 · бяла пешка на черно поле f2 · бял офицер на бяло поле g2 · бял цар на черно поле h2 · бял топ на черно поле a1 · бял топ на черно поле c1 | черен топ на бяло поле c8 · черен цар на бяло поле g8 · черна пешка на черно поле a7 · черна пешка на бяло поле b7 · черен офицер на черно поле g7 · черна пешка на бяло поле h7 · черна пешка на черно поле d6 · черна пешка на бяло поле g6 · бяла пешка на бяло поле d5 · черна пешка на черно поле e5 · черен офицер на бяло поле f5 · черен кон на бяло поле h5 · черна дама на черно поле b4 · черен топ на бяло поле c4 · бял кон на черно поле c3 · бял офицер на черно поле e3 · бяла пешка на черно поле g3 · бяла пешка на бяло поле h3 · бяла пешка на бяло поле a2 · бяла пешка на черно поле b2 · бяла дама на бяло поле e2 · бяла пешка на черно поле f2 · бял офицер на бяло поле g2 · бял цар на черно поле h2 · бял топ на черно поле a1 · бял топ на черно поле c1 | черен топ на бяло поле c8 · черен цар на бяло поле g8 · черна пешка на черно поле a7 · черна пешка на бяло поле b7 · черен офицер на черно поле g7 · черна пешка на бяло поле h7 · черна пешка на черно поле d6 · черна пешка на бяло поле g6 · бяла пешка на бяло поле d5 · черна пешка на черно поле e5 · черен офицер на бяло поле f5 · черен кон на бяло поле h5 · черна дама на черно поле b4 · черен топ на бяло поле c4 · бял кон на черно поле c3 · бял офицер на черно поле e3 · бяла пешка на черно поле g3 · бяла пешка на бяло поле h3 · бяла пешка на бяло поле a2 · бяла пешка на черно поле b2 · бяла дама на бяло поле e2 · бяла пешка на черно поле f2 · бял офицер на бяло поле g2 · бял цар на черно поле h2 · бял топ на черно поле a1 · бял топ на черно поле c1 | черен топ на бяло поле c8 · черен цар на бяло поле g8 · черна пешка на черно поле a7 · черна пешка на бяло поле b7 · черен офицер на черно поле g7 · черна пешка на бяло поле h7 · черна пешка на черно поле d6 · черна пешка на бяло поле g6 · бяла пешка на бяло поле d5 · черна пешка на черно поле e5 · черен офицер на бяло поле f5 · черен кон на бяло поле h5 · черна дама на черно поле b4 · черен топ на бяло поле c4 · бял кон на черно поле c3 · бял офицер на черно поле e3 · бяла пешка на черно поле g3 · бяла пешка на бяло поле h3 · бяла пешка на бяло поле a2 · бяла пешка на черно поле b2 · бяла дама на бяло поле e2 · бяла пешка на черно поле f2 · бял офицер на бяло поле g2 · бял цар на черно поле h2 · бял топ на черно поле a1 · бял топ на черно поле c1 | черен топ на бяло поле c8 · черен цар на бяло поле g8 · черна пешка на черно поле a7 · черна пешка на бяло поле b7 · черен офицер на черно поле g7 · черна пешка на бяло поле h7 · черна пешка на черно поле d6 · черна пешка на бяло поле g6 · бяла пешка на бяло поле d5 · черна пешка на черно поле e5 · черен офицер на бяло поле f5 · черен кон на бяло поле h5 · черна дама на черно поле b4 · черен топ на бяло поле c4 · бял кон на черно поле c3 · бял офицер на черно поле e3 · бяла пешка на черно поле g3 · бяла пешка на бяло поле h3 · бяла пешка на бяло поле a2 · бяла пешка на черно поле b2 · бяла дама на бяло поле e2 · бяла пешка на черно поле f2 · бял офицер на бяло поле g2 · бял цар на черно поле h2 · бял топ на черно поле a1 · бял топ на черно поле c1 | черен топ на бяло поле c8 · черен цар на бяло поле g8 · черна пешка на черно поле a7 · черна пешка на бяло поле b7 · черен офицер на черно поле g7 · черна пешка на бяло поле h7 · черна пешка на черно поле d6 · черна пешка на бяло поле g6 · бяла пешка на бяло поле d5 · черна пешка на черно поле e5 · черен офицер на бяло поле f5 · черен кон на бяло поле h5 · черна дама на черно поле b4 · черен топ на бяло поле c4 · бял кон на черно поле c3 · бял офицер на черно поле e3 · бяла пешка на черно поле g3 · бяла пешка на бяло поле h3 · бяла пешка на бяло поле a2 · бяла пешка на черно поле b2 · бяла дама на бяло поле e2 · бяла пешка на черно поле f2 · бял офицер на бяло поле g2 · бял цар на черно поле h2 · бял топ на черно поле a1 · бял топ на черно поле c1 | 7 |
| 6 | черен топ на бяло поле c8 · черен цар на бяло поле g8 · черна пешка на черно поле a7 · черна пешка на бяло поле b7 · черен офицер на черно поле g7 · черна пешка на бяло поле h7 · черна пешка на черно поле d6 · черна пешка на бяло поле g6 · бяла пешка на бяло поле d5 · черна пешка на черно поле e5 · черен офицер на бяло поле f5 · черен кон на бяло поле h5 · черна дама на черно поле b4 · черен топ на бяло поле c4 · бял кон на черно поле c3 · бял офицер на черно поле e3 · бяла пешка на черно поле g3 · бяла пешка на бяло поле h3 · бяла пешка на бяло поле a2 · бяла пешка на черно поле b2 · бяла дама на бяло поле e2 · бяла пешка на черно поле f2 · бял офицер на бяло поле g2 · бял цар на черно поле h2 · бял топ на черно поле a1 · бял топ на черно поле c1 | черен топ на бяло поле c8 · черен цар на бяло поле g8 · черна пешка на черно поле a7 · черна пешка на бяло поле b7 · черен офицер на черно поле g7 · черна пешка на бяло поле h7 · черна пешка на черно поле d6 · черна пешка на бяло поле g6 · бяла пешка на бяло поле d5 · черна пешка на черно поле e5 · черен офицер на бяло поле f5 · черен кон на бяло поле h5 · черна дама на черно поле b4 · черен топ на бяло поле c4 · бял кон на черно поле c3 · бял офицер на черно поле e3 · бяла пешка на черно поле g3 · бяла пешка на бяло поле h3 · бяла пешка на бяло поле a2 · бяла пешка на черно поле b2 · бяла дама на бяло поле e2 · бяла пешка на черно поле f2 · бял офицер на бяло поле g2 · бял цар на черно поле h2 · бял топ на черно поле a1 · бял топ на черно поле c1 | черен топ на бяло поле c8 · черен цар на бяло поле g8 · черна пешка на черно поле a7 · черна пешка на бяло поле b7 · черен офицер на черно поле g7 · черна пешка на бяло поле h7 · черна пешка на черно поле d6 · черна пешка на бяло поле g6 · бяла пешка на бяло поле d5 · черна пешка на черно поле e5 · черен офицер на бяло поле f5 · черен кон на бяло поле h5 · черна дама на черно поле b4 · черен топ на бяло поле c4 · бял кон на черно поле c3 · бял офицер на черно поле e3 · бяла пешка на черно поле g3 · бяла пешка на бяло поле h3 · бяла пешка на бяло поле a2 · бяла пешка на черно поле b2 · бяла дама на бяло поле e2 · бяла пешка на черно поле f2 · бял офицер на бяло поле g2 · бял цар на черно поле h2 · бял топ на черно поле a1 · бял топ на черно поле c1 | черен топ на бяло поле c8 · черен цар на бяло поле g8 · черна пешка на черно поле a7 · черна пешка на бяло поле b7 · черен офицер на черно поле g7 · черна пешка на бяло поле h7 · черна пешка на черно поле d6 · черна пешка на бяло поле g6 · бяла пешка на бяло поле d5 · черна пешка на черно поле e5 · черен офицер на бяло поле f5 · черен кон на бяло поле h5 · черна дама на черно поле b4 · черен топ на бяло поле c4 · бял кон на черно поле c3 · бял офицер на черно поле e3 · бяла пешка на черно поле g3 · бяла пешка на бяло поле h3 · бяла пешка на бяло поле a2 · бяла пешка на черно поле b2 · бяла дама на бяло поле e2 · бяла пешка на черно поле f2 · бял офицер на бяло поле g2 · бял цар на черно поле h2 · бял топ на черно поле a1 · бял топ на черно поле c1 | черен топ на бяло поле c8 · черен цар на бяло поле g8 · черна пешка на черно поле a7 · черна пешка на бяло поле b7 · черен офицер на черно поле g7 · черна пешка на бяло поле h7 · черна пешка на черно поле d6 · черна пешка на бяло поле g6 · бяла пешка на бяло поле d5 · черна пешка на черно поле e5 · черен офицер на бяло поле f5 · черен кон на бяло поле h5 · черна дама на черно поле b4 · черен топ на бяло поле c4 · бял кон на черно поле c3 · бял офицер на черно поле e3 · бяла пешка на черно поле g3 · бяла пешка на бяло поле h3 · бяла пешка на бяло поле a2 · бяла пешка на черно поле b2 · бяла дама на бяло поле e2 · бяла пешка на черно поле f2 · бял офицер на бяло поле g2 · бял цар на черно поле h2 · бял топ на черно поле a1 · бял топ на черно поле c1 | черен топ на бяло поле c8 · черен цар на бяло поле g8 · черна пешка на черно поле a7 · черна пешка на бяло поле b7 · черен офицер на черно поле g7 · черна пешка на бяло поле h7 · черна пешка на черно поле d6 · черна пешка на бяло поле g6 · бяла пешка на бяло поле d5 · черна пешка на черно поле e5 · черен офицер на бяло поле f5 · черен кон на бяло поле h5 · черна дама на черно поле b4 · черен топ на бяло поле c4 · бял кон на черно поле c3 · бял офицер на черно поле e3 · бяла пешка на черно поле g3 · бяла пешка на бяло поле h3 · бяла пешка на бяло поле a2 · бяла пешка на черно поле b2 · бяла дама на бяло поле e2 · бяла пешка на черно поле f2 · бял офицер на бяло поле g2 · бял цар на черно поле h2 · бял топ на черно поле a1 · бял топ на черно поле c1 | черен топ на бяло поле c8 · черен цар на бяло поле g8 · черна пешка на черно поле a7 · черна пешка на бяло поле b7 · черен офицер на черно поле g7 · черна пешка на бяло поле h7 · черна пешка на черно поле d6 · черна пешка на бяло поле g6 · бяла пешка на бяло поле d5 · черна пешка на черно поле e5 · черен офицер на бяло поле f5 · черен кон на бяло поле h5 · черна дама на черно поле b4 · черен топ на бяло поле c4 · бял кон на черно поле c3 · бял офицер на черно поле e3 · бяла пешка на черно поле g3 · бяла пешка на бяло поле h3 · бяла пешка на бяло поле a2 · бяла пешка на черно поле b2 · бяла дама на бяло поле e2 · бяла пешка на черно поле f2 · бял офицер на бяло поле g2 · бял цар на черно поле h2 · бял топ на черно поле a1 · бял топ на черно поле c1 | черен топ на бяло поле c8 · черен цар на бяло поле g8 · черна пешка на черно поле a7 · черна пешка на бяло поле b7 · черен офицер на черно поле g7 · черна пешка на бяло поле h7 · черна пешка на черно поле d6 · черна пешка на бяло поле g6 · бяла пешка на бяло поле d5 · черна пешка на черно поле e5 · черен офицер на бяло поле f5 · черен кон на бяло поле h5 · черна дама на черно поле b4 · черен топ на бяло поле c4 · бял кон на черно поле c3 · бял офицер на черно поле e3 · бяла пешка на черно поле g3 · бяла пешка на бяло поле h3 · бяла пешка на бяло поле a2 · бяла пешка на черно поле b2 · бяла дама на бяло поле e2 · бяла пешка на черно поле f2 · бял офицер на бяло поле g2 · бял цар на черно поле h2 · бял топ на черно поле a1 · бял топ на черно поле c1 | 6 |
| 5 | черен топ на бяло поле c8 · черен цар на бяло поле g8 · черна пешка на черно поле a7 · черна пешка на бяло поле b7 · черен офицер на черно поле g7 · черна пешка на бяло поле h7 · черна пешка на черно поле d6 · черна пешка на бяло поле g6 · бяла пешка на бяло поле d5 · черна пешка на черно поле e5 · черен офицер на бяло поле f5 · черен кон на бяло поле h5 · черна дама на черно поле b4 · черен топ на бяло поле c4 · бял кон на черно поле c3 · бял офицер на черно поле e3 · бяла пешка на черно поле g3 · бяла пешка на бяло поле h3 · бяла пешка на бяло поле a2 · бяла пешка на черно поле b2 · бяла дама на бяло поле e2 · бяла пешка на черно поле f2 · бял офицер на бяло поле g2 · бял цар на черно поле h2 · бял топ на черно поле a1 · бял топ на черно поле c1 | черен топ на бяло поле c8 · черен цар на бяло поле g8 · черна пешка на черно поле a7 · черна пешка на бяло поле b7 · черен офицер на черно поле g7 · черна пешка на бяло поле h7 · черна пешка на черно поле d6 · черна пешка на бяло поле g6 · бяла пешка на бяло поле d5 · черна пешка на черно поле e5 · черен офицер на бяло поле f5 · черен кон на бяло поле h5 · черна дама на черно поле b4 · черен топ на бяло поле c4 · бял кон на черно поле c3 · бял офицер на черно поле e3 · бяла пешка на черно поле g3 · бяла пешка на бяло поле h3 · бяла пешка на бяло поле a2 · бяла пешка на черно поле b2 · бяла дама на бяло поле e2 · бяла пешка на черно поле f2 · бял офицер на бяло поле g2 · бял цар на черно поле h2 · бял топ на черно поле a1 · бял топ на черно поле c1 | черен топ на бяло поле c8 · черен цар на бяло поле g8 · черна пешка на черно поле a7 · черна пешка на бяло поле b7 · черен офицер на черно поле g7 · черна пешка на бяло поле h7 · черна пешка на черно поле d6 · черна пешка на бяло поле g6 · бяла пешка на бяло поле d5 · черна пешка на черно поле e5 · черен офицер на бяло поле f5 · черен кон на бяло поле h5 · черна дама на черно поле b4 · черен топ на бяло поле c4 · бял кон на черно поле c3 · бял офицер на черно поле e3 · бяла пешка на черно поле g3 · бяла пешка на бяло поле h3 · бяла пешка на бяло поле a2 · бяла пешка на черно поле b2 · бяла дама на бяло поле e2 · бяла пешка на черно поле f2 · бял офицер на бяло поле g2 · бял цар на черно поле h2 · бял топ на черно поле a1 · бял топ на черно поле c1 | черен топ на бяло поле c8 · черен цар на бяло поле g8 · черна пешка на черно поле a7 · черна пешка на бяло поле b7 · черен офицер на черно поле g7 · черна пешка на бяло поле h7 · черна пешка на черно поле d6 · черна пешка на бяло поле g6 · бяла пешка на бяло поле d5 · черна пешка на черно поле e5 · черен офицер на бяло поле f5 · черен кон на бяло поле h5 · черна дама на черно поле b4 · черен топ на бяло поле c4 · бял кон на черно поле c3 · бял офицер на черно поле e3 · бяла пешка на черно поле g3 · бяла пешка на бяло поле h3 · бяла пешка на бяло поле a2 · бяла пешка на черно поле b2 · бяла дама на бяло поле e2 · бяла пешка на черно поле f2 · бял офицер на бяло поле g2 · бял цар на черно поле h2 · бял топ на черно поле a1 · бял топ на черно поле c1 | черен топ на бяло поле c8 · черен цар на бяло поле g8 · черна пешка на черно поле a7 · черна пешка на бяло поле b7 · черен офицер на черно поле g7 · черна пешка на бяло поле h7 · черна пешка на черно поле d6 · черна пешка на бяло поле g6 · бяла пешка на бяло поле d5 · черна пешка на черно поле e5 · черен офицер на бяло поле f5 · черен кон на бяло поле h5 · черна дама на черно поле b4 · черен топ на бяло поле c4 · бял кон на черно поле c3 · бял офицер на черно поле e3 · бяла пешка на черно поле g3 · бяла пешка на бяло поле h3 · бяла пешка на бяло поле a2 · бяла пешка на черно поле b2 · бяла дама на бяло поле e2 · бяла пешка на черно поле f2 · бял офицер на бяло поле g2 · бял цар на черно поле h2 · бял топ на черно поле a1 · бял топ на черно поле c1 | черен топ на бяло поле c8 · черен цар на бяло поле g8 · черна пешка на черно поле a7 · черна пешка на бяло поле b7 · черен офицер на черно поле g7 · черна пешка на бяло поле h7 · черна пешка на черно поле d6 · черна пешка на бяло поле g6 · бяла пешка на бяло поле d5 · черна пешка на черно поле e5 · черен офицер на бяло поле f5 · черен кон на бяло поле h5 · черна дама на черно поле b4 · черен топ на бяло поле c4 · бял кон на черно поле c3 · бял офицер на черно поле e3 · бяла пешка на черно поле g3 · бяла пешка на бяло поле h3 · бяла пешка на бяло поле a2 · бяла пешка на черно поле b2 · бяла дама на бяло поле e2 · бяла пешка на черно поле f2 · бял офицер на бяло поле g2 · бял цар на черно поле h2 · бял топ на черно поле a1 · бял топ на черно поле c1 | черен топ на бяло поле c8 · черен цар на бяло поле g8 · черна пешка на черно поле a7 · черна пешка на бяло поле b7 · черен офицер на черно поле g7 · черна пешка на бяло поле h7 · черна пешка на черно поле d6 · черна пешка на бяло поле g6 · бяла пешка на бяло поле d5 · черна пешка на черно поле e5 · черен офицер на бяло поле f5 · черен кон на бяло поле h5 · черна дама на черно поле b4 · черен топ на бяло поле c4 · бял кон на черно поле c3 · бял офицер на черно поле e3 · бяла пешка на черно поле g3 · бяла пешка на бяло поле h3 · бяла пешка на бяло поле a2 · бяла пешка на черно поле b2 · бяла дама на бяло поле e2 · бяла пешка на черно поле f2 · бял офицер на бяло поле g2 · бял цар на черно поле h2 · бял топ на черно поле a1 · бял топ на черно поле c1 | черен топ на бяло поле c8 · черен цар на бяло поле g8 · черна пешка на черно поле a7 · черна пешка на бяло поле b7 · черен офицер на черно поле g7 · черна пешка на бяло поле h7 · черна пешка на черно поле d6 · черна пешка на бяло поле g6 · бяла пешка на бяло поле d5 · черна пешка на черно поле e5 · черен офицер на бяло поле f5 · черен кон на бяло поле h5 · черна дама на черно поле b4 · черен топ на бяло поле c4 · бял кон на черно поле c3 · бял офицер на черно поле e3 · бяла пешка на черно поле g3 · бяла пешка на бяло поле h3 · бяла пешка на бяло поле a2 · бяла пешка на черно поле b2 · бяла дама на бяло поле e2 · бяла пешка на черно поле f2 · бял офицер на бяло поле g2 · бял цар на черно поле h2 · бял топ на черно поле a1 · бял топ на черно поле c1 | 5 |
| 4 | черен топ на бяло поле c8 · черен цар на бяло поле g8 · черна пешка на черно поле a7 · черна пешка на бяло поле b7 · черен офицер на черно поле g7 · черна пешка на бяло поле h7 · черна пешка на черно поле d6 · черна пешка на бяло поле g6 · бяла пешка на бяло поле d5 · черна пешка на черно поле e5 · черен офицер на бяло поле f5 · черен кон на бяло поле h5 · черна дама на черно поле b4 · черен топ на бяло поле c4 · бял кон на черно поле c3 · бял офицер на черно поле e3 · бяла пешка на черно поле g3 · бяла пешка на бяло поле h3 · бяла пешка на бяло поле a2 · бяла пешка на черно поле b2 · бяла дама на бяло поле e2 · бяла пешка на черно поле f2 · бял офицер на бяло поле g2 · бял цар на черно поле h2 · бял топ на черно поле a1 · бял топ на черно поле c1 | черен топ на бяло поле c8 · черен цар на бяло поле g8 · черна пешка на черно поле a7 · черна пешка на бяло поле b7 · черен офицер на черно поле g7 · черна пешка на бяло поле h7 · черна пешка на черно поле d6 · черна пешка на бяло поле g6 · бяла пешка на бяло поле d5 · черна пешка на черно поле e5 · черен офицер на бяло поле f5 · черен кон на бяло поле h5 · черна дама на черно поле b4 · черен топ на бяло поле c4 · бял кон на черно поле c3 · бял офицер на черно поле e3 · бяла пешка на черно поле g3 · бяла пешка на бяло поле h3 · бяла пешка на бяло поле a2 · бяла пешка на черно поле b2 · бяла дама на бяло поле e2 · бяла пешка на черно поле f2 · бял офицер на бяло поле g2 · бял цар на черно поле h2 · бял топ на черно поле a1 · бял топ на черно поле c1 | черен топ на бяло поле c8 · черен цар на бяло поле g8 · черна пешка на черно поле a7 · черна пешка на бяло поле b7 · черен офицер на черно поле g7 · черна пешка на бяло поле h7 · черна пешка на черно поле d6 · черна пешка на бяло поле g6 · бяла пешка на бяло поле d5 · черна пешка на черно поле e5 · черен офицер на бяло поле f5 · черен кон на бяло поле h5 · черна дама на черно поле b4 · черен топ на бяло поле c4 · бял кон на черно поле c3 · бял офицер на черно поле e3 · бяла пешка на черно поле g3 · бяла пешка на бяло поле h3 · бяла пешка на бяло поле a2 · бяла пешка на черно поле b2 · бяла дама на бяло поле e2 · бяла пешка на черно поле f2 · бял офицер на бяло поле g2 · бял цар на черно поле h2 · бял топ на черно поле a1 · бял топ на черно поле c1 | черен топ на бяло поле c8 · черен цар на бяло поле g8 · черна пешка на черно поле a7 · черна пешка на бяло поле b7 · черен офицер на черно поле g7 · черна пешка на бяло поле h7 · черна пешка на черно поле d6 · черна пешка на бяло поле g6 · бяла пешка на бяло поле d5 · черна пешка на черно поле e5 · черен офицер на бяло поле f5 · черен кон на бяло поле h5 · черна дама на черно поле b4 · черен топ на бяло поле c4 · бял кон на черно поле c3 · бял офицер на черно поле e3 · бяла пешка на черно поле g3 · бяла пешка на бяло поле h3 · бяла пешка на бяло поле a2 · бяла пешка на черно поле b2 · бяла дама на бяло поле e2 · бяла пешка на черно поле f2 · бял офицер на бяло поле g2 · бял цар на черно поле h2 · бял топ на черно поле a1 · бял топ на черно поле c1 | черен топ на бяло поле c8 · черен цар на бяло поле g8 · черна пешка на черно поле a7 · черна пешка на бяло поле b7 · черен офицер на черно поле g7 · черна пешка на бяло поле h7 · черна пешка на черно поле d6 · черна пешка на бяло поле g6 · бяла пешка на бяло поле d5 · черна пешка на черно поле e5 · черен офицер на бяло поле f5 · черен кон на бяло поле h5 · черна дама на черно поле b4 · черен топ на бяло поле c4 · бял кон на черно поле c3 · бял офицер на черно поле e3 · бяла пешка на черно поле g3 · бяла пешка на бяло поле h3 · бяла пешка на бяло поле a2 · бяла пешка на черно поле b2 · бяла дама на бяло поле e2 · бяла пешка на черно поле f2 · бял офицер на бяло поле g2 · бял цар на черно поле h2 · бял топ на черно поле a1 · бял топ на черно поле c1 | черен топ на бяло поле c8 · черен цар на бяло поле g8 · черна пешка на черно поле a7 · черна пешка на бяло поле b7 · черен офицер на черно поле g7 · черна пешка на бяло поле h7 · черна пешка на черно поле d6 · черна пешка на бяло поле g6 · бяла пешка на бяло поле d5 · черна пешка на черно поле e5 · черен офицер на бяло поле f5 · черен кон на бяло поле h5 · черна дама на черно поле b4 · черен топ на бяло поле c4 · бял кон на черно поле c3 · бял офицер на черно поле e3 · бяла пешка на черно поле g3 · бяла пешка на бяло поле h3 · бяла пешка на бяло поле a2 · бяла пешка на черно поле b2 · бяла дама на бяло поле e2 · бяла пешка на черно поле f2 · бял офицер на бяло поле g2 · бял цар на черно поле h2 · бял топ на черно поле a1 · бял топ на черно поле c1 | черен топ на бяло поле c8 · черен цар на бяло поле g8 · черна пешка на черно поле a7 · черна пешка на бяло поле b7 · черен офицер на черно поле g7 · черна пешка на бяло поле h7 · черна пешка на черно поле d6 · черна пешка на бяло поле g6 · бяла пешка на бяло поле d5 · черна пешка на черно поле e5 · черен офицер на бяло поле f5 · черен кон на бяло поле h5 · черна дама на черно поле b4 · черен топ на бяло поле c4 · бял кон на черно поле c3 · бял офицер на черно поле e3 · бяла пешка на черно поле g3 · бяла пешка на бяло поле h3 · бяла пешка на бяло поле a2 · бяла пешка на черно поле b2 · бяла дама на бяло поле e2 · бяла пешка на черно поле f2 · бял офицер на бяло поле g2 · бял цар на черно поле h2 · бял топ на черно поле a1 · бял топ на черно поле c1 | черен топ на бяло поле c8 · черен цар на бяло поле g8 · черна пешка на черно поле a7 · черна пешка на бяло поле b7 · черен офицер на черно поле g7 · черна пешка на бяло поле h7 · черна пешка на черно поле d6 · черна пешка на бяло поле g6 · бяла пешка на бяло поле d5 · черна пешка на черно поле e5 · черен офицер на бяло поле f5 · черен кон на бяло поле h5 · черна дама на черно поле b4 · черен топ на бяло поле c4 · бял кон на черно поле c3 · бял офицер на черно поле e3 · бяла пешка на черно поле g3 · бяла пешка на бяло поле h3 · бяла пешка на бяло поле a2 · бяла пешка на черно поле b2 · бяла дама на бяло поле e2 · бяла пешка на черно поле f2 · бял офицер на бяло поле g2 · бял цар на черно поле h2 · бял топ на черно поле a1 · бял топ на черно поле c1 | 4 |
| 3 | черен топ на бяло поле c8 · черен цар на бяло поле g8 · черна пешка на черно поле a7 · черна пешка на бяло поле b7 · черен офицер на черно поле g7 · черна пешка на бяло поле h7 · черна пешка на черно поле d6 · черна пешка на бяло поле g6 · бяла пешка на бяло поле d5 · черна пешка на черно поле e5 · черен офицер на бяло поле f5 · черен кон на бяло поле h5 · черна дама на черно поле b4 · черен топ на бяло поле c4 · бял кон на черно поле c3 · бял офицер на черно поле e3 · бяла пешка на черно поле g3 · бяла пешка на бяло поле h3 · бяла пешка на бяло поле a2 · бяла пешка на черно поле b2 · бяла дама на бяло поле e2 · бяла пешка на черно поле f2 · бял офицер на бяло поле g2 · бял цар на черно поле h2 · бял топ на черно поле a1 · бял топ на черно поле c1 | черен топ на бяло поле c8 · черен цар на бяло поле g8 · черна пешка на черно поле a7 · черна пешка на бяло поле b7 · черен офицер на черно поле g7 · черна пешка на бяло поле h7 · черна пешка на черно поле d6 · черна пешка на бяло поле g6 · бяла пешка на бяло поле d5 · черна пешка на черно поле e5 · черен офицер на бяло поле f5 · черен кон на бяло поле h5 · черна дама на черно поле b4 · черен топ на бяло поле c4 · бял кон на черно поле c3 · бял офицер на черно поле e3 · бяла пешка на черно поле g3 · бяла пешка на бяло поле h3 · бяла пешка на бяло поле a2 · бяла пешка на черно поле b2 · бяла дама на бяло поле e2 · бяла пешка на черно поле f2 · бял офицер на бяло поле g2 · бял цар на черно поле h2 · бял топ на черно поле a1 · бял топ на черно поле c1 | черен топ на бяло поле c8 · черен цар на бяло поле g8 · черна пешка на черно поле a7 · черна пешка на бяло поле b7 · черен офицер на черно поле g7 · черна пешка на бяло поле h7 · черна пешка на черно поле d6 · черна пешка на бяло поле g6 · бяла пешка на бяло поле d5 · черна пешка на черно поле e5 · черен офицер на бяло поле f5 · черен кон на бяло поле h5 · черна дама на черно поле b4 · черен топ на бяло поле c4 · бял кон на черно поле c3 · бял офицер на черно поле e3 · бяла пешка на черно поле g3 · бяла пешка на бяло поле h3 · бяла пешка на бяло поле a2 · бяла пешка на черно поле b2 · бяла дама на бяло поле e2 · бяла пешка на черно поле f2 · бял офицер на бяло поле g2 · бял цар на черно поле h2 · бял топ на черно поле a1 · бял топ на черно поле c1 | черен топ на бяло поле c8 · черен цар на бяло поле g8 · черна пешка на черно поле a7 · черна пешка на бяло поле b7 · черен офицер на черно поле g7 · черна пешка на бяло поле h7 · черна пешка на черно поле d6 · черна пешка на бяло поле g6 · бяла пешка на бяло поле d5 · черна пешка на черно поле e5 · черен офицер на бяло поле f5 · черен кон на бяло поле h5 · черна дама на черно поле b4 · черен топ на бяло поле c4 · бял кон на черно поле c3 · бял офицер на черно поле e3 · бяла пешка на черно поле g3 · бяла пешка на бяло поле h3 · бяла пешка на бяло поле a2 · бяла пешка на черно поле b2 · бяла дама на бяло поле e2 · бяла пешка на черно поле f2 · бял офицер на бяло поле g2 · бял цар на черно поле h2 · бял топ на черно поле a1 · бял топ на черно поле c1 | черен топ на бяло поле c8 · черен цар на бяло поле g8 · черна пешка на черно поле a7 · черна пешка на бяло поле b7 · черен офицер на черно поле g7 · черна пешка на бяло поле h7 · черна пешка на черно поле d6 · черна пешка на бяло поле g6 · бяла пешка на бяло поле d5 · черна пешка на черно поле e5 · черен офицер на бяло поле f5 · черен кон на бяло поле h5 · черна дама на черно поле b4 · черен топ на бяло поле c4 · бял кон на черно поле c3 · бял офицер на черно поле e3 · бяла пешка на черно поле g3 · бяла пешка на бяло поле h3 · бяла пешка на бяло поле a2 · бяла пешка на черно поле b2 · бяла дама на бяло поле e2 · бяла пешка на черно поле f2 · бял офицер на бяло поле g2 · бял цар на черно поле h2 · бял топ на черно поле a1 · бял топ на черно поле c1 | черен топ на бяло поле c8 · черен цар на бяло поле g8 · черна пешка на черно поле a7 · черна пешка на бяло поле b7 · черен офицер на черно поле g7 · черна пешка на бяло поле h7 · черна пешка на черно поле d6 · черна пешка на бяло поле g6 · бяла пешка на бяло поле d5 · черна пешка на черно поле e5 · черен офицер на бяло поле f5 · черен кон на бяло поле h5 · черна дама на черно поле b4 · черен топ на бяло поле c4 · бял кон на черно поле c3 · бял офицер на черно поле e3 · бяла пешка на черно поле g3 · бяла пешка на бяло поле h3 · бяла пешка на бяло поле a2 · бяла пешка на черно поле b2 · бяла дама на бяло поле e2 · бяла пешка на черно поле f2 · бял офицер на бяло поле g2 · бял цар на черно поле h2 · бял топ на черно поле a1 · бял топ на черно поле c1 | черен топ на бяло поле c8 · черен цар на бяло поле g8 · черна пешка на черно поле a7 · черна пешка на бяло поле b7 · черен офицер на черно поле g7 · черна пешка на бяло поле h7 · черна пешка на черно поле d6 · черна пешка на бяло поле g6 · бяла пешка на бяло поле d5 · черна пешка на черно поле e5 · черен офицер на бяло поле f5 · черен кон на бяло поле h5 · черна дама на черно поле b4 · черен топ на бяло поле c4 · бял кон на черно поле c3 · бял офицер на черно поле e3 · бяла пешка на черно поле g3 · бяла пешка на бяло поле h3 · бяла пешка на бяло поле a2 · бяла пешка на черно поле b2 · бяла дама на бяло поле e2 · бяла пешка на черно поле f2 · бял офицер на бяло поле g2 · бял цар на черно поле h2 · бял топ на черно поле a1 · бял топ на черно поле c1 | черен топ на бяло поле c8 · черен цар на бяло поле g8 · черна пешка на черно поле a7 · черна пешка на бяло поле b7 · черен офицер на черно поле g7 · черна пешка на бяло поле h7 · черна пешка на черно поле d6 · черна пешка на бяло поле g6 · бяла пешка на бяло поле d5 · черна пешка на черно поле e5 · черен офицер на бяло поле f5 · черен кон на бяло поле h5 · черна дама на черно поле b4 · черен топ на бяло поле c4 · бял кон на черно поле c3 · бял офицер на черно поле e3 · бяла пешка на черно поле g3 · бяла пешка на бяло поле h3 · бяла пешка на бяло поле a2 · бяла пешка на черно поле b2 · бяла дама на бяло поле e2 · бяла пешка на черно поле f2 · бял офицер на бяло поле g2 · бял цар на черно поле h2 · бял топ на черно поле a1 · бял топ на черно поле c1 | 3 |
| 2 | черен топ на бяло поле c8 · черен цар на бяло поле g8 · черна пешка на черно поле a7 · черна пешка на бяло поле b7 · черен офицер на черно поле g7 · черна пешка на бяло поле h7 · черна пешка на черно поле d6 · черна пешка на бяло поле g6 · бяла пешка на бяло поле d5 · черна пешка на черно поле e5 · черен офицер на бяло поле f5 · черен кон на бяло поле h5 · черна дама на черно поле b4 · черен топ на бяло поле c4 · бял кон на черно поле c3 · бял офицер на черно поле e3 · бяла пешка на черно поле g3 · бяла пешка на бяло поле h3 · бяла пешка на бяло поле a2 · бяла пешка на черно поле b2 · бяла дама на бяло поле e2 · бяла пешка на черно поле f2 · бял офицер на бяло поле g2 · бял цар на черно поле h2 · бял топ на черно поле a1 · бял топ на черно поле c1 | черен топ на бяло поле c8 · черен цар на бяло поле g8 · черна пешка на черно поле a7 · черна пешка на бяло поле b7 · черен офицер на черно поле g7 · черна пешка на бяло поле h7 · черна пешка на черно поле d6 · черна пешка на бяло поле g6 · бяла пешка на бяло поле d5 · черна пешка на черно поле e5 · черен офицер на бяло поле f5 · черен кон на бяло поле h5 · черна дама на черно поле b4 · черен топ на бяло поле c4 · бял кон на черно поле c3 · бял офицер на черно поле e3 · бяла пешка на черно поле g3 · бяла пешка на бяло поле h3 · бяла пешка на бяло поле a2 · бяла пешка на черно поле b2 · бяла дама на бяло поле e2 · бяла пешка на черно поле f2 · бял офицер на бяло поле g2 · бял цар на черно поле h2 · бял топ на черно поле a1 · бял топ на черно поле c1 | черен топ на бяло поле c8 · черен цар на бяло поле g8 · черна пешка на черно поле a7 · черна пешка на бяло поле b7 · черен офицер на черно поле g7 · черна пешка на бяло поле h7 · черна пешка на черно поле d6 · черна пешка на бяло поле g6 · бяла пешка на бяло поле d5 · черна пешка на черно поле e5 · черен офицер на бяло поле f5 · черен кон на бяло поле h5 · черна дама на черно поле b4 · черен топ на бяло поле c4 · бял кон на черно поле c3 · бял офицер на черно поле e3 · бяла пешка на черно поле g3 · бяла пешка на бяло поле h3 · бяла пешка на бяло поле a2 · бяла пешка на черно поле b2 · бяла дама на бяло поле e2 · бяла пешка на черно поле f2 · бял офицер на бяло поле g2 · бял цар на черно поле h2 · бял топ на черно поле a1 · бял топ на черно поле c1 | черен топ на бяло поле c8 · черен цар на бяло поле g8 · черна пешка на черно поле a7 · черна пешка на бяло поле b7 · черен офицер на черно поле g7 · черна пешка на бяло поле h7 · черна пешка на черно поле d6 · черна пешка на бяло поле g6 · бяла пешка на бяло поле d5 · черна пешка на черно поле e5 · черен офицер на бяло поле f5 · черен кон на бяло поле h5 · черна дама на черно поле b4 · черен топ на бяло поле c4 · бял кон на черно поле c3 · бял офицер на черно поле e3 · бяла пешка на черно поле g3 · бяла пешка на бяло поле h3 · бяла пешка на бяло поле a2 · бяла пешка на черно поле b2 · бяла дама на бяло поле e2 · бяла пешка на черно поле f2 · бял офицер на бяло поле g2 · бял цар на черно поле h2 · бял топ на черно поле a1 · бял топ на черно поле c1 | черен топ на бяло поле c8 · черен цар на бяло поле g8 · черна пешка на черно поле a7 · черна пешка на бяло поле b7 · черен офицер на черно поле g7 · черна пешка на бяло поле h7 · черна пешка на черно поле d6 · черна пешка на бяло поле g6 · бяла пешка на бяло поле d5 · черна пешка на черно поле e5 · черен офицер на бяло поле f5 · черен кон на бяло поле h5 · черна дама на черно поле b4 · черен топ на бяло поле c4 · бял кон на черно поле c3 · бял офицер на черно поле e3 · бяла пешка на черно поле g3 · бяла пешка на бяло поле h3 · бяла пешка на бяло поле a2 · бяла пешка на черно поле b2 · бяла дама на бяло поле e2 · бяла пешка на черно поле f2 · бял офицер на бяло поле g2 · бял цар на черно поле h2 · бял топ на черно поле a1 · бял топ на черно поле c1 | черен топ на бяло поле c8 · черен цар на бяло поле g8 · черна пешка на черно поле a7 · черна пешка на бяло поле b7 · черен офицер на черно поле g7 · черна пешка на бяло поле h7 · черна пешка на черно поле d6 · черна пешка на бяло поле g6 · бяла пешка на бяло поле d5 · черна пешка на черно поле e5 · черен офицер на бяло поле f5 · черен кон на бяло поле h5 · черна дама на черно поле b4 · черен топ на бяло поле c4 · бял кон на черно поле c3 · бял офицер на черно поле e3 · бяла пешка на черно поле g3 · бяла пешка на бяло поле h3 · бяла пешка на бяло поле a2 · бяла пешка на черно поле b2 · бяла дама на бяло поле e2 · бяла пешка на черно поле f2 · бял офицер на бяло поле g2 · бял цар на черно поле h2 · бял топ на черно поле a1 · бял топ на черно поле c1 | черен топ на бяло поле c8 · черен цар на бяло поле g8 · черна пешка на черно поле a7 · черна пешка на бяло поле b7 · черен офицер на черно поле g7 · черна пешка на бяло поле h7 · черна пешка на черно поле d6 · черна пешка на бяло поле g6 · бяла пешка на бяло поле d5 · черна пешка на черно поле e5 · черен офицер на бяло поле f5 · черен кон на бяло поле h5 · черна дама на черно поле b4 · черен топ на бяло поле c4 · бял кон на черно поле c3 · бял офицер на черно поле e3 · бяла пешка на черно поле g3 · бяла пешка на бяло поле h3 · бяла пешка на бяло поле a2 · бяла пешка на черно поле b2 · бяла дама на бяло поле e2 · бяла пешка на черно поле f2 · бял офицер на бяло поле g2 · бял цар на черно поле h2 · бял топ на черно поле a1 · бял топ на черно поле c1 | черен топ на бяло поле c8 · черен цар на бяло поле g8 · черна пешка на черно поле a7 · черна пешка на бяло поле b7 · черен офицер на черно поле g7 · черна пешка на бяло поле h7 · черна пешка на черно поле d6 · черна пешка на бяло поле g6 · бяла пешка на бяло поле d5 · черна пешка на черно поле e5 · черен офицер на бяло поле f5 · черен кон на бяло поле h5 · черна дама на черно поле b4 · черен топ на бяло поле c4 · бял кон на черно поле c3 · бял офицер на черно поле e3 · бяла пешка на черно поле g3 · бяла пешка на бяло поле h3 · бяла пешка на бяло поле a2 · бяла пешка на черно поле b2 · бяла дама на бяло поле e2 · бяла пешка на черно поле f2 · бял офицер на бяло поле g2 · бял цар на черно поле h2 · бял топ на черно поле a1 · бял топ на черно поле c1 | 2 |
| 1 | черен топ на бяло поле c8 · черен цар на бяло поле g8 · черна пешка на черно поле a7 · черна пешка на бяло поле b7 · черен офицер на черно поле g7 · черна пешка на бяло поле h7 · черна пешка на черно поле d6 · черна пешка на бяло поле g6 · бяла пешка на бяло поле d5 · черна пешка на черно поле e5 · черен офицер на бяло поле f5 · черен кон на бяло поле h5 · черна дама на черно поле b4 · черен топ на бяло поле c4 · бял кон на черно поле c3 · бял офицер на черно поле e3 · бяла пешка на черно поле g3 · бяла пешка на бяло поле h3 · бяла пешка на бяло поле a2 · бяла пешка на черно поле b2 · бяла дама на бяло поле e2 · бяла пешка на черно поле f2 · бял офицер на бяло поле g2 · бял цар на черно поле h2 · бял топ на черно поле a1 · бял топ на черно поле c1 | черен топ на бяло поле c8 · черен цар на бяло поле g8 · черна пешка на черно поле a7 · черна пешка на бяло поле b7 · черен офицер на черно поле g7 · черна пешка на бяло поле h7 · черна пешка на черно поле d6 · черна пешка на бяло поле g6 · бяла пешка на бяло поле d5 · черна пешка на черно поле e5 · черен офицер на бяло поле f5 · черен кон на бяло поле h5 · черна дама на черно поле b4 · черен топ на бяло поле c4 · бял кон на черно поле c3 · бял офицер на черно поле e3 · бяла пешка на черно поле g3 · бяла пешка на бяло поле h3 · бяла пешка на бяло поле a2 · бяла пешка на черно поле b2 · бяла дама на бяло поле e2 · бяла пешка на черно поле f2 · бял офицер на бяло поле g2 · бял цар на черно поле h2 · бял топ на черно поле a1 · бял топ на черно поле c1 | черен топ на бяло поле c8 · черен цар на бяло поле g8 · черна пешка на черно поле a7 · черна пешка на бяло поле b7 · черен офицер на черно поле g7 · черна пешка на бяло поле h7 · черна пешка на черно поле d6 · черна пешка на бяло поле g6 · бяла пешка на бяло поле d5 · черна пешка на черно поле e5 · черен офицер на бяло поле f5 · черен кон на бяло поле h5 · черна дама на черно поле b4 · черен топ на бяло поле c4 · бял кон на черно поле c3 · бял офицер на черно поле e3 · бяла пешка на черно поле g3 · бяла пешка на бяло поле h3 · бяла пешка на бяло поле a2 · бяла пешка на черно поле b2 · бяла дама на бяло поле e2 · бяла пешка на черно поле f2 · бял офицер на бяло поле g2 · бял цар на черно поле h2 · бял топ на черно поле a1 · бял топ на черно поле c1 | черен топ на бяло поле c8 · черен цар на бяло поле g8 · черна пешка на черно поле a7 · черна пешка на бяло поле b7 · черен офицер на черно поле g7 · черна пешка на бяло поле h7 · черна пешка на черно поле d6 · черна пешка на бяло поле g6 · бяла пешка на бяло поле d5 · черна пешка на черно поле e5 · черен офицер на бяло поле f5 · черен кон на бяло поле h5 · черна дама на черно поле b4 · черен топ на бяло поле c4 · бял кон на черно поле c3 · бял офицер на черно поле e3 · бяла пешка на черно поле g3 · бяла пешка на бяло поле h3 · бяла пешка на бяло поле a2 · бяла пешка на черно поле b2 · бяла дама на бяло поле e2 · бяла пешка на черно поле f2 · бял офицер на бяло поле g2 · бял цар на черно поле h2 · бял топ на черно поле a1 · бял топ на черно поле c1 | черен топ на бяло поле c8 · черен цар на бяло поле g8 · черна пешка на черно поле a7 · черна пешка на бяло поле b7 · черен офицер на черно поле g7 · черна пешка на бяло поле h7 · черна пешка на черно поле d6 · черна пешка на бяло поле g6 · бяла пешка на бяло поле d5 · черна пешка на черно поле e5 · черен офицер на бяло поле f5 · черен кон на бяло поле h5 · черна дама на черно поле b4 · черен топ на бяло поле c4 · бял кон на черно поле c3 · бял офицер на черно поле e3 · бяла пешка на черно поле g3 · бяла пешка на бяло поле h3 · бяла пешка на бяло поле a2 · бяла пешка на черно поле b2 · бяла дама на бяло поле e2 · бяла пешка на черно поле f2 · бял офицер на бяло поле g2 · бял цар на черно поле h2 · бял топ на черно поле a1 · бял топ на черно поле c1 | черен топ на бяло поле c8 · черен цар на бяло поле g8 · черна пешка на черно поле a7 · черна пешка на бяло поле b7 · черен офицер на черно поле g7 · черна пешка на бяло поле h7 · черна пешка на черно поле d6 · черна пешка на бяло поле g6 · бяла пешка на бяло поле d5 · черна пешка на черно поле e5 · черен офицер на бяло поле f5 · черен кон на бяло поле h5 · черна дама на черно поле b4 · черен топ на бяло поле c4 · бял кон на черно поле c3 · бял офицер на черно поле e3 · бяла пешка на черно поле g3 · бяла пешка на бяло поле h3 · бяла пешка на бяло поле a2 · бяла пешка на черно поле b2 · бяла дама на бяло поле e2 · бяла пешка на черно поле f2 · бял офицер на бяло поле g2 · бял цар на черно поле h2 · бял топ на черно поле a1 · бял топ на черно поле c1 | черен топ на бяло поле c8 · черен цар на бяло поле g8 · черна пешка на черно поле a7 · черна пешка на бяло поле b7 · черен офицер на черно поле g7 · черна пешка на бяло поле h7 · черна пешка на черно поле d6 · черна пешка на бяло поле g6 · бяла пешка на бяло поле d5 · черна пешка на черно поле e5 · черен офицер на бяло поле f5 · черен кон на бяло поле h5 · черна дама на черно поле b4 · черен топ на бяло поле c4 · бял кон на черно поле c3 · бял офицер на черно поле e3 · бяла пешка на черно поле g3 · бяла пешка на бяло поле h3 · бяла пешка на бяло поле a2 · бяла пешка на черно поле b2 · бяла дама на бяло поле e2 · бяла пешка на черно поле f2 · бял офицер на бяло поле g2 · бял цар на черно поле h2 · бял топ на черно поле a1 · бял топ на черно поле c1 | черен топ на бяло поле c8 · черен цар на бяло поле g8 · черна пешка на черно поле a7 · черна пешка на бяло поле b7 · черен офицер на черно поле g7 · черна пешка на бяло поле h7 · черна пешка на черно поле d6 · черна пешка на бяло поле g6 · бяла пешка на бяло поле d5 · черна пешка на черно поле e5 · черен офицер на бяло поле f5 · черен кон на бяло поле h5 · черна дама на черно поле b4 · черен топ на бяло поле c4 · бял кон на черно поле c3 · бял офицер на черно поле e3 · бяла пешка на черно поле g3 · бяла пешка на бяло поле h3 · бяла пешка на бяло поле a2 · бяла пешка на черно поле b2 · бяла дама на бяло поле e2 · бяла пешка на черно поле f2 · бял офицер на бяло поле g2 · бял цар на черно поле h2 · бял топ на черно поле a1 · бял топ на черно поле c1 | 1 |
|   | a | b | c | d | e | f | g | h |   |

От 15 март до 5 май 1960 г. в московския театър „Пушкин“ се провежда мачът за световната титла между двата антипода – Михаил Ботвиник и Михаил Тал. Главен арбитър е Щалберг. Секундант на Тал е Кобленц, секундант на Ботвиник – Голдберг. На входа на театъра Тал видял високата фигура на ексшампиона Еве, а Кобленц му прошепнал: „Това е на щастие. Срещата с Еве винаги носи късмет!“ И действително 23-годишният Тал преодолява 48-годишния Ботвиник в първата среща. Когато позициите носели остро-комбинационен характер, Тал бил в стихията си, но когато излизал „сух от водата“ и в позиционни, стратегически партии, Ботвиник се отчаял. При +6, –2, =13, на 23 години Миша Тал става 8-ият световен шампион по шахмат – най-младият до тогава.
През есента на 1960 г. оглавява отбора на СССР на олимпиадата в Лайпциг. В деня на мача СССР – САЩ напливът на публиката е толкова голям, че организаторите ограничават броя на зрителите. Двубоят между Тал и Фишер пробужда изключителен интерес. Младият американец търсел реванш след турнира на претендентите в Югославия. Партията между двамата действително е много интересна, но завършва реми. След този мач отборът на СССР си осигурява титлата. Така в последния кръг Тал си позволява да допусне единствената загуба в турнира – от английския майстор Пенроуз. Завършва със златен медал на първа дъска при резултат +8, –1, =6.
На единствения международен турнир, на който участва в качеството си на световен шампион, а именно новогодишния турнир в Стокхолм в началото на 1961 г., допуска 3 ремита и побеждава във всички останали партии, с което убедително извоюва 1-вия приз.

## Най-младият световен ексшампион

### Световни, олимпийски, европейски и всесъюзни първенства
Тал не вярвал, че патриархът ще се възползва от правото си на реванш. Поканата на Ботвиник на 1 септември 1960 г. идва изненадващо за него. Още повече, че получава и поредните си сериозни бъбречни неразположения. Въпреки това се съгласява на мач реванш.
Когато постъпва поканата, Кобленц предлага на своя ученик да разгледат няколко партии на Ботвиник, играни след 1-вия мач помежду им. Тал шеговито отвръща: „Партии на Ботвиник?! Не сме ли се нагледали на тях? Дай по-добре да разгледаме партии на Керес.“ В този ден така и не започват подготовка. Кобленц предлага да сменят треньора за доброто на Тал, но шампионът мигновено отвръща: „Или вие, маестро, или никой!“. В навечерието на мача в Рига излиза първата книга на младия шампион „Мач Ботвиник – Тал“. В нея разказва за трудностите на подготовка, поради отсъствието на опит в мачови борби. Пише, че не отделял голямо внимание на подготовката, особено в дебюта. Това, естествено, дало отражение в първия двубой помежду им – не останал доволен от много от началните стадии. Но имало и своите плюсове – в началото на мача чувствал силен шахматен глад, а още по-важно, в края не чувствал ситост. Коментарите му били винаги интересни. За жертва на дама в една от партиите пише: „Дамата свърши своята работа – дамата повече не ми е нужна“. При това особено романтично възприятие на играта Тал се отнася с необходимата самокритика и уважение към противниковите ходове и планове като цяло.
От 15 март до 12 май 1961 г. в московския естраден театър се провежда мачът ревнаш между Ботвиник и Тал. Главен арбитър отново е Щалберг и секундант на Тал – отново Кобленц. Ботвиник се отказва от помощник. След първите 8 партии Ботвиник има минимално преимущество от 4,5:3,5 т. при 1 единствено реми. Мачът е най-резултатният от всички следвоенни мачове – само 6 ремита от 21 партии. Освен бъбречната криза, преди 9-ия кръг Тал е повален и от азиатски грип. Поддържа телесна температура от 39,5 градуса и единствено удивителната сила на духа му позволили да издържи физически. В 19-а партия удържа победа след 10-часова борба. Но самия мач губи с 8:13 т. (+5, -10, =6) и става най-младият в историята световен ексшампион по шахмат. След спечелване на реванша Ботвиник заявява: „Ако Тал се научи правилно да се програмира, то с него ще бъде невъзможно да се играе“. Обаче самопрограмирането е било органически чуждо на неговата натура.
През есента на 1961 г. в Блед се провежда състезание, посветено на 30-годишнината от първия турнир в този югославски курорт, когато Алехин удържал победа, изпреварвайки с 5,5 т. 2-рия след него. Участват 15 гросмайстори и 5 майстори, всички най-силни шахматисти в света, с изключение на Ботвиник – Фишер, Керес, Петросян, Найдорф, Глигорич, Гелер, Пахман, Матанович, Олафсон... Тал започва неочаквано за стила си с победа срещу Ивков. Дълго време Фишер, Найдорф и ексшампионът водят класирането. Преди последния кръг Тал повежда с 0,5 т., а партията му с Найдорф в последния, проведена строго позиционно, показва, че е усвоил добре урока си от Ботвиник. С нея печелил турнира, изпреварвайки Фишер с 1 т. Малко след това дели 4 – 5 място на 29-ия шампионат на СССР в Баку.
През март 1962 г., 2 месеца до турнира на претендентите в Кюрасао, получава остра бъбречна криза и дори операцията не облекчава особено болките му. Кобленц споделя, че не разбира как Тал е могъл изобщо да играе шах. Заради ненормалната работа на бъбреците му организмът му постоянно бил подложен на токсикация. След 3-тия кръг му се наложило да се оттегли отново в болница при актив от 3 победи, 8 ремита и 10 загуби (4 кръга с 8 участника по 4 партии всеки срещу всеки). Така опитът му за нов мач с „патриарха“ Ботвиник се проваля.
Тал е включен като втора резерва в съветския отбор на 15-а шахматна олимпиада от 15 септември до 10 октомври 1962 г. във Варна и печели 1-во място на своята дъска (+7, —0, =6). От 21 ноември до 20 декември играе на шампионата на СССР и разделя 2—3-то с Тайманов (печели Корчной). Следващата година Тал побеждава на мемориала Асталош в Мишколц (Унгария) и коментира мача между Петросян и Ботвиник.
В началото на новия претендентски цикъл (1964 – 1966) Тал разделя 1 – 4 място със Смислов, Спаски и Ларсен в междузоналния турнир, което му позволява да участва в мачовете на претендентите (тази система сменя турнирите на претендентите). Тал предсрочно побеждава Портиш (5½:2½) и с голям труд – Ларсен (5½:4½, в решаващата партия Тал в дебюта пожертва фигура и Ларсен не намира правилната защита). Във финалния мач Тал губи от Спаски с 4:7.
През 1969 г. оперативно му е премахнат единия бъбрек, но това не го освобождава от проблеми със здравето, което нерядко му пречи да постигне по-високи резултати. Обаче и през тези години неговите успехи са достатъчно изразителни. През 1972 г. е едноличен шампион на СССР. През 1967 г. дели титлата с Полугаевски, през 1974 – с Белявски, а през 1978 – с Цешковски. Така с 6 шампионски титли на СССР заема 1-2-ро място с Ботвиник. Още 3 пъти е сребърен или бронзов медалист в шампионата: 2—3-то място (1971), 3-то място (1964 – 1965), 2—5-о място (1975).
В следващия цикъл на кандидатските мачове (1978) той побеждава Глигорич с 5,5:3,5 (+3,–1,=5), но загубва от Корчной с 4,5:5,5 (+1,–2,=7).
Михаил Тал побеждава убедително в рижкия междузонален турнир (1979) без загуба, с 14 точки от 17 възможни (2,5 точки пред втория Полугаевски), с което постига 82,3 % успеваемост. Това е втори резултат в историята на междузоналните турнири. В интервю за московското издателство „Физкультура и спорт“ Тал споделя, че „всъщност да играеш у дома не е предимство. Когато си фаворит и обект на такова внимание се играе по-трудно – всички очакват от теб само суперрезултати“. С това Тал прави поредния опит в борбата за висшата шахматна титла, но в четвъртфиналния мач отстъпва на Полугаевски с 2,5:5,5 (+0,–3,=5).
За последен път той играе на междузонален турнир в Монпелие (1985), разделяйки 4-5-о място с Тиман, завършва наравно мача с него – 3:3 (+1,–1,=4), но отстъпва по допълнителни показатели.
Най-добре от всички световни шампиони се е представил на олимпийски игри. С отбора на СССР Тал става 8 пъти победител на световни шахматни олимпиади. Като правило заема първо място на своята дъска, а 3 пъти показва абсолютно най-добрия резултат на олимпиадите.
През 1980 г. достига най-високия си рейтинг ЕЛО – 2705 и играе в отбора на СССР на олимпиадата в Малта.
Тал е 6-кратен шампион на Европа и 3-кратен шампион на света сред студентите в отбори състезания. Той с желание е приемал покани за игра с младежите (турнири на гросмайстори срещу млади майстори, турнири на пионерски дворци, където ръководи екипа на Рижкия дворец на пионерите и дава сеанси на екипи от млади шахматисти от други дворци, играе кореспондентски шах с читателите на вестник „Пионерска правда“ и др.), участвали във всякакви шахматни експерименти, където учените имали нужда от „готов за всичко“ гросмайстор (игра с хипнотизиране, игра с луди и т. н.).
Голям любител на мълниеносната игра, Тал побеждава на I неофициално световно първенство по блиц-шах през 1988 г.

### Международни турнири и мачове
От 1964 до 1988 г. Тал побеждава еднолично или дели първите места в 32 международни турнира:
- 1-во място: Хейстингс, Рейкявик и Кисловодск (1964), Палма де Майорка (1966), Гори (1968), Сухуми (1972), Вайк ан Зее, Талин и Сочи (1973), Люблин, Гале и Нови Сад (1974), Талин и Сочи (1977), Малага (1979), Кьолн – Порц, Ереван и Сочи (1982).
- 1—2-ро място: Сараево (1966), Тбилиси (1969 и 1986), Талин (1971), Дубна (1973), Ленинград (1977), Лвов (1981), Москва (1982), Талин (1983), Албена (1984), Юрмала (1985).
- 1—3-то място: Западен Берлин (1986).
- 1—4-то място: Хейстингс (1974) и Юрмала (1987).

Участва в мачове с отбори на избраните шахматисти от света: 1970, Белград – 9-а дъска, наравно с Найдорф (+1, –1, =2) и 1984, Лондон – 7-а дъска, победа над Нан и реми с Нан и Чандлер.
През периода от 23 октомври 1973 г. до 16 октомври 1974 г. изиграва без загуба 7 турнира и 93 партии, с което установява абсолютен световен рекорд.

## Награди
За постижения в областта на шахмата е награден с орден „Почетен знак“ (1960) и орден „Дружба на народите“ (1981).

## Личен живот
Тал е бил женен три пъти. Първата му съпруга става актрисата от Рижкия младежки театър Сали (Суламиф) Ландау. Те сключват брак през 1958 г., а през 1960 г. им се ражда син (различни източници наричат името му Герман и Георгий), по-късно става лекар и емигрира в Израел. През 1970 г. съпрузите се развеждат.
Тал сключва брак с грузинска актриса, който се оказва фиктивен, и през същата година се жени за машинописката Ангелина Петухова, с която живее до края на живота си. От третия брак през 1975 г. се ражда дъщеря му Жана. Дълго време живее в Германия. През 2016 г. Жана се премества в Русия.
Тал е бил популярен сред жените и известен с романите си. Сред неговите почитатели са наричани актрисата Лариса Соболевская, пианистката Бела Давидович, танцьорката Мира Колцова.

## Последни изяви
Въпреки че е имал постоянни здравословни проблеми, Михаил Тал продължава да бъде активен играч до смъртта си.
Своята последна официална партия Тал изиграва вече тежко болен – на 5 май 1992 година на турнира в Барселона, в който той с 5½ точки от 11 заема място в долната част на таблицата. Негов съперник е Владимир Акопян и тази партия Тал печели. На 28 май Тал заема 3-то място в шампионата на Москва по блиц (на първите две са Каспаров, когото Тал побеждава, и Бареев). Тал се подготвя да играе за независима Латвия на шахматната олимпиада в Манила, но не смогва да направи това поради влошеното си здраве. Почива на 28 юни 1992 г. на 55 години в 15-а болница в Москва. Като причина за смъртта са посочени „обилно кръвотечение и варикоза на вените на хранопровода“. Погребан е на еврейското гробище Шмерли в Рига.

## Избрани партии
Михаил Тал – Роберт Фишер 1 – 0

Турнир на претендентите за световната титла, Блед – Загреб – Белград, 20-и кръг, 11 октомври 1959.

Chessgames.com нарича тази партия „Междузвездни войни“.

Староиндийска защита: Вариант Петросян, Нормална защита (E93)
|   | a | b | c | d | e | f | g | h |   |
| 8 | черен топ на бяло поле a8 · черен офицер на бяло поле c8 · черен топ на черно поле f8 · черен кон на бяло поле g8 · черна пешка на бяло поле b7 · черна пешка на черно поле c7 · черен кон на бяло поле d7 · черен цар на бяло поле h7 · черна пешка на бяло поле a6 · бял топ на бяло поле e6 · черна дама на черно поле f6 · черна пешка на черно поле h6 · бяла пешка на бяло поле d5 · черна пешка на бяло поле f5 · черна пешка на черно поле b4 · бяла дама на черно поле f4 · бял кон на бяло поле b3 · бял кон на черно поле c3 · бял офицер на бяло поле d3 · бяла пешка на бяло поле a2 · бяла пешка на бяло поле g2 · бяла пешка на черно поле h2 · бял топ на бяло поле f1 · бял цар на черно поле g1 | черен топ на бяло поле a8 · черен офицер на бяло поле c8 · черен топ на черно поле f8 · черен кон на бяло поле g8 · черна пешка на бяло поле b7 · черна пешка на черно поле c7 · черен кон на бяло поле d7 · черен цар на бяло поле h7 · черна пешка на бяло поле a6 · бял топ на бяло поле e6 · черна дама на черно поле f6 · черна пешка на черно поле h6 · бяла пешка на бяло поле d5 · черна пешка на бяло поле f5 · черна пешка на черно поле b4 · бяла дама на черно поле f4 · бял кон на бяло поле b3 · бял кон на черно поле c3 · бял офицер на бяло поле d3 · бяла пешка на бяло поле a2 · бяла пешка на бяло поле g2 · бяла пешка на черно поле h2 · бял топ на бяло поле f1 · бял цар на черно поле g1 | черен топ на бяло поле a8 · черен офицер на бяло поле c8 · черен топ на черно поле f8 · черен кон на бяло поле g8 · черна пешка на бяло поле b7 · черна пешка на черно поле c7 · черен кон на бяло поле d7 · черен цар на бяло поле h7 · черна пешка на бяло поле a6 · бял топ на бяло поле e6 · черна дама на черно поле f6 · черна пешка на черно поле h6 · бяла пешка на бяло поле d5 · черна пешка на бяло поле f5 · черна пешка на черно поле b4 · бяла дама на черно поле f4 · бял кон на бяло поле b3 · бял кон на черно поле c3 · бял офицер на бяло поле d3 · бяла пешка на бяло поле a2 · бяла пешка на бяло поле g2 · бяла пешка на черно поле h2 · бял топ на бяло поле f1 · бял цар на черно поле g1 | черен топ на бяло поле a8 · черен офицер на бяло поле c8 · черен топ на черно поле f8 · черен кон на бяло поле g8 · черна пешка на бяло поле b7 · черна пешка на черно поле c7 · черен кон на бяло поле d7 · черен цар на бяло поле h7 · черна пешка на бяло поле a6 · бял топ на бяло поле e6 · черна дама на черно поле f6 · черна пешка на черно поле h6 · бяла пешка на бяло поле d5 · черна пешка на бяло поле f5 · черна пешка на черно поле b4 · бяла дама на черно поле f4 · бял кон на бяло поле b3 · бял кон на черно поле c3 · бял офицер на бяло поле d3 · бяла пешка на бяло поле a2 · бяла пешка на бяло поле g2 · бяла пешка на черно поле h2 · бял топ на бяло поле f1 · бял цар на черно поле g1 | черен топ на бяло поле a8 · черен офицер на бяло поле c8 · черен топ на черно поле f8 · черен кон на бяло поле g8 · черна пешка на бяло поле b7 · черна пешка на черно поле c7 · черен кон на бяло поле d7 · черен цар на бяло поле h7 · черна пешка на бяло поле a6 · бял топ на бяло поле e6 · черна дама на черно поле f6 · черна пешка на черно поле h6 · бяла пешка на бяло поле d5 · черна пешка на бяло поле f5 · черна пешка на черно поле b4 · бяла дама на черно поле f4 · бял кон на бяло поле b3 · бял кон на черно поле c3 · бял офицер на бяло поле d3 · бяла пешка на бяло поле a2 · бяла пешка на бяло поле g2 · бяла пешка на черно поле h2 · бял топ на бяло поле f1 · бял цар на черно поле g1 | черен топ на бяло поле a8 · черен офицер на бяло поле c8 · черен топ на черно поле f8 · черен кон на бяло поле g8 · черна пешка на бяло поле b7 · черна пешка на черно поле c7 · черен кон на бяло поле d7 · черен цар на бяло поле h7 · черна пешка на бяло поле a6 · бял топ на бяло поле e6 · черна дама на черно поле f6 · черна пешка на черно поле h6 · бяла пешка на бяло поле d5 · черна пешка на бяло поле f5 · черна пешка на черно поле b4 · бяла дама на черно поле f4 · бял кон на бяло поле b3 · бял кон на черно поле c3 · бял офицер на бяло поле d3 · бяла пешка на бяло поле a2 · бяла пешка на бяло поле g2 · бяла пешка на черно поле h2 · бял топ на бяло поле f1 · бял цар на черно поле g1 | черен топ на бяло поле a8 · черен офицер на бяло поле c8 · черен топ на черно поле f8 · черен кон на бяло поле g8 · черна пешка на бяло поле b7 · черна пешка на черно поле c7 · черен кон на бяло поле d7 · черен цар на бяло поле h7 · черна пешка на бяло поле a6 · бял топ на бяло поле e6 · черна дама на черно поле f6 · черна пешка на черно поле h6 · бяла пешка на бяло поле d5 · черна пешка на бяло поле f5 · черна пешка на черно поле b4 · бяла дама на черно поле f4 · бял кон на бяло поле b3 · бял кон на черно поле c3 · бял офицер на бяло поле d3 · бяла пешка на бяло поле a2 · бяла пешка на бяло поле g2 · бяла пешка на черно поле h2 · бял топ на бяло поле f1 · бял цар на черно поле g1 | черен топ на бяло поле a8 · черен офицер на бяло поле c8 · черен топ на черно поле f8 · черен кон на бяло поле g8 · черна пешка на бяло поле b7 · черна пешка на черно поле c7 · черен кон на бяло поле d7 · черен цар на бяло поле h7 · черна пешка на бяло поле a6 · бял топ на бяло поле e6 · черна дама на черно поле f6 · черна пешка на черно поле h6 · бяла пешка на бяло поле d5 · черна пешка на бяло поле f5 · черна пешка на черно поле b4 · бяла дама на черно поле f4 · бял кон на бяло поле b3 · бял кон на черно поле c3 · бял офицер на бяло поле d3 · бяла пешка на бяло поле a2 · бяла пешка на бяло поле g2 · бяла пешка на черно поле h2 · бял топ на бяло поле f1 · бял цар на черно поле g1 | 8 |
| 7 | черен топ на бяло поле a8 · черен офицер на бяло поле c8 · черен топ на черно поле f8 · черен кон на бяло поле g8 · черна пешка на бяло поле b7 · черна пешка на черно поле c7 · черен кон на бяло поле d7 · черен цар на бяло поле h7 · черна пешка на бяло поле a6 · бял топ на бяло поле e6 · черна дама на черно поле f6 · черна пешка на черно поле h6 · бяла пешка на бяло поле d5 · черна пешка на бяло поле f5 · черна пешка на черно поле b4 · бяла дама на черно поле f4 · бял кон на бяло поле b3 · бял кон на черно поле c3 · бял офицер на бяло поле d3 · бяла пешка на бяло поле a2 · бяла пешка на бяло поле g2 · бяла пешка на черно поле h2 · бял топ на бяло поле f1 · бял цар на черно поле g1 | черен топ на бяло поле a8 · черен офицер на бяло поле c8 · черен топ на черно поле f8 · черен кон на бяло поле g8 · черна пешка на бяло поле b7 · черна пешка на черно поле c7 · черен кон на бяло поле d7 · черен цар на бяло поле h7 · черна пешка на бяло поле a6 · бял топ на бяло поле e6 · черна дама на черно поле f6 · черна пешка на черно поле h6 · бяла пешка на бяло поле d5 · черна пешка на бяло поле f5 · черна пешка на черно поле b4 · бяла дама на черно поле f4 · бял кон на бяло поле b3 · бял кон на черно поле c3 · бял офицер на бяло поле d3 · бяла пешка на бяло поле a2 · бяла пешка на бяло поле g2 · бяла пешка на черно поле h2 · бял топ на бяло поле f1 · бял цар на черно поле g1 | черен топ на бяло поле a8 · черен офицер на бяло поле c8 · черен топ на черно поле f8 · черен кон на бяло поле g8 · черна пешка на бяло поле b7 · черна пешка на черно поле c7 · черен кон на бяло поле d7 · черен цар на бяло поле h7 · черна пешка на бяло поле a6 · бял топ на бяло поле e6 · черна дама на черно поле f6 · черна пешка на черно поле h6 · бяла пешка на бяло поле d5 · черна пешка на бяло поле f5 · черна пешка на черно поле b4 · бяла дама на черно поле f4 · бял кон на бяло поле b3 · бял кон на черно поле c3 · бял офицер на бяло поле d3 · бяла пешка на бяло поле a2 · бяла пешка на бяло поле g2 · бяла пешка на черно поле h2 · бял топ на бяло поле f1 · бял цар на черно поле g1 | черен топ на бяло поле a8 · черен офицер на бяло поле c8 · черен топ на черно поле f8 · черен кон на бяло поле g8 · черна пешка на бяло поле b7 · черна пешка на черно поле c7 · черен кон на бяло поле d7 · черен цар на бяло поле h7 · черна пешка на бяло поле a6 · бял топ на бяло поле e6 · черна дама на черно поле f6 · черна пешка на черно поле h6 · бяла пешка на бяло поле d5 · черна пешка на бяло поле f5 · черна пешка на черно поле b4 · бяла дама на черно поле f4 · бял кон на бяло поле b3 · бял кон на черно поле c3 · бял офицер на бяло поле d3 · бяла пешка на бяло поле a2 · бяла пешка на бяло поле g2 · бяла пешка на черно поле h2 · бял топ на бяло поле f1 · бял цар на черно поле g1 | черен топ на бяло поле a8 · черен офицер на бяло поле c8 · черен топ на черно поле f8 · черен кон на бяло поле g8 · черна пешка на бяло поле b7 · черна пешка на черно поле c7 · черен кон на бяло поле d7 · черен цар на бяло поле h7 · черна пешка на бяло поле a6 · бял топ на бяло поле e6 · черна дама на черно поле f6 · черна пешка на черно поле h6 · бяла пешка на бяло поле d5 · черна пешка на бяло поле f5 · черна пешка на черно поле b4 · бяла дама на черно поле f4 · бял кон на бяло поле b3 · бял кон на черно поле c3 · бял офицер на бяло поле d3 · бяла пешка на бяло поле a2 · бяла пешка на бяло поле g2 · бяла пешка на черно поле h2 · бял топ на бяло поле f1 · бял цар на черно поле g1 | черен топ на бяло поле a8 · черен офицер на бяло поле c8 · черен топ на черно поле f8 · черен кон на бяло поле g8 · черна пешка на бяло поле b7 · черна пешка на черно поле c7 · черен кон на бяло поле d7 · черен цар на бяло поле h7 · черна пешка на бяло поле a6 · бял топ на бяло поле e6 · черна дама на черно поле f6 · черна пешка на черно поле h6 · бяла пешка на бяло поле d5 · черна пешка на бяло поле f5 · черна пешка на черно поле b4 · бяла дама на черно поле f4 · бял кон на бяло поле b3 · бял кон на черно поле c3 · бял офицер на бяло поле d3 · бяла пешка на бяло поле a2 · бяла пешка на бяло поле g2 · бяла пешка на черно поле h2 · бял топ на бяло поле f1 · бял цар на черно поле g1 | черен топ на бяло поле a8 · черен офицер на бяло поле c8 · черен топ на черно поле f8 · черен кон на бяло поле g8 · черна пешка на бяло поле b7 · черна пешка на черно поле c7 · черен кон на бяло поле d7 · черен цар на бяло поле h7 · черна пешка на бяло поле a6 · бял топ на бяло поле e6 · черна дама на черно поле f6 · черна пешка на черно поле h6 · бяла пешка на бяло поле d5 · черна пешка на бяло поле f5 · черна пешка на черно поле b4 · бяла дама на черно поле f4 · бял кон на бяло поле b3 · бял кон на черно поле c3 · бял офицер на бяло поле d3 · бяла пешка на бяло поле a2 · бяла пешка на бяло поле g2 · бяла пешка на черно поле h2 · бял топ на бяло поле f1 · бял цар на черно поле g1 | черен топ на бяло поле a8 · черен офицер на бяло поле c8 · черен топ на черно поле f8 · черен кон на бяло поле g8 · черна пешка на бяло поле b7 · черна пешка на черно поле c7 · черен кон на бяло поле d7 · черен цар на бяло поле h7 · черна пешка на бяло поле a6 · бял топ на бяло поле e6 · черна дама на черно поле f6 · черна пешка на черно поле h6 · бяла пешка на бяло поле d5 · черна пешка на бяло поле f5 · черна пешка на черно поле b4 · бяла дама на черно поле f4 · бял кон на бяло поле b3 · бял кон на черно поле c3 · бял офицер на бяло поле d3 · бяла пешка на бяло поле a2 · бяла пешка на бяло поле g2 · бяла пешка на черно поле h2 · бял топ на бяло поле f1 · бял цар на черно поле g1 | 7 |
| 6 | черен топ на бяло поле a8 · черен офицер на бяло поле c8 · черен топ на черно поле f8 · черен кон на бяло поле g8 · черна пешка на бяло поле b7 · черна пешка на черно поле c7 · черен кон на бяло поле d7 · черен цар на бяло поле h7 · черна пешка на бяло поле a6 · бял топ на бяло поле e6 · черна дама на черно поле f6 · черна пешка на черно поле h6 · бяла пешка на бяло поле d5 · черна пешка на бяло поле f5 · черна пешка на черно поле b4 · бяла дама на черно поле f4 · бял кон на бяло поле b3 · бял кон на черно поле c3 · бял офицер на бяло поле d3 · бяла пешка на бяло поле a2 · бяла пешка на бяло поле g2 · бяла пешка на черно поле h2 · бял топ на бяло поле f1 · бял цар на черно поле g1 | черен топ на бяло поле a8 · черен офицер на бяло поле c8 · черен топ на черно поле f8 · черен кон на бяло поле g8 · черна пешка на бяло поле b7 · черна пешка на черно поле c7 · черен кон на бяло поле d7 · черен цар на бяло поле h7 · черна пешка на бяло поле a6 · бял топ на бяло поле e6 · черна дама на черно поле f6 · черна пешка на черно поле h6 · бяла пешка на бяло поле d5 · черна пешка на бяло поле f5 · черна пешка на черно поле b4 · бяла дама на черно поле f4 · бял кон на бяло поле b3 · бял кон на черно поле c3 · бял офицер на бяло поле d3 · бяла пешка на бяло поле a2 · бяла пешка на бяло поле g2 · бяла пешка на черно поле h2 · бял топ на бяло поле f1 · бял цар на черно поле g1 | черен топ на бяло поле a8 · черен офицер на бяло поле c8 · черен топ на черно поле f8 · черен кон на бяло поле g8 · черна пешка на бяло поле b7 · черна пешка на черно поле c7 · черен кон на бяло поле d7 · черен цар на бяло поле h7 · черна пешка на бяло поле a6 · бял топ на бяло поле e6 · черна дама на черно поле f6 · черна пешка на черно поле h6 · бяла пешка на бяло поле d5 · черна пешка на бяло поле f5 · черна пешка на черно поле b4 · бяла дама на черно поле f4 · бял кон на бяло поле b3 · бял кон на черно поле c3 · бял офицер на бяло поле d3 · бяла пешка на бяло поле a2 · бяла пешка на бяло поле g2 · бяла пешка на черно поле h2 · бял топ на бяло поле f1 · бял цар на черно поле g1 | черен топ на бяло поле a8 · черен офицер на бяло поле c8 · черен топ на черно поле f8 · черен кон на бяло поле g8 · черна пешка на бяло поле b7 · черна пешка на черно поле c7 · черен кон на бяло поле d7 · черен цар на бяло поле h7 · черна пешка на бяло поле a6 · бял топ на бяло поле e6 · черна дама на черно поле f6 · черна пешка на черно поле h6 · бяла пешка на бяло поле d5 · черна пешка на бяло поле f5 · черна пешка на черно поле b4 · бяла дама на черно поле f4 · бял кон на бяло поле b3 · бял кон на черно поле c3 · бял офицер на бяло поле d3 · бяла пешка на бяло поле a2 · бяла пешка на бяло поле g2 · бяла пешка на черно поле h2 · бял топ на бяло поле f1 · бял цар на черно поле g1 | черен топ на бяло поле a8 · черен офицер на бяло поле c8 · черен топ на черно поле f8 · черен кон на бяло поле g8 · черна пешка на бяло поле b7 · черна пешка на черно поле c7 · черен кон на бяло поле d7 · черен цар на бяло поле h7 · черна пешка на бяло поле a6 · бял топ на бяло поле e6 · черна дама на черно поле f6 · черна пешка на черно поле h6 · бяла пешка на бяло поле d5 · черна пешка на бяло поле f5 · черна пешка на черно поле b4 · бяла дама на черно поле f4 · бял кон на бяло поле b3 · бял кон на черно поле c3 · бял офицер на бяло поле d3 · бяла пешка на бяло поле a2 · бяла пешка на бяло поле g2 · бяла пешка на черно поле h2 · бял топ на бяло поле f1 · бял цар на черно поле g1 | черен топ на бяло поле a8 · черен офицер на бяло поле c8 · черен топ на черно поле f8 · черен кон на бяло поле g8 · черна пешка на бяло поле b7 · черна пешка на черно поле c7 · черен кон на бяло поле d7 · черен цар на бяло поле h7 · черна пешка на бяло поле a6 · бял топ на бяло поле e6 · черна дама на черно поле f6 · черна пешка на черно поле h6 · бяла пешка на бяло поле d5 · черна пешка на бяло поле f5 · черна пешка на черно поле b4 · бяла дама на черно поле f4 · бял кон на бяло поле b3 · бял кон на черно поле c3 · бял офицер на бяло поле d3 · бяла пешка на бяло поле a2 · бяла пешка на бяло поле g2 · бяла пешка на черно поле h2 · бял топ на бяло поле f1 · бял цар на черно поле g1 | черен топ на бяло поле a8 · черен офицер на бяло поле c8 · черен топ на черно поле f8 · черен кон на бяло поле g8 · черна пешка на бяло поле b7 · черна пешка на черно поле c7 · черен кон на бяло поле d7 · черен цар на бяло поле h7 · черна пешка на бяло поле a6 · бял топ на бяло поле e6 · черна дама на черно поле f6 · черна пешка на черно поле h6 · бяла пешка на бяло поле d5 · черна пешка на бяло поле f5 · черна пешка на черно поле b4 · бяла дама на черно поле f4 · бял кон на бяло поле b3 · бял кон на черно поле c3 · бял офицер на бяло поле d3 · бяла пешка на бяло поле a2 · бяла пешка на бяло поле g2 · бяла пешка на черно поле h2 · бял топ на бяло поле f1 · бял цар на черно поле g1 | черен топ на бяло поле a8 · черен офицер на бяло поле c8 · черен топ на черно поле f8 · черен кон на бяло поле g8 · черна пешка на бяло поле b7 · черна пешка на черно поле c7 · черен кон на бяло поле d7 · черен цар на бяло поле h7 · черна пешка на бяло поле a6 · бял топ на бяло поле e6 · черна дама на черно поле f6 · черна пешка на черно поле h6 · бяла пешка на бяло поле d5 · черна пешка на бяло поле f5 · черна пешка на черно поле b4 · бяла дама на черно поле f4 · бял кон на бяло поле b3 · бял кон на черно поле c3 · бял офицер на бяло поле d3 · бяла пешка на бяло поле a2 · бяла пешка на бяло поле g2 · бяла пешка на черно поле h2 · бял топ на бяло поле f1 · бял цар на черно поле g1 | 6 |
| 5 | черен топ на бяло поле a8 · черен офицер на бяло поле c8 · черен топ на черно поле f8 · черен кон на бяло поле g8 · черна пешка на бяло поле b7 · черна пешка на черно поле c7 · черен кон на бяло поле d7 · черен цар на бяло поле h7 · черна пешка на бяло поле a6 · бял топ на бяло поле e6 · черна дама на черно поле f6 · черна пешка на черно поле h6 · бяла пешка на бяло поле d5 · черна пешка на бяло поле f5 · черна пешка на черно поле b4 · бяла дама на черно поле f4 · бял кон на бяло поле b3 · бял кон на черно поле c3 · бял офицер на бяло поле d3 · бяла пешка на бяло поле a2 · бяла пешка на бяло поле g2 · бяла пешка на черно поле h2 · бял топ на бяло поле f1 · бял цар на черно поле g1 | черен топ на бяло поле a8 · черен офицер на бяло поле c8 · черен топ на черно поле f8 · черен кон на бяло поле g8 · черна пешка на бяло поле b7 · черна пешка на черно поле c7 · черен кон на бяло поле d7 · черен цар на бяло поле h7 · черна пешка на бяло поле a6 · бял топ на бяло поле e6 · черна дама на черно поле f6 · черна пешка на черно поле h6 · бяла пешка на бяло поле d5 · черна пешка на бяло поле f5 · черна пешка на черно поле b4 · бяла дама на черно поле f4 · бял кон на бяло поле b3 · бял кон на черно поле c3 · бял офицер на бяло поле d3 · бяла пешка на бяло поле a2 · бяла пешка на бяло поле g2 · бяла пешка на черно поле h2 · бял топ на бяло поле f1 · бял цар на черно поле g1 | черен топ на бяло поле a8 · черен офицер на бяло поле c8 · черен топ на черно поле f8 · черен кон на бяло поле g8 · черна пешка на бяло поле b7 · черна пешка на черно поле c7 · черен кон на бяло поле d7 · черен цар на бяло поле h7 · черна пешка на бяло поле a6 · бял топ на бяло поле e6 · черна дама на черно поле f6 · черна пешка на черно поле h6 · бяла пешка на бяло поле d5 · черна пешка на бяло поле f5 · черна пешка на черно поле b4 · бяла дама на черно поле f4 · бял кон на бяло поле b3 · бял кон на черно поле c3 · бял офицер на бяло поле d3 · бяла пешка на бяло поле a2 · бяла пешка на бяло поле g2 · бяла пешка на черно поле h2 · бял топ на бяло поле f1 · бял цар на черно поле g1 | черен топ на бяло поле a8 · черен офицер на бяло поле c8 · черен топ на черно поле f8 · черен кон на бяло поле g8 · черна пешка на бяло поле b7 · черна пешка на черно поле c7 · черен кон на бяло поле d7 · черен цар на бяло поле h7 · черна пешка на бяло поле a6 · бял топ на бяло поле e6 · черна дама на черно поле f6 · черна пешка на черно поле h6 · бяла пешка на бяло поле d5 · черна пешка на бяло поле f5 · черна пешка на черно поле b4 · бяла дама на черно поле f4 · бял кон на бяло поле b3 · бял кон на черно поле c3 · бял офицер на бяло поле d3 · бяла пешка на бяло поле a2 · бяла пешка на бяло поле g2 · бяла пешка на черно поле h2 · бял топ на бяло поле f1 · бял цар на черно поле g1 | черен топ на бяло поле a8 · черен офицер на бяло поле c8 · черен топ на черно поле f8 · черен кон на бяло поле g8 · черна пешка на бяло поле b7 · черна пешка на черно поле c7 · черен кон на бяло поле d7 · черен цар на бяло поле h7 · черна пешка на бяло поле a6 · бял топ на бяло поле e6 · черна дама на черно поле f6 · черна пешка на черно поле h6 · бяла пешка на бяло поле d5 · черна пешка на бяло поле f5 · черна пешка на черно поле b4 · бяла дама на черно поле f4 · бял кон на бяло поле b3 · бял кон на черно поле c3 · бял офицер на бяло поле d3 · бяла пешка на бяло поле a2 · бяла пешка на бяло поле g2 · бяла пешка на черно поле h2 · бял топ на бяло поле f1 · бял цар на черно поле g1 | черен топ на бяло поле a8 · черен офицер на бяло поле c8 · черен топ на черно поле f8 · черен кон на бяло поле g8 · черна пешка на бяло поле b7 · черна пешка на черно поле c7 · черен кон на бяло поле d7 · черен цар на бяло поле h7 · черна пешка на бяло поле a6 · бял топ на бяло поле e6 · черна дама на черно поле f6 · черна пешка на черно поле h6 · бяла пешка на бяло поле d5 · черна пешка на бяло поле f5 · черна пешка на черно поле b4 · бяла дама на черно поле f4 · бял кон на бяло поле b3 · бял кон на черно поле c3 · бял офицер на бяло поле d3 · бяла пешка на бяло поле a2 · бяла пешка на бяло поле g2 · бяла пешка на черно поле h2 · бял топ на бяло поле f1 · бял цар на черно поле g1 | черен топ на бяло поле a8 · черен офицер на бяло поле c8 · черен топ на черно поле f8 · черен кон на бяло поле g8 · черна пешка на бяло поле b7 · черна пешка на черно поле c7 · черен кон на бяло поле d7 · черен цар на бяло поле h7 · черна пешка на бяло поле a6 · бял топ на бяло поле e6 · черна дама на черно поле f6 · черна пешка на черно поле h6 · бяла пешка на бяло поле d5 · черна пешка на бяло поле f5 · черна пешка на черно поле b4 · бяла дама на черно поле f4 · бял кон на бяло поле b3 · бял кон на черно поле c3 · бял офицер на бяло поле d3 · бяла пешка на бяло поле a2 · бяла пешка на бяло поле g2 · бяла пешка на черно поле h2 · бял топ на бяло поле f1 · бял цар на черно поле g1 | черен топ на бяло поле a8 · черен офицер на бяло поле c8 · черен топ на черно поле f8 · черен кон на бяло поле g8 · черна пешка на бяло поле b7 · черна пешка на черно поле c7 · черен кон на бяло поле d7 · черен цар на бяло поле h7 · черна пешка на бяло поле a6 · бял топ на бяло поле e6 · черна дама на черно поле f6 · черна пешка на черно поле h6 · бяла пешка на бяло поле d5 · черна пешка на бяло поле f5 · черна пешка на черно поле b4 · бяла дама на черно поле f4 · бял кон на бяло поле b3 · бял кон на черно поле c3 · бял офицер на бяло поле d3 · бяла пешка на бяло поле a2 · бяла пешка на бяло поле g2 · бяла пешка на черно поле h2 · бял топ на бяло поле f1 · бял цар на черно поле g1 | 5 |
| 4 | черен топ на бяло поле a8 · черен офицер на бяло поле c8 · черен топ на черно поле f8 · черен кон на бяло поле g8 · черна пешка на бяло поле b7 · черна пешка на черно поле c7 · черен кон на бяло поле d7 · черен цар на бяло поле h7 · черна пешка на бяло поле a6 · бял топ на бяло поле e6 · черна дама на черно поле f6 · черна пешка на черно поле h6 · бяла пешка на бяло поле d5 · черна пешка на бяло поле f5 · черна пешка на черно поле b4 · бяла дама на черно поле f4 · бял кон на бяло поле b3 · бял кон на черно поле c3 · бял офицер на бяло поле d3 · бяла пешка на бяло поле a2 · бяла пешка на бяло поле g2 · бяла пешка на черно поле h2 · бял топ на бяло поле f1 · бял цар на черно поле g1 | черен топ на бяло поле a8 · черен офицер на бяло поле c8 · черен топ на черно поле f8 · черен кон на бяло поле g8 · черна пешка на бяло поле b7 · черна пешка на черно поле c7 · черен кон на бяло поле d7 · черен цар на бяло поле h7 · черна пешка на бяло поле a6 · бял топ на бяло поле e6 · черна дама на черно поле f6 · черна пешка на черно поле h6 · бяла пешка на бяло поле d5 · черна пешка на бяло поле f5 · черна пешка на черно поле b4 · бяла дама на черно поле f4 · бял кон на бяло поле b3 · бял кон на черно поле c3 · бял офицер на бяло поле d3 · бяла пешка на бяло поле a2 · бяла пешка на бяло поле g2 · бяла пешка на черно поле h2 · бял топ на бяло поле f1 · бял цар на черно поле g1 | черен топ на бяло поле a8 · черен офицер на бяло поле c8 · черен топ на черно поле f8 · черен кон на бяло поле g8 · черна пешка на бяло поле b7 · черна пешка на черно поле c7 · черен кон на бяло поле d7 · черен цар на бяло поле h7 · черна пешка на бяло поле a6 · бял топ на бяло поле e6 · черна дама на черно поле f6 · черна пешка на черно поле h6 · бяла пешка на бяло поле d5 · черна пешка на бяло поле f5 · черна пешка на черно поле b4 · бяла дама на черно поле f4 · бял кон на бяло поле b3 · бял кон на черно поле c3 · бял офицер на бяло поле d3 · бяла пешка на бяло поле a2 · бяла пешка на бяло поле g2 · бяла пешка на черно поле h2 · бял топ на бяло поле f1 · бял цар на черно поле g1 | черен топ на бяло поле a8 · черен офицер на бяло поле c8 · черен топ на черно поле f8 · черен кон на бяло поле g8 · черна пешка на бяло поле b7 · черна пешка на черно поле c7 · черен кон на бяло поле d7 · черен цар на бяло поле h7 · черна пешка на бяло поле a6 · бял топ на бяло поле e6 · черна дама на черно поле f6 · черна пешка на черно поле h6 · бяла пешка на бяло поле d5 · черна пешка на бяло поле f5 · черна пешка на черно поле b4 · бяла дама на черно поле f4 · бял кон на бяло поле b3 · бял кон на черно поле c3 · бял офицер на бяло поле d3 · бяла пешка на бяло поле a2 · бяла пешка на бяло поле g2 · бяла пешка на черно поле h2 · бял топ на бяло поле f1 · бял цар на черно поле g1 | черен топ на бяло поле a8 · черен офицер на бяло поле c8 · черен топ на черно поле f8 · черен кон на бяло поле g8 · черна пешка на бяло поле b7 · черна пешка на черно поле c7 · черен кон на бяло поле d7 · черен цар на бяло поле h7 · черна пешка на бяло поле a6 · бял топ на бяло поле e6 · черна дама на черно поле f6 · черна пешка на черно поле h6 · бяла пешка на бяло поле d5 · черна пешка на бяло поле f5 · черна пешка на черно поле b4 · бяла дама на черно поле f4 · бял кон на бяло поле b3 · бял кон на черно поле c3 · бял офицер на бяло поле d3 · бяла пешка на бяло поле a2 · бяла пешка на бяло поле g2 · бяла пешка на черно поле h2 · бял топ на бяло поле f1 · бял цар на черно поле g1 | черен топ на бяло поле a8 · черен офицер на бяло поле c8 · черен топ на черно поле f8 · черен кон на бяло поле g8 · черна пешка на бяло поле b7 · черна пешка на черно поле c7 · черен кон на бяло поле d7 · черен цар на бяло поле h7 · черна пешка на бяло поле a6 · бял топ на бяло поле e6 · черна дама на черно поле f6 · черна пешка на черно поле h6 · бяла пешка на бяло поле d5 · черна пешка на бяло поле f5 · черна пешка на черно поле b4 · бяла дама на черно поле f4 · бял кон на бяло поле b3 · бял кон на черно поле c3 · бял офицер на бяло поле d3 · бяла пешка на бяло поле a2 · бяла пешка на бяло поле g2 · бяла пешка на черно поле h2 · бял топ на бяло поле f1 · бял цар на черно поле g1 | черен топ на бяло поле a8 · черен офицер на бяло поле c8 · черен топ на черно поле f8 · черен кон на бяло поле g8 · черна пешка на бяло поле b7 · черна пешка на черно поле c7 · черен кон на бяло поле d7 · черен цар на бяло поле h7 · черна пешка на бяло поле a6 · бял топ на бяло поле e6 · черна дама на черно поле f6 · черна пешка на черно поле h6 · бяла пешка на бяло поле d5 · черна пешка на бяло поле f5 · черна пешка на черно поле b4 · бяла дама на черно поле f4 · бял кон на бяло поле b3 · бял кон на черно поле c3 · бял офицер на бяло поле d3 · бяла пешка на бяло поле a2 · бяла пешка на бяло поле g2 · бяла пешка на черно поле h2 · бял топ на бяло поле f1 · бял цар на черно поле g1 | черен топ на бяло поле a8 · черен офицер на бяло поле c8 · черен топ на черно поле f8 · черен кон на бяло поле g8 · черна пешка на бяло поле b7 · черна пешка на черно поле c7 · черен кон на бяло поле d7 · черен цар на бяло поле h7 · черна пешка на бяло поле a6 · бял топ на бяло поле e6 · черна дама на черно поле f6 · черна пешка на черно поле h6 · бяла пешка на бяло поле d5 · черна пешка на бяло поле f5 · черна пешка на черно поле b4 · бяла дама на черно поле f4 · бял кон на бяло поле b3 · бял кон на черно поле c3 · бял офицер на бяло поле d3 · бяла пешка на бяло поле a2 · бяла пешка на бяло поле g2 · бяла пешка на черно поле h2 · бял топ на бяло поле f1 · бял цар на черно поле g1 | 4 |
| 3 | черен топ на бяло поле a8 · черен офицер на бяло поле c8 · черен топ на черно поле f8 · черен кон на бяло поле g8 · черна пешка на бяло поле b7 · черна пешка на черно поле c7 · черен кон на бяло поле d7 · черен цар на бяло поле h7 · черна пешка на бяло поле a6 · бял топ на бяло поле e6 · черна дама на черно поле f6 · черна пешка на черно поле h6 · бяла пешка на бяло поле d5 · черна пешка на бяло поле f5 · черна пешка на черно поле b4 · бяла дама на черно поле f4 · бял кон на бяло поле b3 · бял кон на черно поле c3 · бял офицер на бяло поле d3 · бяла пешка на бяло поле a2 · бяла пешка на бяло поле g2 · бяла пешка на черно поле h2 · бял топ на бяло поле f1 · бял цар на черно поле g1 | черен топ на бяло поле a8 · черен офицер на бяло поле c8 · черен топ на черно поле f8 · черен кон на бяло поле g8 · черна пешка на бяло поле b7 · черна пешка на черно поле c7 · черен кон на бяло поле d7 · черен цар на бяло поле h7 · черна пешка на бяло поле a6 · бял топ на бяло поле e6 · черна дама на черно поле f6 · черна пешка на черно поле h6 · бяла пешка на бяло поле d5 · черна пешка на бяло поле f5 · черна пешка на черно поле b4 · бяла дама на черно поле f4 · бял кон на бяло поле b3 · бял кон на черно поле c3 · бял офицер на бяло поле d3 · бяла пешка на бяло поле a2 · бяла пешка на бяло поле g2 · бяла пешка на черно поле h2 · бял топ на бяло поле f1 · бял цар на черно поле g1 | черен топ на бяло поле a8 · черен офицер на бяло поле c8 · черен топ на черно поле f8 · черен кон на бяло поле g8 · черна пешка на бяло поле b7 · черна пешка на черно поле c7 · черен кон на бяло поле d7 · черен цар на бяло поле h7 · черна пешка на бяло поле a6 · бял топ на бяло поле e6 · черна дама на черно поле f6 · черна пешка на черно поле h6 · бяла пешка на бяло поле d5 · черна пешка на бяло поле f5 · черна пешка на черно поле b4 · бяла дама на черно поле f4 · бял кон на бяло поле b3 · бял кон на черно поле c3 · бял офицер на бяло поле d3 · бяла пешка на бяло поле a2 · бяла пешка на бяло поле g2 · бяла пешка на черно поле h2 · бял топ на бяло поле f1 · бял цар на черно поле g1 | черен топ на бяло поле a8 · черен офицер на бяло поле c8 · черен топ на черно поле f8 · черен кон на бяло поле g8 · черна пешка на бяло поле b7 · черна пешка на черно поле c7 · черен кон на бяло поле d7 · черен цар на бяло поле h7 · черна пешка на бяло поле a6 · бял топ на бяло поле e6 · черна дама на черно поле f6 · черна пешка на черно поле h6 · бяла пешка на бяло поле d5 · черна пешка на бяло поле f5 · черна пешка на черно поле b4 · бяла дама на черно поле f4 · бял кон на бяло поле b3 · бял кон на черно поле c3 · бял офицер на бяло поле d3 · бяла пешка на бяло поле a2 · бяла пешка на бяло поле g2 · бяла пешка на черно поле h2 · бял топ на бяло поле f1 · бял цар на черно поле g1 | черен топ на бяло поле a8 · черен офицер на бяло поле c8 · черен топ на черно поле f8 · черен кон на бяло поле g8 · черна пешка на бяло поле b7 · черна пешка на черно поле c7 · черен кон на бяло поле d7 · черен цар на бяло поле h7 · черна пешка на бяло поле a6 · бял топ на бяло поле e6 · черна дама на черно поле f6 · черна пешка на черно поле h6 · бяла пешка на бяло поле d5 · черна пешка на бяло поле f5 · черна пешка на черно поле b4 · бяла дама на черно поле f4 · бял кон на бяло поле b3 · бял кон на черно поле c3 · бял офицер на бяло поле d3 · бяла пешка на бяло поле a2 · бяла пешка на бяло поле g2 · бяла пешка на черно поле h2 · бял топ на бяло поле f1 · бял цар на черно поле g1 | черен топ на бяло поле a8 · черен офицер на бяло поле c8 · черен топ на черно поле f8 · черен кон на бяло поле g8 · черна пешка на бяло поле b7 · черна пешка на черно поле c7 · черен кон на бяло поле d7 · черен цар на бяло поле h7 · черна пешка на бяло поле a6 · бял топ на бяло поле e6 · черна дама на черно поле f6 · черна пешка на черно поле h6 · бяла пешка на бяло поле d5 · черна пешка на бяло поле f5 · черна пешка на черно поле b4 · бяла дама на черно поле f4 · бял кон на бяло поле b3 · бял кон на черно поле c3 · бял офицер на бяло поле d3 · бяла пешка на бяло поле a2 · бяла пешка на бяло поле g2 · бяла пешка на черно поле h2 · бял топ на бяло поле f1 · бял цар на черно поле g1 | черен топ на бяло поле a8 · черен офицер на бяло поле c8 · черен топ на черно поле f8 · черен кон на бяло поле g8 · черна пешка на бяло поле b7 · черна пешка на черно поле c7 · черен кон на бяло поле d7 · черен цар на бяло поле h7 · черна пешка на бяло поле a6 · бял топ на бяло поле e6 · черна дама на черно поле f6 · черна пешка на черно поле h6 · бяла пешка на бяло поле d5 · черна пешка на бяло поле f5 · черна пешка на черно поле b4 · бяла дама на черно поле f4 · бял кон на бяло поле b3 · бял кон на черно поле c3 · бял офицер на бяло поле d3 · бяла пешка на бяло поле a2 · бяла пешка на бяло поле g2 · бяла пешка на черно поле h2 · бял топ на бяло поле f1 · бял цар на черно поле g1 | черен топ на бяло поле a8 · черен офицер на бяло поле c8 · черен топ на черно поле f8 · черен кон на бяло поле g8 · черна пешка на бяло поле b7 · черна пешка на черно поле c7 · черен кон на бяло поле d7 · черен цар на бяло поле h7 · черна пешка на бяло поле a6 · бял топ на бяло поле e6 · черна дама на черно поле f6 · черна пешка на черно поле h6 · бяла пешка на бяло поле d5 · черна пешка на бяло поле f5 · черна пешка на черно поле b4 · бяла дама на черно поле f4 · бял кон на бяло поле b3 · бял кон на черно поле c3 · бял офицер на бяло поле d3 · бяла пешка на бяло поле a2 · бяла пешка на бяло поле g2 · бяла пешка на черно поле h2 · бял топ на бяло поле f1 · бял цар на черно поле g1 | 3 |
| 2 | черен топ на бяло поле a8 · черен офицер на бяло поле c8 · черен топ на черно поле f8 · черен кон на бяло поле g8 · черна пешка на бяло поле b7 · черна пешка на черно поле c7 · черен кон на бяло поле d7 · черен цар на бяло поле h7 · черна пешка на бяло поле a6 · бял топ на бяло поле e6 · черна дама на черно поле f6 · черна пешка на черно поле h6 · бяла пешка на бяло поле d5 · черна пешка на бяло поле f5 · черна пешка на черно поле b4 · бяла дама на черно поле f4 · бял кон на бяло поле b3 · бял кон на черно поле c3 · бял офицер на бяло поле d3 · бяла пешка на бяло поле a2 · бяла пешка на бяло поле g2 · бяла пешка на черно поле h2 · бял топ на бяло поле f1 · бял цар на черно поле g1 | черен топ на бяло поле a8 · черен офицер на бяло поле c8 · черен топ на черно поле f8 · черен кон на бяло поле g8 · черна пешка на бяло поле b7 · черна пешка на черно поле c7 · черен кон на бяло поле d7 · черен цар на бяло поле h7 · черна пешка на бяло поле a6 · бял топ на бяло поле e6 · черна дама на черно поле f6 · черна пешка на черно поле h6 · бяла пешка на бяло поле d5 · черна пешка на бяло поле f5 · черна пешка на черно поле b4 · бяла дама на черно поле f4 · бял кон на бяло поле b3 · бял кон на черно поле c3 · бял офицер на бяло поле d3 · бяла пешка на бяло поле a2 · бяла пешка на бяло поле g2 · бяла пешка на черно поле h2 · бял топ на бяло поле f1 · бял цар на черно поле g1 | черен топ на бяло поле a8 · черен офицер на бяло поле c8 · черен топ на черно поле f8 · черен кон на бяло поле g8 · черна пешка на бяло поле b7 · черна пешка на черно поле c7 · черен кон на бяло поле d7 · черен цар на бяло поле h7 · черна пешка на бяло поле a6 · бял топ на бяло поле e6 · черна дама на черно поле f6 · черна пешка на черно поле h6 · бяла пешка на бяло поле d5 · черна пешка на бяло поле f5 · черна пешка на черно поле b4 · бяла дама на черно поле f4 · бял кон на бяло поле b3 · бял кон на черно поле c3 · бял офицер на бяло поле d3 · бяла пешка на бяло поле a2 · бяла пешка на бяло поле g2 · бяла пешка на черно поле h2 · бял топ на бяло поле f1 · бял цар на черно поле g1 | черен топ на бяло поле a8 · черен офицер на бяло поле c8 · черен топ на черно поле f8 · черен кон на бяло поле g8 · черна пешка на бяло поле b7 · черна пешка на черно поле c7 · черен кон на бяло поле d7 · черен цар на бяло поле h7 · черна пешка на бяло поле a6 · бял топ на бяло поле e6 · черна дама на черно поле f6 · черна пешка на черно поле h6 · бяла пешка на бяло поле d5 · черна пешка на бяло поле f5 · черна пешка на черно поле b4 · бяла дама на черно поле f4 · бял кон на бяло поле b3 · бял кон на черно поле c3 · бял офицер на бяло поле d3 · бяла пешка на бяло поле a2 · бяла пешка на бяло поле g2 · бяла пешка на черно поле h2 · бял топ на бяло поле f1 · бял цар на черно поле g1 | черен топ на бяло поле a8 · черен офицер на бяло поле c8 · черен топ на черно поле f8 · черен кон на бяло поле g8 · черна пешка на бяло поле b7 · черна пешка на черно поле c7 · черен кон на бяло поле d7 · черен цар на бяло поле h7 · черна пешка на бяло поле a6 · бял топ на бяло поле e6 · черна дама на черно поле f6 · черна пешка на черно поле h6 · бяла пешка на бяло поле d5 · черна пешка на бяло поле f5 · черна пешка на черно поле b4 · бяла дама на черно поле f4 · бял кон на бяло поле b3 · бял кон на черно поле c3 · бял офицер на бяло поле d3 · бяла пешка на бяло поле a2 · бяла пешка на бяло поле g2 · бяла пешка на черно поле h2 · бял топ на бяло поле f1 · бял цар на черно поле g1 | черен топ на бяло поле a8 · черен офицер на бяло поле c8 · черен топ на черно поле f8 · черен кон на бяло поле g8 · черна пешка на бяло поле b7 · черна пешка на черно поле c7 · черен кон на бяло поле d7 · черен цар на бяло поле h7 · черна пешка на бяло поле a6 · бял топ на бяло поле e6 · черна дама на черно поле f6 · черна пешка на черно поле h6 · бяла пешка на бяло поле d5 · черна пешка на бяло поле f5 · черна пешка на черно поле b4 · бяла дама на черно поле f4 · бял кон на бяло поле b3 · бял кон на черно поле c3 · бял офицер на бяло поле d3 · бяла пешка на бяло поле a2 · бяла пешка на бяло поле g2 · бяла пешка на черно поле h2 · бял топ на бяло поле f1 · бял цар на черно поле g1 | черен топ на бяло поле a8 · черен офицер на бяло поле c8 · черен топ на черно поле f8 · черен кон на бяло поле g8 · черна пешка на бяло поле b7 · черна пешка на черно поле c7 · черен кон на бяло поле d7 · черен цар на бяло поле h7 · черна пешка на бяло поле a6 · бял топ на бяло поле e6 · черна дама на черно поле f6 · черна пешка на черно поле h6 · бяла пешка на бяло поле d5 · черна пешка на бяло поле f5 · черна пешка на черно поле b4 · бяла дама на черно поле f4 · бял кон на бяло поле b3 · бял кон на черно поле c3 · бял офицер на бяло поле d3 · бяла пешка на бяло поле a2 · бяла пешка на бяло поле g2 · бяла пешка на черно поле h2 · бял топ на бяло поле f1 · бял цар на черно поле g1 | черен топ на бяло поле a8 · черен офицер на бяло поле c8 · черен топ на черно поле f8 · черен кон на бяло поле g8 · черна пешка на бяло поле b7 · черна пешка на черно поле c7 · черен кон на бяло поле d7 · черен цар на бяло поле h7 · черна пешка на бяло поле a6 · бял топ на бяло поле e6 · черна дама на черно поле f6 · черна пешка на черно поле h6 · бяла пешка на бяло поле d5 · черна пешка на бяло поле f5 · черна пешка на черно поле b4 · бяла дама на черно поле f4 · бял кон на бяло поле b3 · бял кон на черно поле c3 · бял офицер на бяло поле d3 · бяла пешка на бяло поле a2 · бяла пешка на бяло поле g2 · бяла пешка на черно поле h2 · бял топ на бяло поле f1 · бял цар на черно поле g1 | 2 |
| 1 | черен топ на бяло поле a8 · черен офицер на бяло поле c8 · черен топ на черно поле f8 · черен кон на бяло поле g8 · черна пешка на бяло поле b7 · черна пешка на черно поле c7 · черен кон на бяло поле d7 · черен цар на бяло поле h7 · черна пешка на бяло поле a6 · бял топ на бяло поле e6 · черна дама на черно поле f6 · черна пешка на черно поле h6 · бяла пешка на бяло поле d5 · черна пешка на бяло поле f5 · черна пешка на черно поле b4 · бяла дама на черно поле f4 · бял кон на бяло поле b3 · бял кон на черно поле c3 · бял офицер на бяло поле d3 · бяла пешка на бяло поле a2 · бяла пешка на бяло поле g2 · бяла пешка на черно поле h2 · бял топ на бяло поле f1 · бял цар на черно поле g1 | черен топ на бяло поле a8 · черен офицер на бяло поле c8 · черен топ на черно поле f8 · черен кон на бяло поле g8 · черна пешка на бяло поле b7 · черна пешка на черно поле c7 · черен кон на бяло поле d7 · черен цар на бяло поле h7 · черна пешка на бяло поле a6 · бял топ на бяло поле e6 · черна дама на черно поле f6 · черна пешка на черно поле h6 · бяла пешка на бяло поле d5 · черна пешка на бяло поле f5 · черна пешка на черно поле b4 · бяла дама на черно поле f4 · бял кон на бяло поле b3 · бял кон на черно поле c3 · бял офицер на бяло поле d3 · бяла пешка на бяло поле a2 · бяла пешка на бяло поле g2 · бяла пешка на черно поле h2 · бял топ на бяло поле f1 · бял цар на черно поле g1 | черен топ на бяло поле a8 · черен офицер на бяло поле c8 · черен топ на черно поле f8 · черен кон на бяло поле g8 · черна пешка на бяло поле b7 · черна пешка на черно поле c7 · черен кон на бяло поле d7 · черен цар на бяло поле h7 · черна пешка на бяло поле a6 · бял топ на бяло поле e6 · черна дама на черно поле f6 · черна пешка на черно поле h6 · бяла пешка на бяло поле d5 · черна пешка на бяло поле f5 · черна пешка на черно поле b4 · бяла дама на черно поле f4 · бял кон на бяло поле b3 · бял кон на черно поле c3 · бял офицер на бяло поле d3 · бяла пешка на бяло поле a2 · бяла пешка на бяло поле g2 · бяла пешка на черно поле h2 · бял топ на бяло поле f1 · бял цар на черно поле g1 | черен топ на бяло поле a8 · черен офицер на бяло поле c8 · черен топ на черно поле f8 · черен кон на бяло поле g8 · черна пешка на бяло поле b7 · черна пешка на черно поле c7 · черен кон на бяло поле d7 · черен цар на бяло поле h7 · черна пешка на бяло поле a6 · бял топ на бяло поле e6 · черна дама на черно поле f6 · черна пешка на черно поле h6 · бяла пешка на бяло поле d5 · черна пешка на бяло поле f5 · черна пешка на черно поле b4 · бяла дама на черно поле f4 · бял кон на бяло поле b3 · бял кон на черно поле c3 · бял офицер на бяло поле d3 · бяла пешка на бяло поле a2 · бяла пешка на бяло поле g2 · бяла пешка на черно поле h2 · бял топ на бяло поле f1 · бял цар на черно поле g1 | черен топ на бяло поле a8 · черен офицер на бяло поле c8 · черен топ на черно поле f8 · черен кон на бяло поле g8 · черна пешка на бяло поле b7 · черна пешка на черно поле c7 · черен кон на бяло поле d7 · черен цар на бяло поле h7 · черна пешка на бяло поле a6 · бял топ на бяло поле e6 · черна дама на черно поле f6 · черна пешка на черно поле h6 · бяла пешка на бяло поле d5 · черна пешка на бяло поле f5 · черна пешка на черно поле b4 · бяла дама на черно поле f4 · бял кон на бяло поле b3 · бял кон на черно поле c3 · бял офицер на бяло поле d3 · бяла пешка на бяло поле a2 · бяла пешка на бяло поле g2 · бяла пешка на черно поле h2 · бял топ на бяло поле f1 · бял цар на черно поле g1 | черен топ на бяло поле a8 · черен офицер на бяло поле c8 · черен топ на черно поле f8 · черен кон на бяло поле g8 · черна пешка на бяло поле b7 · черна пешка на черно поле c7 · черен кон на бяло поле d7 · черен цар на бяло поле h7 · черна пешка на бяло поле a6 · бял топ на бяло поле e6 · черна дама на черно поле f6 · черна пешка на черно поле h6 · бяла пешка на бяло поле d5 · черна пешка на бяло поле f5 · черна пешка на черно поле b4 · бяла дама на черно поле f4 · бял кон на бяло поле b3 · бял кон на черно поле c3 · бял офицер на бяло поле d3 · бяла пешка на бяло поле a2 · бяла пешка на бяло поле g2 · бяла пешка на черно поле h2 · бял топ на бяло поле f1 · бял цар на черно поле g1 | черен топ на бяло поле a8 · черен офицер на бяло поле c8 · черен топ на черно поле f8 · черен кон на бяло поле g8 · черна пешка на бяло поле b7 · черна пешка на черно поле c7 · черен кон на бяло поле d7 · черен цар на бяло поле h7 · черна пешка на бяло поле a6 · бял топ на бяло поле e6 · черна дама на черно поле f6 · черна пешка на черно поле h6 · бяла пешка на бяло поле d5 · черна пешка на бяло поле f5 · черна пешка на черно поле b4 · бяла дама на черно поле f4 · бял кон на бяло поле b3 · бял кон на черно поле c3 · бял офицер на бяло поле d3 · бяла пешка на бяло поле a2 · бяла пешка на бяло поле g2 · бяла пешка на черно поле h2 · бял топ на бяло поле f1 · бял цар на черно поле g1 | черен топ на бяло поле a8 · черен офицер на бяло поле c8 · черен топ на черно поле f8 · черен кон на бяло поле g8 · черна пешка на бяло поле b7 · черна пешка на черно поле c7 · черен кон на бяло поле d7 · черен цар на бяло поле h7 · черна пешка на бяло поле a6 · бял топ на бяло поле e6 · черна дама на черно поле f6 · черна пешка на черно поле h6 · бяла пешка на бяло поле d5 · черна пешка на бяло поле f5 · черна пешка на черно поле b4 · бяла дама на черно поле f4 · бял кон на бяло поле b3 · бял кон на черно поле c3 · бял офицер на бяло поле d3 · бяла пешка на бяло поле a2 · бяла пешка на бяло поле g2 · бяла пешка на черно поле h2 · бял топ на бяло поле f1 · бял цар на черно поле g1 | 1 |
|   | a | b | c | d | e | f | g | h |   |

|   | a | b | c | d | e | f | g | h |   |
| 8 | черен топ на черно поле b8 · черен офицер на бяло поле c8 · бял топ на бяло поле e8 · бял топ на черно поле f8 · черна пешка на черно поле c7 · черен кон на черно поле e7 · черен цар на черно поле g7 · черна пешка на бяло поле a6 · черна пешка на бяло поле b5 · бяла пешка на бяло поле d5 · бял кон на черно поле e5 · черна пешка на бяло поле h5 · черна пешка на черно поле b4 · бяла пешка на черно поле h4 · бяла пешка на бяло поле a2 · бяла пешка на бяло поле g2 · бял цар на черно поле g1 | черен топ на черно поле b8 · черен офицер на бяло поле c8 · бял топ на бяло поле e8 · бял топ на черно поле f8 · черна пешка на черно поле c7 · черен кон на черно поле e7 · черен цар на черно поле g7 · черна пешка на бяло поле a6 · черна пешка на бяло поле b5 · бяла пешка на бяло поле d5 · бял кон на черно поле e5 · черна пешка на бяло поле h5 · черна пешка на черно поле b4 · бяла пешка на черно поле h4 · бяла пешка на бяло поле a2 · бяла пешка на бяло поле g2 · бял цар на черно поле g1 | черен топ на черно поле b8 · черен офицер на бяло поле c8 · бял топ на бяло поле e8 · бял топ на черно поле f8 · черна пешка на черно поле c7 · черен кон на черно поле e7 · черен цар на черно поле g7 · черна пешка на бяло поле a6 · черна пешка на бяло поле b5 · бяла пешка на бяло поле d5 · бял кон на черно поле e5 · черна пешка на бяло поле h5 · черна пешка на черно поле b4 · бяла пешка на черно поле h4 · бяла пешка на бяло поле a2 · бяла пешка на бяло поле g2 · бял цар на черно поле g1 | черен топ на черно поле b8 · черен офицер на бяло поле c8 · бял топ на бяло поле e8 · бял топ на черно поле f8 · черна пешка на черно поле c7 · черен кон на черно поле e7 · черен цар на черно поле g7 · черна пешка на бяло поле a6 · черна пешка на бяло поле b5 · бяла пешка на бяло поле d5 · бял кон на черно поле e5 · черна пешка на бяло поле h5 · черна пешка на черно поле b4 · бяла пешка на черно поле h4 · бяла пешка на бяло поле a2 · бяла пешка на бяло поле g2 · бял цар на черно поле g1 | черен топ на черно поле b8 · черен офицер на бяло поле c8 · бял топ на бяло поле e8 · бял топ на черно поле f8 · черна пешка на черно поле c7 · черен кон на черно поле e7 · черен цар на черно поле g7 · черна пешка на бяло поле a6 · черна пешка на бяло поле b5 · бяла пешка на бяло поле d5 · бял кон на черно поле e5 · черна пешка на бяло поле h5 · черна пешка на черно поле b4 · бяла пешка на черно поле h4 · бяла пешка на бяло поле a2 · бяла пешка на бяло поле g2 · бял цар на черно поле g1 | черен топ на черно поле b8 · черен офицер на бяло поле c8 · бял топ на бяло поле e8 · бял топ на черно поле f8 · черна пешка на черно поле c7 · черен кон на черно поле e7 · черен цар на черно поле g7 · черна пешка на бяло поле a6 · черна пешка на бяло поле b5 · бяла пешка на бяло поле d5 · бял кон на черно поле e5 · черна пешка на бяло поле h5 · черна пешка на черно поле b4 · бяла пешка на черно поле h4 · бяла пешка на бяло поле a2 · бяла пешка на бяло поле g2 · бял цар на черно поле g1 | черен топ на черно поле b8 · черен офицер на бяло поле c8 · бял топ на бяло поле e8 · бял топ на черно поле f8 · черна пешка на черно поле c7 · черен кон на черно поле e7 · черен цар на черно поле g7 · черна пешка на бяло поле a6 · черна пешка на бяло поле b5 · бяла пешка на бяло поле d5 · бял кон на черно поле e5 · черна пешка на бяло поле h5 · черна пешка на черно поле b4 · бяла пешка на черно поле h4 · бяла пешка на бяло поле a2 · бяла пешка на бяло поле g2 · бял цар на черно поле g1 | черен топ на черно поле b8 · черен офицер на бяло поле c8 · бял топ на бяло поле e8 · бял топ на черно поле f8 · черна пешка на черно поле c7 · черен кон на черно поле e7 · черен цар на черно поле g7 · черна пешка на бяло поле a6 · черна пешка на бяло поле b5 · бяла пешка на бяло поле d5 · бял кон на черно поле e5 · черна пешка на бяло поле h5 · черна пешка на черно поле b4 · бяла пешка на черно поле h4 · бяла пешка на бяло поле a2 · бяла пешка на бяло поле g2 · бял цар на черно поле g1 | 8 |
| 7 | черен топ на черно поле b8 · черен офицер на бяло поле c8 · бял топ на бяло поле e8 · бял топ на черно поле f8 · черна пешка на черно поле c7 · черен кон на черно поле e7 · черен цар на черно поле g7 · черна пешка на бяло поле a6 · черна пешка на бяло поле b5 · бяла пешка на бяло поле d5 · бял кон на черно поле e5 · черна пешка на бяло поле h5 · черна пешка на черно поле b4 · бяла пешка на черно поле h4 · бяла пешка на бяло поле a2 · бяла пешка на бяло поле g2 · бял цар на черно поле g1 | черен топ на черно поле b8 · черен офицер на бяло поле c8 · бял топ на бяло поле e8 · бял топ на черно поле f8 · черна пешка на черно поле c7 · черен кон на черно поле e7 · черен цар на черно поле g7 · черна пешка на бяло поле a6 · черна пешка на бяло поле b5 · бяла пешка на бяло поле d5 · бял кон на черно поле e5 · черна пешка на бяло поле h5 · черна пешка на черно поле b4 · бяла пешка на черно поле h4 · бяла пешка на бяло поле a2 · бяла пешка на бяло поле g2 · бял цар на черно поле g1 | черен топ на черно поле b8 · черен офицер на бяло поле c8 · бял топ на бяло поле e8 · бял топ на черно поле f8 · черна пешка на черно поле c7 · черен кон на черно поле e7 · черен цар на черно поле g7 · черна пешка на бяло поле a6 · черна пешка на бяло поле b5 · бяла пешка на бяло поле d5 · бял кон на черно поле e5 · черна пешка на бяло поле h5 · черна пешка на черно поле b4 · бяла пешка на черно поле h4 · бяла пешка на бяло поле a2 · бяла пешка на бяло поле g2 · бял цар на черно поле g1 | черен топ на черно поле b8 · черен офицер на бяло поле c8 · бял топ на бяло поле e8 · бял топ на черно поле f8 · черна пешка на черно поле c7 · черен кон на черно поле e7 · черен цар на черно поле g7 · черна пешка на бяло поле a6 · черна пешка на бяло поле b5 · бяла пешка на бяло поле d5 · бял кон на черно поле e5 · черна пешка на бяло поле h5 · черна пешка на черно поле b4 · бяла пешка на черно поле h4 · бяла пешка на бяло поле a2 · бяла пешка на бяло поле g2 · бял цар на черно поле g1 | черен топ на черно поле b8 · черен офицер на бяло поле c8 · бял топ на бяло поле e8 · бял топ на черно поле f8 · черна пешка на черно поле c7 · черен кон на черно поле e7 · черен цар на черно поле g7 · черна пешка на бяло поле a6 · черна пешка на бяло поле b5 · бяла пешка на бяло поле d5 · бял кон на черно поле e5 · черна пешка на бяло поле h5 · черна пешка на черно поле b4 · бяла пешка на черно поле h4 · бяла пешка на бяло поле a2 · бяла пешка на бяло поле g2 · бял цар на черно поле g1 | черен топ на черно поле b8 · черен офицер на бяло поле c8 · бял топ на бяло поле e8 · бял топ на черно поле f8 · черна пешка на черно поле c7 · черен кон на черно поле e7 · черен цар на черно поле g7 · черна пешка на бяло поле a6 · черна пешка на бяло поле b5 · бяла пешка на бяло поле d5 · бял кон на черно поле e5 · черна пешка на бяло поле h5 · черна пешка на черно поле b4 · бяла пешка на черно поле h4 · бяла пешка на бяло поле a2 · бяла пешка на бяло поле g2 · бял цар на черно поле g1 | черен топ на черно поле b8 · черен офицер на бяло поле c8 · бял топ на бяло поле e8 · бял топ на черно поле f8 · черна пешка на черно поле c7 · черен кон на черно поле e7 · черен цар на черно поле g7 · черна пешка на бяло поле a6 · черна пешка на бяло поле b5 · бяла пешка на бяло поле d5 · бял кон на черно поле e5 · черна пешка на бяло поле h5 · черна пешка на черно поле b4 · бяла пешка на черно поле h4 · бяла пешка на бяло поле a2 · бяла пешка на бяло поле g2 · бял цар на черно поле g1 | черен топ на черно поле b8 · черен офицер на бяло поле c8 · бял топ на бяло поле e8 · бял топ на черно поле f8 · черна пешка на черно поле c7 · черен кон на черно поле e7 · черен цар на черно поле g7 · черна пешка на бяло поле a6 · черна пешка на бяло поле b5 · бяла пешка на бяло поле d5 · бял кон на черно поле e5 · черна пешка на бяло поле h5 · черна пешка на черно поле b4 · бяла пешка на черно поле h4 · бяла пешка на бяло поле a2 · бяла пешка на бяло поле g2 · бял цар на черно поле g1 | 7 |
| 6 | черен топ на черно поле b8 · черен офицер на бяло поле c8 · бял топ на бяло поле e8 · бял топ на черно поле f8 · черна пешка на черно поле c7 · черен кон на черно поле e7 · черен цар на черно поле g7 · черна пешка на бяло поле a6 · черна пешка на бяло поле b5 · бяла пешка на бяло поле d5 · бял кон на черно поле e5 · черна пешка на бяло поле h5 · черна пешка на черно поле b4 · бяла пешка на черно поле h4 · бяла пешка на бяло поле a2 · бяла пешка на бяло поле g2 · бял цар на черно поле g1 | черен топ на черно поле b8 · черен офицер на бяло поле c8 · бял топ на бяло поле e8 · бял топ на черно поле f8 · черна пешка на черно поле c7 · черен кон на черно поле e7 · черен цар на черно поле g7 · черна пешка на бяло поле a6 · черна пешка на бяло поле b5 · бяла пешка на бяло поле d5 · бял кон на черно поле e5 · черна пешка на бяло поле h5 · черна пешка на черно поле b4 · бяла пешка на черно поле h4 · бяла пешка на бяло поле a2 · бяла пешка на бяло поле g2 · бял цар на черно поле g1 | черен топ на черно поле b8 · черен офицер на бяло поле c8 · бял топ на бяло поле e8 · бял топ на черно поле f8 · черна пешка на черно поле c7 · черен кон на черно поле e7 · черен цар на черно поле g7 · черна пешка на бяло поле a6 · черна пешка на бяло поле b5 · бяла пешка на бяло поле d5 · бял кон на черно поле e5 · черна пешка на бяло поле h5 · черна пешка на черно поле b4 · бяла пешка на черно поле h4 · бяла пешка на бяло поле a2 · бяла пешка на бяло поле g2 · бял цар на черно поле g1 | черен топ на черно поле b8 · черен офицер на бяло поле c8 · бял топ на бяло поле e8 · бял топ на черно поле f8 · черна пешка на черно поле c7 · черен кон на черно поле e7 · черен цар на черно поле g7 · черна пешка на бяло поле a6 · черна пешка на бяло поле b5 · бяла пешка на бяло поле d5 · бял кон на черно поле e5 · черна пешка на бяло поле h5 · черна пешка на черно поле b4 · бяла пешка на черно поле h4 · бяла пешка на бяло поле a2 · бяла пешка на бяло поле g2 · бял цар на черно поле g1 | черен топ на черно поле b8 · черен офицер на бяло поле c8 · бял топ на бяло поле e8 · бял топ на черно поле f8 · черна пешка на черно поле c7 · черен кон на черно поле e7 · черен цар на черно поле g7 · черна пешка на бяло поле a6 · черна пешка на бяло поле b5 · бяла пешка на бяло поле d5 · бял кон на черно поле e5 · черна пешка на бяло поле h5 · черна пешка на черно поле b4 · бяла пешка на черно поле h4 · бяла пешка на бяло поле a2 · бяла пешка на бяло поле g2 · бял цар на черно поле g1 | черен топ на черно поле b8 · черен офицер на бяло поле c8 · бял топ на бяло поле e8 · бял топ на черно поле f8 · черна пешка на черно поле c7 · черен кон на черно поле e7 · черен цар на черно поле g7 · черна пешка на бяло поле a6 · черна пешка на бяло поле b5 · бяла пешка на бяло поле d5 · бял кон на черно поле e5 · черна пешка на бяло поле h5 · черна пешка на черно поле b4 · бяла пешка на черно поле h4 · бяла пешка на бяло поле a2 · бяла пешка на бяло поле g2 · бял цар на черно поле g1 | черен топ на черно поле b8 · черен офицер на бяло поле c8 · бял топ на бяло поле e8 · бял топ на черно поле f8 · черна пешка на черно поле c7 · черен кон на черно поле e7 · черен цар на черно поле g7 · черна пешка на бяло поле a6 · черна пешка на бяло поле b5 · бяла пешка на бяло поле d5 · бял кон на черно поле e5 · черна пешка на бяло поле h5 · черна пешка на черно поле b4 · бяла пешка на черно поле h4 · бяла пешка на бяло поле a2 · бяла пешка на бяло поле g2 · бял цар на черно поле g1 | черен топ на черно поле b8 · черен офицер на бяло поле c8 · бял топ на бяло поле e8 · бял топ на черно поле f8 · черна пешка на черно поле c7 · черен кон на черно поле e7 · черен цар на черно поле g7 · черна пешка на бяло поле a6 · черна пешка на бяло поле b5 · бяла пешка на бяло поле d5 · бял кон на черно поле e5 · черна пешка на бяло поле h5 · черна пешка на черно поле b4 · бяла пешка на черно поле h4 · бяла пешка на бяло поле a2 · бяла пешка на бяло поле g2 · бял цар на черно поле g1 | 6 |
| 5 | черен топ на черно поле b8 · черен офицер на бяло поле c8 · бял топ на бяло поле e8 · бял топ на черно поле f8 · черна пешка на черно поле c7 · черен кон на черно поле e7 · черен цар на черно поле g7 · черна пешка на бяло поле a6 · черна пешка на бяло поле b5 · бяла пешка на бяло поле d5 · бял кон на черно поле e5 · черна пешка на бяло поле h5 · черна пешка на черно поле b4 · бяла пешка на черно поле h4 · бяла пешка на бяло поле a2 · бяла пешка на бяло поле g2 · бял цар на черно поле g1 | черен топ на черно поле b8 · черен офицер на бяло поле c8 · бял топ на бяло поле e8 · бял топ на черно поле f8 · черна пешка на черно поле c7 · черен кон на черно поле e7 · черен цар на черно поле g7 · черна пешка на бяло поле a6 · черна пешка на бяло поле b5 · бяла пешка на бяло поле d5 · бял кон на черно поле e5 · черна пешка на бяло поле h5 · черна пешка на черно поле b4 · бяла пешка на черно поле h4 · бяла пешка на бяло поле a2 · бяла пешка на бяло поле g2 · бял цар на черно поле g1 | черен топ на черно поле b8 · черен офицер на бяло поле c8 · бял топ на бяло поле e8 · бял топ на черно поле f8 · черна пешка на черно поле c7 · черен кон на черно поле e7 · черен цар на черно поле g7 · черна пешка на бяло поле a6 · черна пешка на бяло поле b5 · бяла пешка на бяло поле d5 · бял кон на черно поле e5 · черна пешка на бяло поле h5 · черна пешка на черно поле b4 · бяла пешка на черно поле h4 · бяла пешка на бяло поле a2 · бяла пешка на бяло поле g2 · бял цар на черно поле g1 | черен топ на черно поле b8 · черен офицер на бяло поле c8 · бял топ на бяло поле e8 · бял топ на черно поле f8 · черна пешка на черно поле c7 · черен кон на черно поле e7 · черен цар на черно поле g7 · черна пешка на бяло поле a6 · черна пешка на бяло поле b5 · бяла пешка на бяло поле d5 · бял кон на черно поле e5 · черна пешка на бяло поле h5 · черна пешка на черно поле b4 · бяла пешка на черно поле h4 · бяла пешка на бяло поле a2 · бяла пешка на бяло поле g2 · бял цар на черно поле g1 | черен топ на черно поле b8 · черен офицер на бяло поле c8 · бял топ на бяло поле e8 · бял топ на черно поле f8 · черна пешка на черно поле c7 · черен кон на черно поле e7 · черен цар на черно поле g7 · черна пешка на бяло поле a6 · черна пешка на бяло поле b5 · бяла пешка на бяло поле d5 · бял кон на черно поле e5 · черна пешка на бяло поле h5 · черна пешка на черно поле b4 · бяла пешка на черно поле h4 · бяла пешка на бяло поле a2 · бяла пешка на бяло поле g2 · бял цар на черно поле g1 | черен топ на черно поле b8 · черен офицер на бяло поле c8 · бял топ на бяло поле e8 · бял топ на черно поле f8 · черна пешка на черно поле c7 · черен кон на черно поле e7 · черен цар на черно поле g7 · черна пешка на бяло поле a6 · черна пешка на бяло поле b5 · бяла пешка на бяло поле d5 · бял кон на черно поле e5 · черна пешка на бяло поле h5 · черна пешка на черно поле b4 · бяла пешка на черно поле h4 · бяла пешка на бяло поле a2 · бяла пешка на бяло поле g2 · бял цар на черно поле g1 | черен топ на черно поле b8 · черен офицер на бяло поле c8 · бял топ на бяло поле e8 · бял топ на черно поле f8 · черна пешка на черно поле c7 · черен кон на черно поле e7 · черен цар на черно поле g7 · черна пешка на бяло поле a6 · черна пешка на бяло поле b5 · бяла пешка на бяло поле d5 · бял кон на черно поле e5 · черна пешка на бяло поле h5 · черна пешка на черно поле b4 · бяла пешка на черно поле h4 · бяла пешка на бяло поле a2 · бяла пешка на бяло поле g2 · бял цар на черно поле g1 | черен топ на черно поле b8 · черен офицер на бяло поле c8 · бял топ на бяло поле e8 · бял топ на черно поле f8 · черна пешка на черно поле c7 · черен кон на черно поле e7 · черен цар на черно поле g7 · черна пешка на бяло поле a6 · черна пешка на бяло поле b5 · бяла пешка на бяло поле d5 · бял кон на черно поле e5 · черна пешка на бяло поле h5 · черна пешка на черно поле b4 · бяла пешка на черно поле h4 · бяла пешка на бяло поле a2 · бяла пешка на бяло поле g2 · бял цар на черно поле g1 | 5 |
| 4 | черен топ на черно поле b8 · черен офицер на бяло поле c8 · бял топ на бяло поле e8 · бял топ на черно поле f8 · черна пешка на черно поле c7 · черен кон на черно поле e7 · черен цар на черно поле g7 · черна пешка на бяло поле a6 · черна пешка на бяло поле b5 · бяла пешка на бяло поле d5 · бял кон на черно поле e5 · черна пешка на бяло поле h5 · черна пешка на черно поле b4 · бяла пешка на черно поле h4 · бяла пешка на бяло поле a2 · бяла пешка на бяло поле g2 · бял цар на черно поле g1 | черен топ на черно поле b8 · черен офицер на бяло поле c8 · бял топ на бяло поле e8 · бял топ на черно поле f8 · черна пешка на черно поле c7 · черен кон на черно поле e7 · черен цар на черно поле g7 · черна пешка на бяло поле a6 · черна пешка на бяло поле b5 · бяла пешка на бяло поле d5 · бял кон на черно поле e5 · черна пешка на бяло поле h5 · черна пешка на черно поле b4 · бяла пешка на черно поле h4 · бяла пешка на бяло поле a2 · бяла пешка на бяло поле g2 · бял цар на черно поле g1 | черен топ на черно поле b8 · черен офицер на бяло поле c8 · бял топ на бяло поле e8 · бял топ на черно поле f8 · черна пешка на черно поле c7 · черен кон на черно поле e7 · черен цар на черно поле g7 · черна пешка на бяло поле a6 · черна пешка на бяло поле b5 · бяла пешка на бяло поле d5 · бял кон на черно поле e5 · черна пешка на бяло поле h5 · черна пешка на черно поле b4 · бяла пешка на черно поле h4 · бяла пешка на бяло поле a2 · бяла пешка на бяло поле g2 · бял цар на черно поле g1 | черен топ на черно поле b8 · черен офицер на бяло поле c8 · бял топ на бяло поле e8 · бял топ на черно поле f8 · черна пешка на черно поле c7 · черен кон на черно поле e7 · черен цар на черно поле g7 · черна пешка на бяло поле a6 · черна пешка на бяло поле b5 · бяла пешка на бяло поле d5 · бял кон на черно поле e5 · черна пешка на бяло поле h5 · черна пешка на черно поле b4 · бяла пешка на черно поле h4 · бяла пешка на бяло поле a2 · бяла пешка на бяло поле g2 · бял цар на черно поле g1 | черен топ на черно поле b8 · черен офицер на бяло поле c8 · бял топ на бяло поле e8 · бял топ на черно поле f8 · черна пешка на черно поле c7 · черен кон на черно поле e7 · черен цар на черно поле g7 · черна пешка на бяло поле a6 · черна пешка на бяло поле b5 · бяла пешка на бяло поле d5 · бял кон на черно поле e5 · черна пешка на бяло поле h5 · черна пешка на черно поле b4 · бяла пешка на черно поле h4 · бяла пешка на бяло поле a2 · бяла пешка на бяло поле g2 · бял цар на черно поле g1 | черен топ на черно поле b8 · черен офицер на бяло поле c8 · бял топ на бяло поле e8 · бял топ на черно поле f8 · черна пешка на черно поле c7 · черен кон на черно поле e7 · черен цар на черно поле g7 · черна пешка на бяло поле a6 · черна пешка на бяло поле b5 · бяла пешка на бяло поле d5 · бял кон на черно поле e5 · черна пешка на бяло поле h5 · черна пешка на черно поле b4 · бяла пешка на черно поле h4 · бяла пешка на бяло поле a2 · бяла пешка на бяло поле g2 · бял цар на черно поле g1 | черен топ на черно поле b8 · черен офицер на бяло поле c8 · бял топ на бяло поле e8 · бял топ на черно поле f8 · черна пешка на черно поле c7 · черен кон на черно поле e7 · черен цар на черно поле g7 · черна пешка на бяло поле a6 · черна пешка на бяло поле b5 · бяла пешка на бяло поле d5 · бял кон на черно поле e5 · черна пешка на бяло поле h5 · черна пешка на черно поле b4 · бяла пешка на черно поле h4 · бяла пешка на бяло поле a2 · бяла пешка на бяло поле g2 · бял цар на черно поле g1 | черен топ на черно поле b8 · черен офицер на бяло поле c8 · бял топ на бяло поле e8 · бял топ на черно поле f8 · черна пешка на черно поле c7 · черен кон на черно поле e7 · черен цар на черно поле g7 · черна пешка на бяло поле a6 · черна пешка на бяло поле b5 · бяла пешка на бяло поле d5 · бял кон на черно поле e5 · черна пешка на бяло поле h5 · черна пешка на черно поле b4 · бяла пешка на черно поле h4 · бяла пешка на бяло поле a2 · бяла пешка на бяло поле g2 · бял цар на черно поле g1 | 4 |
| 3 | черен топ на черно поле b8 · черен офицер на бяло поле c8 · бял топ на бяло поле e8 · бял топ на черно поле f8 · черна пешка на черно поле c7 · черен кон на черно поле e7 · черен цар на черно поле g7 · черна пешка на бяло поле a6 · черна пешка на бяло поле b5 · бяла пешка на бяло поле d5 · бял кон на черно поле e5 · черна пешка на бяло поле h5 · черна пешка на черно поле b4 · бяла пешка на черно поле h4 · бяла пешка на бяло поле a2 · бяла пешка на бяло поле g2 · бял цар на черно поле g1 | черен топ на черно поле b8 · черен офицер на бяло поле c8 · бял топ на бяло поле e8 · бял топ на черно поле f8 · черна пешка на черно поле c7 · черен кон на черно поле e7 · черен цар на черно поле g7 · черна пешка на бяло поле a6 · черна пешка на бяло поле b5 · бяла пешка на бяло поле d5 · бял кон на черно поле e5 · черна пешка на бяло поле h5 · черна пешка на черно поле b4 · бяла пешка на черно поле h4 · бяла пешка на бяло поле a2 · бяла пешка на бяло поле g2 · бял цар на черно поле g1 | черен топ на черно поле b8 · черен офицер на бяло поле c8 · бял топ на бяло поле e8 · бял топ на черно поле f8 · черна пешка на черно поле c7 · черен кон на черно поле e7 · черен цар на черно поле g7 · черна пешка на бяло поле a6 · черна пешка на бяло поле b5 · бяла пешка на бяло поле d5 · бял кон на черно поле e5 · черна пешка на бяло поле h5 · черна пешка на черно поле b4 · бяла пешка на черно поле h4 · бяла пешка на бяло поле a2 · бяла пешка на бяло поле g2 · бял цар на черно поле g1 | черен топ на черно поле b8 · черен офицер на бяло поле c8 · бял топ на бяло поле e8 · бял топ на черно поле f8 · черна пешка на черно поле c7 · черен кон на черно поле e7 · черен цар на черно поле g7 · черна пешка на бяло поле a6 · черна пешка на бяло поле b5 · бяла пешка на бяло поле d5 · бял кон на черно поле e5 · черна пешка на бяло поле h5 · черна пешка на черно поле b4 · бяла пешка на черно поле h4 · бяла пешка на бяло поле a2 · бяла пешка на бяло поле g2 · бял цар на черно поле g1 | черен топ на черно поле b8 · черен офицер на бяло поле c8 · бял топ на бяло поле e8 · бял топ на черно поле f8 · черна пешка на черно поле c7 · черен кон на черно поле e7 · черен цар на черно поле g7 · черна пешка на бяло поле a6 · черна пешка на бяло поле b5 · бяла пешка на бяло поле d5 · бял кон на черно поле e5 · черна пешка на бяло поле h5 · черна пешка на черно поле b4 · бяла пешка на черно поле h4 · бяла пешка на бяло поле a2 · бяла пешка на бяло поле g2 · бял цар на черно поле g1 | черен топ на черно поле b8 · черен офицер на бяло поле c8 · бял топ на бяло поле e8 · бял топ на черно поле f8 · черна пешка на черно поле c7 · черен кон на черно поле e7 · черен цар на черно поле g7 · черна пешка на бяло поле a6 · черна пешка на бяло поле b5 · бяла пешка на бяло поле d5 · бял кон на черно поле e5 · черна пешка на бяло поле h5 · черна пешка на черно поле b4 · бяла пешка на черно поле h4 · бяла пешка на бяло поле a2 · бяла пешка на бяло поле g2 · бял цар на черно поле g1 | черен топ на черно поле b8 · черен офицер на бяло поле c8 · бял топ на бяло поле e8 · бял топ на черно поле f8 · черна пешка на черно поле c7 · черен кон на черно поле e7 · черен цар на черно поле g7 · черна пешка на бяло поле a6 · черна пешка на бяло поле b5 · бяла пешка на бяло поле d5 · бял кон на черно поле e5 · черна пешка на бяло поле h5 · черна пешка на черно поле b4 · бяла пешка на черно поле h4 · бяла пешка на бяло поле a2 · бяла пешка на бяло поле g2 · бял цар на черно поле g1 | черен топ на черно поле b8 · черен офицер на бяло поле c8 · бял топ на бяло поле e8 · бял топ на черно поле f8 · черна пешка на черно поле c7 · черен кон на черно поле e7 · черен цар на черно поле g7 · черна пешка на бяло поле a6 · черна пешка на бяло поле b5 · бяла пешка на бяло поле d5 · бял кон на черно поле e5 · черна пешка на бяло поле h5 · черна пешка на черно поле b4 · бяла пешка на черно поле h4 · бяла пешка на бяло поле a2 · бяла пешка на бяло поле g2 · бял цар на черно поле g1 | 3 |
| 2 | черен топ на черно поле b8 · черен офицер на бяло поле c8 · бял топ на бяло поле e8 · бял топ на черно поле f8 · черна пешка на черно поле c7 · черен кон на черно поле e7 · черен цар на черно поле g7 · черна пешка на бяло поле a6 · черна пешка на бяло поле b5 · бяла пешка на бяло поле d5 · бял кон на черно поле e5 · черна пешка на бяло поле h5 · черна пешка на черно поле b4 · бяла пешка на черно поле h4 · бяла пешка на бяло поле a2 · бяла пешка на бяло поле g2 · бял цар на черно поле g1 | черен топ на черно поле b8 · черен офицер на бяло поле c8 · бял топ на бяло поле e8 · бял топ на черно поле f8 · черна пешка на черно поле c7 · черен кон на черно поле e7 · черен цар на черно поле g7 · черна пешка на бяло поле a6 · черна пешка на бяло поле b5 · бяла пешка на бяло поле d5 · бял кон на черно поле e5 · черна пешка на бяло поле h5 · черна пешка на черно поле b4 · бяла пешка на черно поле h4 · бяла пешка на бяло поле a2 · бяла пешка на бяло поле g2 · бял цар на черно поле g1 | черен топ на черно поле b8 · черен офицер на бяло поле c8 · бял топ на бяло поле e8 · бял топ на черно поле f8 · черна пешка на черно поле c7 · черен кон на черно поле e7 · черен цар на черно поле g7 · черна пешка на бяло поле a6 · черна пешка на бяло поле b5 · бяла пешка на бяло поле d5 · бял кон на черно поле e5 · черна пешка на бяло поле h5 · черна пешка на черно поле b4 · бяла пешка на черно поле h4 · бяла пешка на бяло поле a2 · бяла пешка на бяло поле g2 · бял цар на черно поле g1 | черен топ на черно поле b8 · черен офицер на бяло поле c8 · бял топ на бяло поле e8 · бял топ на черно поле f8 · черна пешка на черно поле c7 · черен кон на черно поле e7 · черен цар на черно поле g7 · черна пешка на бяло поле a6 · черна пешка на бяло поле b5 · бяла пешка на бяло поле d5 · бял кон на черно поле e5 · черна пешка на бяло поле h5 · черна пешка на черно поле b4 · бяла пешка на черно поле h4 · бяла пешка на бяло поле a2 · бяла пешка на бяло поле g2 · бял цар на черно поле g1 | черен топ на черно поле b8 · черен офицер на бяло поле c8 · бял топ на бяло поле e8 · бял топ на черно поле f8 · черна пешка на черно поле c7 · черен кон на черно поле e7 · черен цар на черно поле g7 · черна пешка на бяло поле a6 · черна пешка на бяло поле b5 · бяла пешка на бяло поле d5 · бял кон на черно поле e5 · черна пешка на бяло поле h5 · черна пешка на черно поле b4 · бяла пешка на черно поле h4 · бяла пешка на бяло поле a2 · бяла пешка на бяло поле g2 · бял цар на черно поле g1 | черен топ на черно поле b8 · черен офицер на бяло поле c8 · бял топ на бяло поле e8 · бял топ на черно поле f8 · черна пешка на черно поле c7 · черен кон на черно поле e7 · черен цар на черно поле g7 · черна пешка на бяло поле a6 · черна пешка на бяло поле b5 · бяла пешка на бяло поле d5 · бял кон на черно поле e5 · черна пешка на бяло поле h5 · черна пешка на черно поле b4 · бяла пешка на черно поле h4 · бяла пешка на бяло поле a2 · бяла пешка на бяло поле g2 · бял цар на черно поле g1 | черен топ на черно поле b8 · черен офицер на бяло поле c8 · бял топ на бяло поле e8 · бял топ на черно поле f8 · черна пешка на черно поле c7 · черен кон на черно поле e7 · черен цар на черно поле g7 · черна пешка на бяло поле a6 · черна пешка на бяло поле b5 · бяла пешка на бяло поле d5 · бял кон на черно поле e5 · черна пешка на бяло поле h5 · черна пешка на черно поле b4 · бяла пешка на черно поле h4 · бяла пешка на бяло поле a2 · бяла пешка на бяло поле g2 · бял цар на черно поле g1 | черен топ на черно поле b8 · черен офицер на бяло поле c8 · бял топ на бяло поле e8 · бял топ на черно поле f8 · черна пешка на черно поле c7 · черен кон на черно поле e7 · черен цар на черно поле g7 · черна пешка на бяло поле a6 · черна пешка на бяло поле b5 · бяла пешка на бяло поле d5 · бял кон на черно поле e5 · черна пешка на бяло поле h5 · черна пешка на черно поле b4 · бяла пешка на черно поле h4 · бяла пешка на бяло поле a2 · бяла пешка на бяло поле g2 · бял цар на черно поле g1 | 2 |
| 1 | черен топ на черно поле b8 · черен офицер на бяло поле c8 · бял топ на бяло поле e8 · бял топ на черно поле f8 · черна пешка на черно поле c7 · черен кон на черно поле e7 · черен цар на черно поле g7 · черна пешка на бяло поле a6 · черна пешка на бяло поле b5 · бяла пешка на бяло поле d5 · бял кон на черно поле e5 · черна пешка на бяло поле h5 · черна пешка на черно поле b4 · бяла пешка на черно поле h4 · бяла пешка на бяло поле a2 · бяла пешка на бяло поле g2 · бял цар на черно поле g1 | черен топ на черно поле b8 · черен офицер на бяло поле c8 · бял топ на бяло поле e8 · бял топ на черно поле f8 · черна пешка на черно поле c7 · черен кон на черно поле e7 · черен цар на черно поле g7 · черна пешка на бяло поле a6 · черна пешка на бяло поле b5 · бяла пешка на бяло поле d5 · бял кон на черно поле e5 · черна пешка на бяло поле h5 · черна пешка на черно поле b4 · бяла пешка на черно поле h4 · бяла пешка на бяло поле a2 · бяла пешка на бяло поле g2 · бял цар на черно поле g1 | черен топ на черно поле b8 · черен офицер на бяло поле c8 · бял топ на бяло поле e8 · бял топ на черно поле f8 · черна пешка на черно поле c7 · черен кон на черно поле e7 · черен цар на черно поле g7 · черна пешка на бяло поле a6 · черна пешка на бяло поле b5 · бяла пешка на бяло поле d5 · бял кон на черно поле e5 · черна пешка на бяло поле h5 · черна пешка на черно поле b4 · бяла пешка на черно поле h4 · бяла пешка на бяло поле a2 · бяла пешка на бяло поле g2 · бял цар на черно поле g1 | черен топ на черно поле b8 · черен офицер на бяло поле c8 · бял топ на бяло поле e8 · бял топ на черно поле f8 · черна пешка на черно поле c7 · черен кон на черно поле e7 · черен цар на черно поле g7 · черна пешка на бяло поле a6 · черна пешка на бяло поле b5 · бяла пешка на бяло поле d5 · бял кон на черно поле e5 · черна пешка на бяло поле h5 · черна пешка на черно поле b4 · бяла пешка на черно поле h4 · бяла пешка на бяло поле a2 · бяла пешка на бяло поле g2 · бял цар на черно поле g1 | черен топ на черно поле b8 · черен офицер на бяло поле c8 · бял топ на бяло поле e8 · бял топ на черно поле f8 · черна пешка на черно поле c7 · черен кон на черно поле e7 · черен цар на черно поле g7 · черна пешка на бяло поле a6 · черна пешка на бяло поле b5 · бяла пешка на бяло поле d5 · бял кон на черно поле e5 · черна пешка на бяло поле h5 · черна пешка на черно поле b4 · бяла пешка на черно поле h4 · бяла пешка на бяло поле a2 · бяла пешка на бяло поле g2 · бял цар на черно поле g1 | черен топ на черно поле b8 · черен офицер на бяло поле c8 · бял топ на бяло поле e8 · бял топ на черно поле f8 · черна пешка на черно поле c7 · черен кон на черно поле e7 · черен цар на черно поле g7 · черна пешка на бяло поле a6 · черна пешка на бяло поле b5 · бяла пешка на бяло поле d5 · бял кон на черно поле e5 · черна пешка на бяло поле h5 · черна пешка на черно поле b4 · бяла пешка на черно поле h4 · бяла пешка на бяло поле a2 · бяла пешка на бяло поле g2 · бял цар на черно поле g1 | черен топ на черно поле b8 · черен офицер на бяло поле c8 · бял топ на бяло поле e8 · бял топ на черно поле f8 · черна пешка на черно поле c7 · черен кон на черно поле e7 · черен цар на черно поле g7 · черна пешка на бяло поле a6 · черна пешка на бяло поле b5 · бяла пешка на бяло поле d5 · бял кон на черно поле e5 · черна пешка на бяло поле h5 · черна пешка на черно поле b4 · бяла пешка на черно поле h4 · бяла пешка на бяло поле a2 · бяла пешка на бяло поле g2 · бял цар на черно поле g1 | черен топ на черно поле b8 · черен офицер на бяло поле c8 · бял топ на бяло поле e8 · бял топ на черно поле f8 · черна пешка на черно поле c7 · черен кон на черно поле e7 · черен цар на черно поле g7 · черна пешка на бяло поле a6 · черна пешка на бяло поле b5 · бяла пешка на бяло поле d5 · бял кон на черно поле e5 · черна пешка на бяло поле h5 · черна пешка на черно поле b4 · бяла пешка на черно поле h4 · бяла пешка на бяло поле a2 · бяла пешка на бяло поле g2 · бял цар на черно поле g1 | 1 |
|   | a | b | c | d | e | f | g | h |   |

1. d4 Kf6 2. c4 g6 3. Kc3 Og7 4. e4 d6 5. Oe2 O-O 
6. Kf3 e5 7. d5 Kbd7 8. Og5 h6 9. Oh4 a6 10. O-O Дe8 11. Kd2 Kh7 12. b4 Of6 
13. O:f6 Kh:f6 14. Kb3 Дe7 15. Дd2 Цh7 16. Дe3 Kg8 17. c5 f5!? 18. e:f5 g:f5?! 19. f4 e:f4 20. Д:f4 d:c5 21. Od3! c:b4 22. Tae1 Дf6 
23. Te6!! (диаграма 1) Тал привидно жертва 2 фигури и пешка за топ, но създава матови заплахи. 23. ... Д:c3 24. O:f5+ T:f5 25. Д:f5+ Цh8 26. Tf3 Дb2 (26. ...Дg7? 27. Тg6! Дe5
28. Дf7!! с неспасяем мат на g8 или g7) 27. Te8 Kf6 28. Д:f6+ Д:f6 29. T:f6 Цg7 30. Tff8 Ke7 31.Ka5! Привидно изолираният бял кон се включва необичайно бързо в атаката и решава играта. 31. ...h5 32. h4 Tb8 33. Kc4 b5 34. Ke5!! (диаграма 2) със заплаха 35. Tf7+ и черните губят една от двете фигури. Фишер се предава. 1 – 0
Михаил Тал – Анатолий Kaрпoв 1 – 0

Турнир SWIFT Блиц, Брюксел, 26 април 1987.

Заради високото майсторство, с което Михаил Тал неусетно стига до матова позиция срещу световния ексшампион в Chessgames.com тази партия е наречена „Издърпване на заек от шапката“.

Защита Каро-Кан: Ускорена атака Панов, Модерен вариант (B10)
|   | a | b | c | d | e | f | g | h |   |
| 8 | черен топ на бяло поле c8 · черен кон на черно поле d8 · черен топ на бяло поле e8 · черен цар на черно поле h8 · черна пешка на черно поле a7 · черна пешка на бяло поле b7 · черна дама на черно поле c7 · черна пешка на черно поле e7 · черен офицер на черно поле g7 · черна пешка на бяло поле h7 · черна пешка на бяло поле g6 · черна пешка на черно поле e5 · бял офицер на черно поле g5 · бяла пешка на черно поле d4 · бял кон на бяло поле e4 · бяла пешка на черно поле h4 · бял офицер на бяло поле b3 · бяла пешка на черно поле c3 · бяла пешка на бяло поле a2 · бяла дама на бяло поле e2 · бяла пешка на черно поле f2 · бяла пешка на бяло поле g2 · бял топ на черно поле e1 · бял цар на черно поле g1 | черен топ на бяло поле c8 · черен кон на черно поле d8 · черен топ на бяло поле e8 · черен цар на черно поле h8 · черна пешка на черно поле a7 · черна пешка на бяло поле b7 · черна дама на черно поле c7 · черна пешка на черно поле e7 · черен офицер на черно поле g7 · черна пешка на бяло поле h7 · черна пешка на бяло поле g6 · черна пешка на черно поле e5 · бял офицер на черно поле g5 · бяла пешка на черно поле d4 · бял кон на бяло поле e4 · бяла пешка на черно поле h4 · бял офицер на бяло поле b3 · бяла пешка на черно поле c3 · бяла пешка на бяло поле a2 · бяла дама на бяло поле e2 · бяла пешка на черно поле f2 · бяла пешка на бяло поле g2 · бял топ на черно поле e1 · бял цар на черно поле g1 | черен топ на бяло поле c8 · черен кон на черно поле d8 · черен топ на бяло поле e8 · черен цар на черно поле h8 · черна пешка на черно поле a7 · черна пешка на бяло поле b7 · черна дама на черно поле c7 · черна пешка на черно поле e7 · черен офицер на черно поле g7 · черна пешка на бяло поле h7 · черна пешка на бяло поле g6 · черна пешка на черно поле e5 · бял офицер на черно поле g5 · бяла пешка на черно поле d4 · бял кон на бяло поле e4 · бяла пешка на черно поле h4 · бял офицер на бяло поле b3 · бяла пешка на черно поле c3 · бяла пешка на бяло поле a2 · бяла дама на бяло поле e2 · бяла пешка на черно поле f2 · бяла пешка на бяло поле g2 · бял топ на черно поле e1 · бял цар на черно поле g1 | черен топ на бяло поле c8 · черен кон на черно поле d8 · черен топ на бяло поле e8 · черен цар на черно поле h8 · черна пешка на черно поле a7 · черна пешка на бяло поле b7 · черна дама на черно поле c7 · черна пешка на черно поле e7 · черен офицер на черно поле g7 · черна пешка на бяло поле h7 · черна пешка на бяло поле g6 · черна пешка на черно поле e5 · бял офицер на черно поле g5 · бяла пешка на черно поле d4 · бял кон на бяло поле e4 · бяла пешка на черно поле h4 · бял офицер на бяло поле b3 · бяла пешка на черно поле c3 · бяла пешка на бяло поле a2 · бяла дама на бяло поле e2 · бяла пешка на черно поле f2 · бяла пешка на бяло поле g2 · бял топ на черно поле e1 · бял цар на черно поле g1 | черен топ на бяло поле c8 · черен кон на черно поле d8 · черен топ на бяло поле e8 · черен цар на черно поле h8 · черна пешка на черно поле a7 · черна пешка на бяло поле b7 · черна дама на черно поле c7 · черна пешка на черно поле e7 · черен офицер на черно поле g7 · черна пешка на бяло поле h7 · черна пешка на бяло поле g6 · черна пешка на черно поле e5 · бял офицер на черно поле g5 · бяла пешка на черно поле d4 · бял кон на бяло поле e4 · бяла пешка на черно поле h4 · бял офицер на бяло поле b3 · бяла пешка на черно поле c3 · бяла пешка на бяло поле a2 · бяла дама на бяло поле e2 · бяла пешка на черно поле f2 · бяла пешка на бяло поле g2 · бял топ на черно поле e1 · бял цар на черно поле g1 | черен топ на бяло поле c8 · черен кон на черно поле d8 · черен топ на бяло поле e8 · черен цар на черно поле h8 · черна пешка на черно поле a7 · черна пешка на бяло поле b7 · черна дама на черно поле c7 · черна пешка на черно поле e7 · черен офицер на черно поле g7 · черна пешка на бяло поле h7 · черна пешка на бяло поле g6 · черна пешка на черно поле e5 · бял офицер на черно поле g5 · бяла пешка на черно поле d4 · бял кон на бяло поле e4 · бяла пешка на черно поле h4 · бял офицер на бяло поле b3 · бяла пешка на черно поле c3 · бяла пешка на бяло поле a2 · бяла дама на бяло поле e2 · бяла пешка на черно поле f2 · бяла пешка на бяло поле g2 · бял топ на черно поле e1 · бял цар на черно поле g1 | черен топ на бяло поле c8 · черен кон на черно поле d8 · черен топ на бяло поле e8 · черен цар на черно поле h8 · черна пешка на черно поле a7 · черна пешка на бяло поле b7 · черна дама на черно поле c7 · черна пешка на черно поле e7 · черен офицер на черно поле g7 · черна пешка на бяло поле h7 · черна пешка на бяло поле g6 · черна пешка на черно поле e5 · бял офицер на черно поле g5 · бяла пешка на черно поле d4 · бял кон на бяло поле e4 · бяла пешка на черно поле h4 · бял офицер на бяло поле b3 · бяла пешка на черно поле c3 · бяла пешка на бяло поле a2 · бяла дама на бяло поле e2 · бяла пешка на черно поле f2 · бяла пешка на бяло поле g2 · бял топ на черно поле e1 · бял цар на черно поле g1 | черен топ на бяло поле c8 · черен кон на черно поле d8 · черен топ на бяло поле e8 · черен цар на черно поле h8 · черна пешка на черно поле a7 · черна пешка на бяло поле b7 · черна дама на черно поле c7 · черна пешка на черно поле e7 · черен офицер на черно поле g7 · черна пешка на бяло поле h7 · черна пешка на бяло поле g6 · черна пешка на черно поле e5 · бял офицер на черно поле g5 · бяла пешка на черно поле d4 · бял кон на бяло поле e4 · бяла пешка на черно поле h4 · бял офицер на бяло поле b3 · бяла пешка на черно поле c3 · бяла пешка на бяло поле a2 · бяла дама на бяло поле e2 · бяла пешка на черно поле f2 · бяла пешка на бяло поле g2 · бял топ на черно поле e1 · бял цар на черно поле g1 | 8 |
| 7 | черен топ на бяло поле c8 · черен кон на черно поле d8 · черен топ на бяло поле e8 · черен цар на черно поле h8 · черна пешка на черно поле a7 · черна пешка на бяло поле b7 · черна дама на черно поле c7 · черна пешка на черно поле e7 · черен офицер на черно поле g7 · черна пешка на бяло поле h7 · черна пешка на бяло поле g6 · черна пешка на черно поле e5 · бял офицер на черно поле g5 · бяла пешка на черно поле d4 · бял кон на бяло поле e4 · бяла пешка на черно поле h4 · бял офицер на бяло поле b3 · бяла пешка на черно поле c3 · бяла пешка на бяло поле a2 · бяла дама на бяло поле e2 · бяла пешка на черно поле f2 · бяла пешка на бяло поле g2 · бял топ на черно поле e1 · бял цар на черно поле g1 | черен топ на бяло поле c8 · черен кон на черно поле d8 · черен топ на бяло поле e8 · черен цар на черно поле h8 · черна пешка на черно поле a7 · черна пешка на бяло поле b7 · черна дама на черно поле c7 · черна пешка на черно поле e7 · черен офицер на черно поле g7 · черна пешка на бяло поле h7 · черна пешка на бяло поле g6 · черна пешка на черно поле e5 · бял офицер на черно поле g5 · бяла пешка на черно поле d4 · бял кон на бяло поле e4 · бяла пешка на черно поле h4 · бял офицер на бяло поле b3 · бяла пешка на черно поле c3 · бяла пешка на бяло поле a2 · бяла дама на бяло поле e2 · бяла пешка на черно поле f2 · бяла пешка на бяло поле g2 · бял топ на черно поле e1 · бял цар на черно поле g1 | черен топ на бяло поле c8 · черен кон на черно поле d8 · черен топ на бяло поле e8 · черен цар на черно поле h8 · черна пешка на черно поле a7 · черна пешка на бяло поле b7 · черна дама на черно поле c7 · черна пешка на черно поле e7 · черен офицер на черно поле g7 · черна пешка на бяло поле h7 · черна пешка на бяло поле g6 · черна пешка на черно поле e5 · бял офицер на черно поле g5 · бяла пешка на черно поле d4 · бял кон на бяло поле e4 · бяла пешка на черно поле h4 · бял офицер на бяло поле b3 · бяла пешка на черно поле c3 · бяла пешка на бяло поле a2 · бяла дама на бяло поле e2 · бяла пешка на черно поле f2 · бяла пешка на бяло поле g2 · бял топ на черно поле e1 · бял цар на черно поле g1 | черен топ на бяло поле c8 · черен кон на черно поле d8 · черен топ на бяло поле e8 · черен цар на черно поле h8 · черна пешка на черно поле a7 · черна пешка на бяло поле b7 · черна дама на черно поле c7 · черна пешка на черно поле e7 · черен офицер на черно поле g7 · черна пешка на бяло поле h7 · черна пешка на бяло поле g6 · черна пешка на черно поле e5 · бял офицер на черно поле g5 · бяла пешка на черно поле d4 · бял кон на бяло поле e4 · бяла пешка на черно поле h4 · бял офицер на бяло поле b3 · бяла пешка на черно поле c3 · бяла пешка на бяло поле a2 · бяла дама на бяло поле e2 · бяла пешка на черно поле f2 · бяла пешка на бяло поле g2 · бял топ на черно поле e1 · бял цар на черно поле g1 | черен топ на бяло поле c8 · черен кон на черно поле d8 · черен топ на бяло поле e8 · черен цар на черно поле h8 · черна пешка на черно поле a7 · черна пешка на бяло поле b7 · черна дама на черно поле c7 · черна пешка на черно поле e7 · черен офицер на черно поле g7 · черна пешка на бяло поле h7 · черна пешка на бяло поле g6 · черна пешка на черно поле e5 · бял офицер на черно поле g5 · бяла пешка на черно поле d4 · бял кон на бяло поле e4 · бяла пешка на черно поле h4 · бял офицер на бяло поле b3 · бяла пешка на черно поле c3 · бяла пешка на бяло поле a2 · бяла дама на бяло поле e2 · бяла пешка на черно поле f2 · бяла пешка на бяло поле g2 · бял топ на черно поле e1 · бял цар на черно поле g1 | черен топ на бяло поле c8 · черен кон на черно поле d8 · черен топ на бяло поле e8 · черен цар на черно поле h8 · черна пешка на черно поле a7 · черна пешка на бяло поле b7 · черна дама на черно поле c7 · черна пешка на черно поле e7 · черен офицер на черно поле g7 · черна пешка на бяло поле h7 · черна пешка на бяло поле g6 · черна пешка на черно поле e5 · бял офицер на черно поле g5 · бяла пешка на черно поле d4 · бял кон на бяло поле e4 · бяла пешка на черно поле h4 · бял офицер на бяло поле b3 · бяла пешка на черно поле c3 · бяла пешка на бяло поле a2 · бяла дама на бяло поле e2 · бяла пешка на черно поле f2 · бяла пешка на бяло поле g2 · бял топ на черно поле e1 · бял цар на черно поле g1 | черен топ на бяло поле c8 · черен кон на черно поле d8 · черен топ на бяло поле e8 · черен цар на черно поле h8 · черна пешка на черно поле a7 · черна пешка на бяло поле b7 · черна дама на черно поле c7 · черна пешка на черно поле e7 · черен офицер на черно поле g7 · черна пешка на бяло поле h7 · черна пешка на бяло поле g6 · черна пешка на черно поле e5 · бял офицер на черно поле g5 · бяла пешка на черно поле d4 · бял кон на бяло поле e4 · бяла пешка на черно поле h4 · бял офицер на бяло поле b3 · бяла пешка на черно поле c3 · бяла пешка на бяло поле a2 · бяла дама на бяло поле e2 · бяла пешка на черно поле f2 · бяла пешка на бяло поле g2 · бял топ на черно поле e1 · бял цар на черно поле g1 | черен топ на бяло поле c8 · черен кон на черно поле d8 · черен топ на бяло поле e8 · черен цар на черно поле h8 · черна пешка на черно поле a7 · черна пешка на бяло поле b7 · черна дама на черно поле c7 · черна пешка на черно поле e7 · черен офицер на черно поле g7 · черна пешка на бяло поле h7 · черна пешка на бяло поле g6 · черна пешка на черно поле e5 · бял офицер на черно поле g5 · бяла пешка на черно поле d4 · бял кон на бяло поле e4 · бяла пешка на черно поле h4 · бял офицер на бяло поле b3 · бяла пешка на черно поле c3 · бяла пешка на бяло поле a2 · бяла дама на бяло поле e2 · бяла пешка на черно поле f2 · бяла пешка на бяло поле g2 · бял топ на черно поле e1 · бял цар на черно поле g1 | 7 |
| 6 | черен топ на бяло поле c8 · черен кон на черно поле d8 · черен топ на бяло поле e8 · черен цар на черно поле h8 · черна пешка на черно поле a7 · черна пешка на бяло поле b7 · черна дама на черно поле c7 · черна пешка на черно поле e7 · черен офицер на черно поле g7 · черна пешка на бяло поле h7 · черна пешка на бяло поле g6 · черна пешка на черно поле e5 · бял офицер на черно поле g5 · бяла пешка на черно поле d4 · бял кон на бяло поле e4 · бяла пешка на черно поле h4 · бял офицер на бяло поле b3 · бяла пешка на черно поле c3 · бяла пешка на бяло поле a2 · бяла дама на бяло поле e2 · бяла пешка на черно поле f2 · бяла пешка на бяло поле g2 · бял топ на черно поле e1 · бял цар на черно поле g1 | черен топ на бяло поле c8 · черен кон на черно поле d8 · черен топ на бяло поле e8 · черен цар на черно поле h8 · черна пешка на черно поле a7 · черна пешка на бяло поле b7 · черна дама на черно поле c7 · черна пешка на черно поле e7 · черен офицер на черно поле g7 · черна пешка на бяло поле h7 · черна пешка на бяло поле g6 · черна пешка на черно поле e5 · бял офицер на черно поле g5 · бяла пешка на черно поле d4 · бял кон на бяло поле e4 · бяла пешка на черно поле h4 · бял офицер на бяло поле b3 · бяла пешка на черно поле c3 · бяла пешка на бяло поле a2 · бяла дама на бяло поле e2 · бяла пешка на черно поле f2 · бяла пешка на бяло поле g2 · бял топ на черно поле e1 · бял цар на черно поле g1 | черен топ на бяло поле c8 · черен кон на черно поле d8 · черен топ на бяло поле e8 · черен цар на черно поле h8 · черна пешка на черно поле a7 · черна пешка на бяло поле b7 · черна дама на черно поле c7 · черна пешка на черно поле e7 · черен офицер на черно поле g7 · черна пешка на бяло поле h7 · черна пешка на бяло поле g6 · черна пешка на черно поле e5 · бял офицер на черно поле g5 · бяла пешка на черно поле d4 · бял кон на бяло поле e4 · бяла пешка на черно поле h4 · бял офицер на бяло поле b3 · бяла пешка на черно поле c3 · бяла пешка на бяло поле a2 · бяла дама на бяло поле e2 · бяла пешка на черно поле f2 · бяла пешка на бяло поле g2 · бял топ на черно поле e1 · бял цар на черно поле g1 | черен топ на бяло поле c8 · черен кон на черно поле d8 · черен топ на бяло поле e8 · черен цар на черно поле h8 · черна пешка на черно поле a7 · черна пешка на бяло поле b7 · черна дама на черно поле c7 · черна пешка на черно поле e7 · черен офицер на черно поле g7 · черна пешка на бяло поле h7 · черна пешка на бяло поле g6 · черна пешка на черно поле e5 · бял офицер на черно поле g5 · бяла пешка на черно поле d4 · бял кон на бяло поле e4 · бяла пешка на черно поле h4 · бял офицер на бяло поле b3 · бяла пешка на черно поле c3 · бяла пешка на бяло поле a2 · бяла дама на бяло поле e2 · бяла пешка на черно поле f2 · бяла пешка на бяло поле g2 · бял топ на черно поле e1 · бял цар на черно поле g1 | черен топ на бяло поле c8 · черен кон на черно поле d8 · черен топ на бяло поле e8 · черен цар на черно поле h8 · черна пешка на черно поле a7 · черна пешка на бяло поле b7 · черна дама на черно поле c7 · черна пешка на черно поле e7 · черен офицер на черно поле g7 · черна пешка на бяло поле h7 · черна пешка на бяло поле g6 · черна пешка на черно поле e5 · бял офицер на черно поле g5 · бяла пешка на черно поле d4 · бял кон на бяло поле e4 · бяла пешка на черно поле h4 · бял офицер на бяло поле b3 · бяла пешка на черно поле c3 · бяла пешка на бяло поле a2 · бяла дама на бяло поле e2 · бяла пешка на черно поле f2 · бяла пешка на бяло поле g2 · бял топ на черно поле e1 · бял цар на черно поле g1 | черен топ на бяло поле c8 · черен кон на черно поле d8 · черен топ на бяло поле e8 · черен цар на черно поле h8 · черна пешка на черно поле a7 · черна пешка на бяло поле b7 · черна дама на черно поле c7 · черна пешка на черно поле e7 · черен офицер на черно поле g7 · черна пешка на бяло поле h7 · черна пешка на бяло поле g6 · черна пешка на черно поле e5 · бял офицер на черно поле g5 · бяла пешка на черно поле d4 · бял кон на бяло поле e4 · бяла пешка на черно поле h4 · бял офицер на бяло поле b3 · бяла пешка на черно поле c3 · бяла пешка на бяло поле a2 · бяла дама на бяло поле e2 · бяла пешка на черно поле f2 · бяла пешка на бяло поле g2 · бял топ на черно поле e1 · бял цар на черно поле g1 | черен топ на бяло поле c8 · черен кон на черно поле d8 · черен топ на бяло поле e8 · черен цар на черно поле h8 · черна пешка на черно поле a7 · черна пешка на бяло поле b7 · черна дама на черно поле c7 · черна пешка на черно поле e7 · черен офицер на черно поле g7 · черна пешка на бяло поле h7 · черна пешка на бяло поле g6 · черна пешка на черно поле e5 · бял офицер на черно поле g5 · бяла пешка на черно поле d4 · бял кон на бяло поле e4 · бяла пешка на черно поле h4 · бял офицер на бяло поле b3 · бяла пешка на черно поле c3 · бяла пешка на бяло поле a2 · бяла дама на бяло поле e2 · бяла пешка на черно поле f2 · бяла пешка на бяло поле g2 · бял топ на черно поле e1 · бял цар на черно поле g1 | черен топ на бяло поле c8 · черен кон на черно поле d8 · черен топ на бяло поле e8 · черен цар на черно поле h8 · черна пешка на черно поле a7 · черна пешка на бяло поле b7 · черна дама на черно поле c7 · черна пешка на черно поле e7 · черен офицер на черно поле g7 · черна пешка на бяло поле h7 · черна пешка на бяло поле g6 · черна пешка на черно поле e5 · бял офицер на черно поле g5 · бяла пешка на черно поле d4 · бял кон на бяло поле e4 · бяла пешка на черно поле h4 · бял офицер на бяло поле b3 · бяла пешка на черно поле c3 · бяла пешка на бяло поле a2 · бяла дама на бяло поле e2 · бяла пешка на черно поле f2 · бяла пешка на бяло поле g2 · бял топ на черно поле e1 · бял цар на черно поле g1 | 6 |
| 5 | черен топ на бяло поле c8 · черен кон на черно поле d8 · черен топ на бяло поле e8 · черен цар на черно поле h8 · черна пешка на черно поле a7 · черна пешка на бяло поле b7 · черна дама на черно поле c7 · черна пешка на черно поле e7 · черен офицер на черно поле g7 · черна пешка на бяло поле h7 · черна пешка на бяло поле g6 · черна пешка на черно поле e5 · бял офицер на черно поле g5 · бяла пешка на черно поле d4 · бял кон на бяло поле e4 · бяла пешка на черно поле h4 · бял офицер на бяло поле b3 · бяла пешка на черно поле c3 · бяла пешка на бяло поле a2 · бяла дама на бяло поле e2 · бяла пешка на черно поле f2 · бяла пешка на бяло поле g2 · бял топ на черно поле e1 · бял цар на черно поле g1 | черен топ на бяло поле c8 · черен кон на черно поле d8 · черен топ на бяло поле e8 · черен цар на черно поле h8 · черна пешка на черно поле a7 · черна пешка на бяло поле b7 · черна дама на черно поле c7 · черна пешка на черно поле e7 · черен офицер на черно поле g7 · черна пешка на бяло поле h7 · черна пешка на бяло поле g6 · черна пешка на черно поле e5 · бял офицер на черно поле g5 · бяла пешка на черно поле d4 · бял кон на бяло поле e4 · бяла пешка на черно поле h4 · бял офицер на бяло поле b3 · бяла пешка на черно поле c3 · бяла пешка на бяло поле a2 · бяла дама на бяло поле e2 · бяла пешка на черно поле f2 · бяла пешка на бяло поле g2 · бял топ на черно поле e1 · бял цар на черно поле g1 | черен топ на бяло поле c8 · черен кон на черно поле d8 · черен топ на бяло поле e8 · черен цар на черно поле h8 · черна пешка на черно поле a7 · черна пешка на бяло поле b7 · черна дама на черно поле c7 · черна пешка на черно поле e7 · черен офицер на черно поле g7 · черна пешка на бяло поле h7 · черна пешка на бяло поле g6 · черна пешка на черно поле e5 · бял офицер на черно поле g5 · бяла пешка на черно поле d4 · бял кон на бяло поле e4 · бяла пешка на черно поле h4 · бял офицер на бяло поле b3 · бяла пешка на черно поле c3 · бяла пешка на бяло поле a2 · бяла дама на бяло поле e2 · бяла пешка на черно поле f2 · бяла пешка на бяло поле g2 · бял топ на черно поле e1 · бял цар на черно поле g1 | черен топ на бяло поле c8 · черен кон на черно поле d8 · черен топ на бяло поле e8 · черен цар на черно поле h8 · черна пешка на черно поле a7 · черна пешка на бяло поле b7 · черна дама на черно поле c7 · черна пешка на черно поле e7 · черен офицер на черно поле g7 · черна пешка на бяло поле h7 · черна пешка на бяло поле g6 · черна пешка на черно поле e5 · бял офицер на черно поле g5 · бяла пешка на черно поле d4 · бял кон на бяло поле e4 · бяла пешка на черно поле h4 · бял офицер на бяло поле b3 · бяла пешка на черно поле c3 · бяла пешка на бяло поле a2 · бяла дама на бяло поле e2 · бяла пешка на черно поле f2 · бяла пешка на бяло поле g2 · бял топ на черно поле e1 · бял цар на черно поле g1 | черен топ на бяло поле c8 · черен кон на черно поле d8 · черен топ на бяло поле e8 · черен цар на черно поле h8 · черна пешка на черно поле a7 · черна пешка на бяло поле b7 · черна дама на черно поле c7 · черна пешка на черно поле e7 · черен офицер на черно поле g7 · черна пешка на бяло поле h7 · черна пешка на бяло поле g6 · черна пешка на черно поле e5 · бял офицер на черно поле g5 · бяла пешка на черно поле d4 · бял кон на бяло поле e4 · бяла пешка на черно поле h4 · бял офицер на бяло поле b3 · бяла пешка на черно поле c3 · бяла пешка на бяло поле a2 · бяла дама на бяло поле e2 · бяла пешка на черно поле f2 · бяла пешка на бяло поле g2 · бял топ на черно поле e1 · бял цар на черно поле g1 | черен топ на бяло поле c8 · черен кон на черно поле d8 · черен топ на бяло поле e8 · черен цар на черно поле h8 · черна пешка на черно поле a7 · черна пешка на бяло поле b7 · черна дама на черно поле c7 · черна пешка на черно поле e7 · черен офицер на черно поле g7 · черна пешка на бяло поле h7 · черна пешка на бяло поле g6 · черна пешка на черно поле e5 · бял офицер на черно поле g5 · бяла пешка на черно поле d4 · бял кон на бяло поле e4 · бяла пешка на черно поле h4 · бял офицер на бяло поле b3 · бяла пешка на черно поле c3 · бяла пешка на бяло поле a2 · бяла дама на бяло поле e2 · бяла пешка на черно поле f2 · бяла пешка на бяло поле g2 · бял топ на черно поле e1 · бял цар на черно поле g1 | черен топ на бяло поле c8 · черен кон на черно поле d8 · черен топ на бяло поле e8 · черен цар на черно поле h8 · черна пешка на черно поле a7 · черна пешка на бяло поле b7 · черна дама на черно поле c7 · черна пешка на черно поле e7 · черен офицер на черно поле g7 · черна пешка на бяло поле h7 · черна пешка на бяло поле g6 · черна пешка на черно поле e5 · бял офицер на черно поле g5 · бяла пешка на черно поле d4 · бял кон на бяло поле e4 · бяла пешка на черно поле h4 · бял офицер на бяло поле b3 · бяла пешка на черно поле c3 · бяла пешка на бяло поле a2 · бяла дама на бяло поле e2 · бяла пешка на черно поле f2 · бяла пешка на бяло поле g2 · бял топ на черно поле e1 · бял цар на черно поле g1 | черен топ на бяло поле c8 · черен кон на черно поле d8 · черен топ на бяло поле e8 · черен цар на черно поле h8 · черна пешка на черно поле a7 · черна пешка на бяло поле b7 · черна дама на черно поле c7 · черна пешка на черно поле e7 · черен офицер на черно поле g7 · черна пешка на бяло поле h7 · черна пешка на бяло поле g6 · черна пешка на черно поле e5 · бял офицер на черно поле g5 · бяла пешка на черно поле d4 · бял кон на бяло поле e4 · бяла пешка на черно поле h4 · бял офицер на бяло поле b3 · бяла пешка на черно поле c3 · бяла пешка на бяло поле a2 · бяла дама на бяло поле e2 · бяла пешка на черно поле f2 · бяла пешка на бяло поле g2 · бял топ на черно поле e1 · бял цар на черно поле g1 | 5 |
| 4 | черен топ на бяло поле c8 · черен кон на черно поле d8 · черен топ на бяло поле e8 · черен цар на черно поле h8 · черна пешка на черно поле a7 · черна пешка на бяло поле b7 · черна дама на черно поле c7 · черна пешка на черно поле e7 · черен офицер на черно поле g7 · черна пешка на бяло поле h7 · черна пешка на бяло поле g6 · черна пешка на черно поле e5 · бял офицер на черно поле g5 · бяла пешка на черно поле d4 · бял кон на бяло поле e4 · бяла пешка на черно поле h4 · бял офицер на бяло поле b3 · бяла пешка на черно поле c3 · бяла пешка на бяло поле a2 · бяла дама на бяло поле e2 · бяла пешка на черно поле f2 · бяла пешка на бяло поле g2 · бял топ на черно поле e1 · бял цар на черно поле g1 | черен топ на бяло поле c8 · черен кон на черно поле d8 · черен топ на бяло поле e8 · черен цар на черно поле h8 · черна пешка на черно поле a7 · черна пешка на бяло поле b7 · черна дама на черно поле c7 · черна пешка на черно поле e7 · черен офицер на черно поле g7 · черна пешка на бяло поле h7 · черна пешка на бяло поле g6 · черна пешка на черно поле e5 · бял офицер на черно поле g5 · бяла пешка на черно поле d4 · бял кон на бяло поле e4 · бяла пешка на черно поле h4 · бял офицер на бяло поле b3 · бяла пешка на черно поле c3 · бяла пешка на бяло поле a2 · бяла дама на бяло поле e2 · бяла пешка на черно поле f2 · бяла пешка на бяло поле g2 · бял топ на черно поле e1 · бял цар на черно поле g1 | черен топ на бяло поле c8 · черен кон на черно поле d8 · черен топ на бяло поле e8 · черен цар на черно поле h8 · черна пешка на черно поле a7 · черна пешка на бяло поле b7 · черна дама на черно поле c7 · черна пешка на черно поле e7 · черен офицер на черно поле g7 · черна пешка на бяло поле h7 · черна пешка на бяло поле g6 · черна пешка на черно поле e5 · бял офицер на черно поле g5 · бяла пешка на черно поле d4 · бял кон на бяло поле e4 · бяла пешка на черно поле h4 · бял офицер на бяло поле b3 · бяла пешка на черно поле c3 · бяла пешка на бяло поле a2 · бяла дама на бяло поле e2 · бяла пешка на черно поле f2 · бяла пешка на бяло поле g2 · бял топ на черно поле e1 · бял цар на черно поле g1 | черен топ на бяло поле c8 · черен кон на черно поле d8 · черен топ на бяло поле e8 · черен цар на черно поле h8 · черна пешка на черно поле a7 · черна пешка на бяло поле b7 · черна дама на черно поле c7 · черна пешка на черно поле e7 · черен офицер на черно поле g7 · черна пешка на бяло поле h7 · черна пешка на бяло поле g6 · черна пешка на черно поле e5 · бял офицер на черно поле g5 · бяла пешка на черно поле d4 · бял кон на бяло поле e4 · бяла пешка на черно поле h4 · бял офицер на бяло поле b3 · бяла пешка на черно поле c3 · бяла пешка на бяло поле a2 · бяла дама на бяло поле e2 · бяла пешка на черно поле f2 · бяла пешка на бяло поле g2 · бял топ на черно поле e1 · бял цар на черно поле g1 | черен топ на бяло поле c8 · черен кон на черно поле d8 · черен топ на бяло поле e8 · черен цар на черно поле h8 · черна пешка на черно поле a7 · черна пешка на бяло поле b7 · черна дама на черно поле c7 · черна пешка на черно поле e7 · черен офицер на черно поле g7 · черна пешка на бяло поле h7 · черна пешка на бяло поле g6 · черна пешка на черно поле e5 · бял офицер на черно поле g5 · бяла пешка на черно поле d4 · бял кон на бяло поле e4 · бяла пешка на черно поле h4 · бял офицер на бяло поле b3 · бяла пешка на черно поле c3 · бяла пешка на бяло поле a2 · бяла дама на бяло поле e2 · бяла пешка на черно поле f2 · бяла пешка на бяло поле g2 · бял топ на черно поле e1 · бял цар на черно поле g1 | черен топ на бяло поле c8 · черен кон на черно поле d8 · черен топ на бяло поле e8 · черен цар на черно поле h8 · черна пешка на черно поле a7 · черна пешка на бяло поле b7 · черна дама на черно поле c7 · черна пешка на черно поле e7 · черен офицер на черно поле g7 · черна пешка на бяло поле h7 · черна пешка на бяло поле g6 · черна пешка на черно поле e5 · бял офицер на черно поле g5 · бяла пешка на черно поле d4 · бял кон на бяло поле e4 · бяла пешка на черно поле h4 · бял офицер на бяло поле b3 · бяла пешка на черно поле c3 · бяла пешка на бяло поле a2 · бяла дама на бяло поле e2 · бяла пешка на черно поле f2 · бяла пешка на бяло поле g2 · бял топ на черно поле e1 · бял цар на черно поле g1 | черен топ на бяло поле c8 · черен кон на черно поле d8 · черен топ на бяло поле e8 · черен цар на черно поле h8 · черна пешка на черно поле a7 · черна пешка на бяло поле b7 · черна дама на черно поле c7 · черна пешка на черно поле e7 · черен офицер на черно поле g7 · черна пешка на бяло поле h7 · черна пешка на бяло поле g6 · черна пешка на черно поле e5 · бял офицер на черно поле g5 · бяла пешка на черно поле d4 · бял кон на бяло поле e4 · бяла пешка на черно поле h4 · бял офицер на бяло поле b3 · бяла пешка на черно поле c3 · бяла пешка на бяло поле a2 · бяла дама на бяло поле e2 · бяла пешка на черно поле f2 · бяла пешка на бяло поле g2 · бял топ на черно поле e1 · бял цар на черно поле g1 | черен топ на бяло поле c8 · черен кон на черно поле d8 · черен топ на бяло поле e8 · черен цар на черно поле h8 · черна пешка на черно поле a7 · черна пешка на бяло поле b7 · черна дама на черно поле c7 · черна пешка на черно поле e7 · черен офицер на черно поле g7 · черна пешка на бяло поле h7 · черна пешка на бяло поле g6 · черна пешка на черно поле e5 · бял офицер на черно поле g5 · бяла пешка на черно поле d4 · бял кон на бяло поле e4 · бяла пешка на черно поле h4 · бял офицер на бяло поле b3 · бяла пешка на черно поле c3 · бяла пешка на бяло поле a2 · бяла дама на бяло поле e2 · бяла пешка на черно поле f2 · бяла пешка на бяло поле g2 · бял топ на черно поле e1 · бял цар на черно поле g1 | 4 |
| 3 | черен топ на бяло поле c8 · черен кон на черно поле d8 · черен топ на бяло поле e8 · черен цар на черно поле h8 · черна пешка на черно поле a7 · черна пешка на бяло поле b7 · черна дама на черно поле c7 · черна пешка на черно поле e7 · черен офицер на черно поле g7 · черна пешка на бяло поле h7 · черна пешка на бяло поле g6 · черна пешка на черно поле e5 · бял офицер на черно поле g5 · бяла пешка на черно поле d4 · бял кон на бяло поле e4 · бяла пешка на черно поле h4 · бял офицер на бяло поле b3 · бяла пешка на черно поле c3 · бяла пешка на бяло поле a2 · бяла дама на бяло поле e2 · бяла пешка на черно поле f2 · бяла пешка на бяло поле g2 · бял топ на черно поле e1 · бял цар на черно поле g1 | черен топ на бяло поле c8 · черен кон на черно поле d8 · черен топ на бяло поле e8 · черен цар на черно поле h8 · черна пешка на черно поле a7 · черна пешка на бяло поле b7 · черна дама на черно поле c7 · черна пешка на черно поле e7 · черен офицер на черно поле g7 · черна пешка на бяло поле h7 · черна пешка на бяло поле g6 · черна пешка на черно поле e5 · бял офицер на черно поле g5 · бяла пешка на черно поле d4 · бял кон на бяло поле e4 · бяла пешка на черно поле h4 · бял офицер на бяло поле b3 · бяла пешка на черно поле c3 · бяла пешка на бяло поле a2 · бяла дама на бяло поле e2 · бяла пешка на черно поле f2 · бяла пешка на бяло поле g2 · бял топ на черно поле e1 · бял цар на черно поле g1 | черен топ на бяло поле c8 · черен кон на черно поле d8 · черен топ на бяло поле e8 · черен цар на черно поле h8 · черна пешка на черно поле a7 · черна пешка на бяло поле b7 · черна дама на черно поле c7 · черна пешка на черно поле e7 · черен офицер на черно поле g7 · черна пешка на бяло поле h7 · черна пешка на бяло поле g6 · черна пешка на черно поле e5 · бял офицер на черно поле g5 · бяла пешка на черно поле d4 · бял кон на бяло поле e4 · бяла пешка на черно поле h4 · бял офицер на бяло поле b3 · бяла пешка на черно поле c3 · бяла пешка на бяло поле a2 · бяла дама на бяло поле e2 · бяла пешка на черно поле f2 · бяла пешка на бяло поле g2 · бял топ на черно поле e1 · бял цар на черно поле g1 | черен топ на бяло поле c8 · черен кон на черно поле d8 · черен топ на бяло поле e8 · черен цар на черно поле h8 · черна пешка на черно поле a7 · черна пешка на бяло поле b7 · черна дама на черно поле c7 · черна пешка на черно поле e7 · черен офицер на черно поле g7 · черна пешка на бяло поле h7 · черна пешка на бяло поле g6 · черна пешка на черно поле e5 · бял офицер на черно поле g5 · бяла пешка на черно поле d4 · бял кон на бяло поле e4 · бяла пешка на черно поле h4 · бял офицер на бяло поле b3 · бяла пешка на черно поле c3 · бяла пешка на бяло поле a2 · бяла дама на бяло поле e2 · бяла пешка на черно поле f2 · бяла пешка на бяло поле g2 · бял топ на черно поле e1 · бял цар на черно поле g1 | черен топ на бяло поле c8 · черен кон на черно поле d8 · черен топ на бяло поле e8 · черен цар на черно поле h8 · черна пешка на черно поле a7 · черна пешка на бяло поле b7 · черна дама на черно поле c7 · черна пешка на черно поле e7 · черен офицер на черно поле g7 · черна пешка на бяло поле h7 · черна пешка на бяло поле g6 · черна пешка на черно поле e5 · бял офицер на черно поле g5 · бяла пешка на черно поле d4 · бял кон на бяло поле e4 · бяла пешка на черно поле h4 · бял офицер на бяло поле b3 · бяла пешка на черно поле c3 · бяла пешка на бяло поле a2 · бяла дама на бяло поле e2 · бяла пешка на черно поле f2 · бяла пешка на бяло поле g2 · бял топ на черно поле e1 · бял цар на черно поле g1 | черен топ на бяло поле c8 · черен кон на черно поле d8 · черен топ на бяло поле e8 · черен цар на черно поле h8 · черна пешка на черно поле a7 · черна пешка на бяло поле b7 · черна дама на черно поле c7 · черна пешка на черно поле e7 · черен офицер на черно поле g7 · черна пешка на бяло поле h7 · черна пешка на бяло поле g6 · черна пешка на черно поле e5 · бял офицер на черно поле g5 · бяла пешка на черно поле d4 · бял кон на бяло поле e4 · бяла пешка на черно поле h4 · бял офицер на бяло поле b3 · бяла пешка на черно поле c3 · бяла пешка на бяло поле a2 · бяла дама на бяло поле e2 · бяла пешка на черно поле f2 · бяла пешка на бяло поле g2 · бял топ на черно поле e1 · бял цар на черно поле g1 | черен топ на бяло поле c8 · черен кон на черно поле d8 · черен топ на бяло поле e8 · черен цар на черно поле h8 · черна пешка на черно поле a7 · черна пешка на бяло поле b7 · черна дама на черно поле c7 · черна пешка на черно поле e7 · черен офицер на черно поле g7 · черна пешка на бяло поле h7 · черна пешка на бяло поле g6 · черна пешка на черно поле e5 · бял офицер на черно поле g5 · бяла пешка на черно поле d4 · бял кон на бяло поле e4 · бяла пешка на черно поле h4 · бял офицер на бяло поле b3 · бяла пешка на черно поле c3 · бяла пешка на бяло поле a2 · бяла дама на бяло поле e2 · бяла пешка на черно поле f2 · бяла пешка на бяло поле g2 · бял топ на черно поле e1 · бял цар на черно поле g1 | черен топ на бяло поле c8 · черен кон на черно поле d8 · черен топ на бяло поле e8 · черен цар на черно поле h8 · черна пешка на черно поле a7 · черна пешка на бяло поле b7 · черна дама на черно поле c7 · черна пешка на черно поле e7 · черен офицер на черно поле g7 · черна пешка на бяло поле h7 · черна пешка на бяло поле g6 · черна пешка на черно поле e5 · бял офицер на черно поле g5 · бяла пешка на черно поле d4 · бял кон на бяло поле e4 · бяла пешка на черно поле h4 · бял офицер на бяло поле b3 · бяла пешка на черно поле c3 · бяла пешка на бяло поле a2 · бяла дама на бяло поле e2 · бяла пешка на черно поле f2 · бяла пешка на бяло поле g2 · бял топ на черно поле e1 · бял цар на черно поле g1 | 3 |
| 2 | черен топ на бяло поле c8 · черен кон на черно поле d8 · черен топ на бяло поле e8 · черен цар на черно поле h8 · черна пешка на черно поле a7 · черна пешка на бяло поле b7 · черна дама на черно поле c7 · черна пешка на черно поле e7 · черен офицер на черно поле g7 · черна пешка на бяло поле h7 · черна пешка на бяло поле g6 · черна пешка на черно поле e5 · бял офицер на черно поле g5 · бяла пешка на черно поле d4 · бял кон на бяло поле e4 · бяла пешка на черно поле h4 · бял офицер на бяло поле b3 · бяла пешка на черно поле c3 · бяла пешка на бяло поле a2 · бяла дама на бяло поле e2 · бяла пешка на черно поле f2 · бяла пешка на бяло поле g2 · бял топ на черно поле e1 · бял цар на черно поле g1 | черен топ на бяло поле c8 · черен кон на черно поле d8 · черен топ на бяло поле e8 · черен цар на черно поле h8 · черна пешка на черно поле a7 · черна пешка на бяло поле b7 · черна дама на черно поле c7 · черна пешка на черно поле e7 · черен офицер на черно поле g7 · черна пешка на бяло поле h7 · черна пешка на бяло поле g6 · черна пешка на черно поле e5 · бял офицер на черно поле g5 · бяла пешка на черно поле d4 · бял кон на бяло поле e4 · бяла пешка на черно поле h4 · бял офицер на бяло поле b3 · бяла пешка на черно поле c3 · бяла пешка на бяло поле a2 · бяла дама на бяло поле e2 · бяла пешка на черно поле f2 · бяла пешка на бяло поле g2 · бял топ на черно поле e1 · бял цар на черно поле g1 | черен топ на бяло поле c8 · черен кон на черно поле d8 · черен топ на бяло поле e8 · черен цар на черно поле h8 · черна пешка на черно поле a7 · черна пешка на бяло поле b7 · черна дама на черно поле c7 · черна пешка на черно поле e7 · черен офицер на черно поле g7 · черна пешка на бяло поле h7 · черна пешка на бяло поле g6 · черна пешка на черно поле e5 · бял офицер на черно поле g5 · бяла пешка на черно поле d4 · бял кон на бяло поле e4 · бяла пешка на черно поле h4 · бял офицер на бяло поле b3 · бяла пешка на черно поле c3 · бяла пешка на бяло поле a2 · бяла дама на бяло поле e2 · бяла пешка на черно поле f2 · бяла пешка на бяло поле g2 · бял топ на черно поле e1 · бял цар на черно поле g1 | черен топ на бяло поле c8 · черен кон на черно поле d8 · черен топ на бяло поле e8 · черен цар на черно поле h8 · черна пешка на черно поле a7 · черна пешка на бяло поле b7 · черна дама на черно поле c7 · черна пешка на черно поле e7 · черен офицер на черно поле g7 · черна пешка на бяло поле h7 · черна пешка на бяло поле g6 · черна пешка на черно поле e5 · бял офицер на черно поле g5 · бяла пешка на черно поле d4 · бял кон на бяло поле e4 · бяла пешка на черно поле h4 · бял офицер на бяло поле b3 · бяла пешка на черно поле c3 · бяла пешка на бяло поле a2 · бяла дама на бяло поле e2 · бяла пешка на черно поле f2 · бяла пешка на бяло поле g2 · бял топ на черно поле e1 · бял цар на черно поле g1 | черен топ на бяло поле c8 · черен кон на черно поле d8 · черен топ на бяло поле e8 · черен цар на черно поле h8 · черна пешка на черно поле a7 · черна пешка на бяло поле b7 · черна дама на черно поле c7 · черна пешка на черно поле e7 · черен офицер на черно поле g7 · черна пешка на бяло поле h7 · черна пешка на бяло поле g6 · черна пешка на черно поле e5 · бял офицер на черно поле g5 · бяла пешка на черно поле d4 · бял кон на бяло поле e4 · бяла пешка на черно поле h4 · бял офицер на бяло поле b3 · бяла пешка на черно поле c3 · бяла пешка на бяло поле a2 · бяла дама на бяло поле e2 · бяла пешка на черно поле f2 · бяла пешка на бяло поле g2 · бял топ на черно поле e1 · бял цар на черно поле g1 | черен топ на бяло поле c8 · черен кон на черно поле d8 · черен топ на бяло поле e8 · черен цар на черно поле h8 · черна пешка на черно поле a7 · черна пешка на бяло поле b7 · черна дама на черно поле c7 · черна пешка на черно поле e7 · черен офицер на черно поле g7 · черна пешка на бяло поле h7 · черна пешка на бяло поле g6 · черна пешка на черно поле e5 · бял офицер на черно поле g5 · бяла пешка на черно поле d4 · бял кон на бяло поле e4 · бяла пешка на черно поле h4 · бял офицер на бяло поле b3 · бяла пешка на черно поле c3 · бяла пешка на бяло поле a2 · бяла дама на бяло поле e2 · бяла пешка на черно поле f2 · бяла пешка на бяло поле g2 · бял топ на черно поле e1 · бял цар на черно поле g1 | черен топ на бяло поле c8 · черен кон на черно поле d8 · черен топ на бяло поле e8 · черен цар на черно поле h8 · черна пешка на черно поле a7 · черна пешка на бяло поле b7 · черна дама на черно поле c7 · черна пешка на черно поле e7 · черен офицер на черно поле g7 · черна пешка на бяло поле h7 · черна пешка на бяло поле g6 · черна пешка на черно поле e5 · бял офицер на черно поле g5 · бяла пешка на черно поле d4 · бял кон на бяло поле e4 · бяла пешка на черно поле h4 · бял офицер на бяло поле b3 · бяла пешка на черно поле c3 · бяла пешка на бяло поле a2 · бяла дама на бяло поле e2 · бяла пешка на черно поле f2 · бяла пешка на бяло поле g2 · бял топ на черно поле e1 · бял цар на черно поле g1 | черен топ на бяло поле c8 · черен кон на черно поле d8 · черен топ на бяло поле e8 · черен цар на черно поле h8 · черна пешка на черно поле a7 · черна пешка на бяло поле b7 · черна дама на черно поле c7 · черна пешка на черно поле e7 · черен офицер на черно поле g7 · черна пешка на бяло поле h7 · черна пешка на бяло поле g6 · черна пешка на черно поле e5 · бял офицер на черно поле g5 · бяла пешка на черно поле d4 · бял кон на бяло поле e4 · бяла пешка на черно поле h4 · бял офицер на бяло поле b3 · бяла пешка на черно поле c3 · бяла пешка на бяло поле a2 · бяла дама на бяло поле e2 · бяла пешка на черно поле f2 · бяла пешка на бяло поле g2 · бял топ на черно поле e1 · бял цар на черно поле g1 | 2 |
| 1 | черен топ на бяло поле c8 · черен кон на черно поле d8 · черен топ на бяло поле e8 · черен цар на черно поле h8 · черна пешка на черно поле a7 · черна пешка на бяло поле b7 · черна дама на черно поле c7 · черна пешка на черно поле e7 · черен офицер на черно поле g7 · черна пешка на бяло поле h7 · черна пешка на бяло поле g6 · черна пешка на черно поле e5 · бял офицер на черно поле g5 · бяла пешка на черно поле d4 · бял кон на бяло поле e4 · бяла пешка на черно поле h4 · бял офицер на бяло поле b3 · бяла пешка на черно поле c3 · бяла пешка на бяло поле a2 · бяла дама на бяло поле e2 · бяла пешка на черно поле f2 · бяла пешка на бяло поле g2 · бял топ на черно поле e1 · бял цар на черно поле g1 | черен топ на бяло поле c8 · черен кон на черно поле d8 · черен топ на бяло поле e8 · черен цар на черно поле h8 · черна пешка на черно поле a7 · черна пешка на бяло поле b7 · черна дама на черно поле c7 · черна пешка на черно поле e7 · черен офицер на черно поле g7 · черна пешка на бяло поле h7 · черна пешка на бяло поле g6 · черна пешка на черно поле e5 · бял офицер на черно поле g5 · бяла пешка на черно поле d4 · бял кон на бяло поле e4 · бяла пешка на черно поле h4 · бял офицер на бяло поле b3 · бяла пешка на черно поле c3 · бяла пешка на бяло поле a2 · бяла дама на бяло поле e2 · бяла пешка на черно поле f2 · бяла пешка на бяло поле g2 · бял топ на черно поле e1 · бял цар на черно поле g1 | черен топ на бяло поле c8 · черен кон на черно поле d8 · черен топ на бяло поле e8 · черен цар на черно поле h8 · черна пешка на черно поле a7 · черна пешка на бяло поле b7 · черна дама на черно поле c7 · черна пешка на черно поле e7 · черен офицер на черно поле g7 · черна пешка на бяло поле h7 · черна пешка на бяло поле g6 · черна пешка на черно поле e5 · бял офицер на черно поле g5 · бяла пешка на черно поле d4 · бял кон на бяло поле e4 · бяла пешка на черно поле h4 · бял офицер на бяло поле b3 · бяла пешка на черно поле c3 · бяла пешка на бяло поле a2 · бяла дама на бяло поле e2 · бяла пешка на черно поле f2 · бяла пешка на бяло поле g2 · бял топ на черно поле e1 · бял цар на черно поле g1 | черен топ на бяло поле c8 · черен кон на черно поле d8 · черен топ на бяло поле e8 · черен цар на черно поле h8 · черна пешка на черно поле a7 · черна пешка на бяло поле b7 · черна дама на черно поле c7 · черна пешка на черно поле e7 · черен офицер на черно поле g7 · черна пешка на бяло поле h7 · черна пешка на бяло поле g6 · черна пешка на черно поле e5 · бял офицер на черно поле g5 · бяла пешка на черно поле d4 · бял кон на бяло поле e4 · бяла пешка на черно поле h4 · бял офицер на бяло поле b3 · бяла пешка на черно поле c3 · бяла пешка на бяло поле a2 · бяла дама на бяло поле e2 · бяла пешка на черно поле f2 · бяла пешка на бяло поле g2 · бял топ на черно поле e1 · бял цар на черно поле g1 | черен топ на бяло поле c8 · черен кон на черно поле d8 · черен топ на бяло поле e8 · черен цар на черно поле h8 · черна пешка на черно поле a7 · черна пешка на бяло поле b7 · черна дама на черно поле c7 · черна пешка на черно поле e7 · черен офицер на черно поле g7 · черна пешка на бяло поле h7 · черна пешка на бяло поле g6 · черна пешка на черно поле e5 · бял офицер на черно поле g5 · бяла пешка на черно поле d4 · бял кон на бяло поле e4 · бяла пешка на черно поле h4 · бял офицер на бяло поле b3 · бяла пешка на черно поле c3 · бяла пешка на бяло поле a2 · бяла дама на бяло поле e2 · бяла пешка на черно поле f2 · бяла пешка на бяло поле g2 · бял топ на черно поле e1 · бял цар на черно поле g1 | черен топ на бяло поле c8 · черен кон на черно поле d8 · черен топ на бяло поле e8 · черен цар на черно поле h8 · черна пешка на черно поле a7 · черна пешка на бяло поле b7 · черна дама на черно поле c7 · черна пешка на черно поле e7 · черен офицер на черно поле g7 · черна пешка на бяло поле h7 · черна пешка на бяло поле g6 · черна пешка на черно поле e5 · бял офицер на черно поле g5 · бяла пешка на черно поле d4 · бял кон на бяло поле e4 · бяла пешка на черно поле h4 · бял офицер на бяло поле b3 · бяла пешка на черно поле c3 · бяла пешка на бяло поле a2 · бяла дама на бяло поле e2 · бяла пешка на черно поле f2 · бяла пешка на бяло поле g2 · бял топ на черно поле e1 · бял цар на черно поле g1 | черен топ на бяло поле c8 · черен кон на черно поле d8 · черен топ на бяло поле e8 · черен цар на черно поле h8 · черна пешка на черно поле a7 · черна пешка на бяло поле b7 · черна дама на черно поле c7 · черна пешка на черно поле e7 · черен офицер на черно поле g7 · черна пешка на бяло поле h7 · черна пешка на бяло поле g6 · черна пешка на черно поле e5 · бял офицер на черно поле g5 · бяла пешка на черно поле d4 · бял кон на бяло поле e4 · бяла пешка на черно поле h4 · бял офицер на бяло поле b3 · бяла пешка на черно поле c3 · бяла пешка на бяло поле a2 · бяла дама на бяло поле e2 · бяла пешка на черно поле f2 · бяла пешка на бяло поле g2 · бял топ на черно поле e1 · бял цар на черно поле g1 | черен топ на бяло поле c8 · черен кон на черно поле d8 · черен топ на бяло поле e8 · черен цар на черно поле h8 · черна пешка на черно поле a7 · черна пешка на бяло поле b7 · черна дама на черно поле c7 · черна пешка на черно поле e7 · черен офицер на черно поле g7 · черна пешка на бяло поле h7 · черна пешка на бяло поле g6 · черна пешка на черно поле e5 · бял офицер на черно поле g5 · бяла пешка на черно поле d4 · бял кон на бяло поле e4 · бяла пешка на черно поле h4 · бял офицер на бяло поле b3 · бяла пешка на черно поле c3 · бяла пешка на бяло поле a2 · бяла дама на бяло поле e2 · бяла пешка на черно поле f2 · бяла пешка на бяло поле g2 · бял топ на черно поле e1 · бял цар на черно поле g1 | 1 |
|   | a | b | c | d | e | f | g | h |   |

|   | a | b | c | d | e | f | g | h |   |
| 8 | черен топ на бяло поле c8 · черен кон на черно поле d8 · черен цар на бяло поле g8 · черна пешка на черно поле a7 · черна пешка на бяло поле b7 · черна пешка на черно поле e7 · бяла дама на бяло поле g6 · бял офицер на черно поле h6 · черна пешка на черно поле d4 · бяла пешка на черно поле c3 · бял кон на черно поле g3 · бяла пешка на бяло поле a2 · бял офицер на бяло поле c2 · черен топ на черно поле f2 · бяла пешка на бяло поле g2 · бял цар на черно поле h2 · черна дама на черно поле e1 | черен топ на бяло поле c8 · черен кон на черно поле d8 · черен цар на бяло поле g8 · черна пешка на черно поле a7 · черна пешка на бяло поле b7 · черна пешка на черно поле e7 · бяла дама на бяло поле g6 · бял офицер на черно поле h6 · черна пешка на черно поле d4 · бяла пешка на черно поле c3 · бял кон на черно поле g3 · бяла пешка на бяло поле a2 · бял офицер на бяло поле c2 · черен топ на черно поле f2 · бяла пешка на бяло поле g2 · бял цар на черно поле h2 · черна дама на черно поле e1 | черен топ на бяло поле c8 · черен кон на черно поле d8 · черен цар на бяло поле g8 · черна пешка на черно поле a7 · черна пешка на бяло поле b7 · черна пешка на черно поле e7 · бяла дама на бяло поле g6 · бял офицер на черно поле h6 · черна пешка на черно поле d4 · бяла пешка на черно поле c3 · бял кон на черно поле g3 · бяла пешка на бяло поле a2 · бял офицер на бяло поле c2 · черен топ на черно поле f2 · бяла пешка на бяло поле g2 · бял цар на черно поле h2 · черна дама на черно поле e1 | черен топ на бяло поле c8 · черен кон на черно поле d8 · черен цар на бяло поле g8 · черна пешка на черно поле a7 · черна пешка на бяло поле b7 · черна пешка на черно поле e7 · бяла дама на бяло поле g6 · бял офицер на черно поле h6 · черна пешка на черно поле d4 · бяла пешка на черно поле c3 · бял кон на черно поле g3 · бяла пешка на бяло поле a2 · бял офицер на бяло поле c2 · черен топ на черно поле f2 · бяла пешка на бяло поле g2 · бял цар на черно поле h2 · черна дама на черно поле e1 | черен топ на бяло поле c8 · черен кон на черно поле d8 · черен цар на бяло поле g8 · черна пешка на черно поле a7 · черна пешка на бяло поле b7 · черна пешка на черно поле e7 · бяла дама на бяло поле g6 · бял офицер на черно поле h6 · черна пешка на черно поле d4 · бяла пешка на черно поле c3 · бял кон на черно поле g3 · бяла пешка на бяло поле a2 · бял офицер на бяло поле c2 · черен топ на черно поле f2 · бяла пешка на бяло поле g2 · бял цар на черно поле h2 · черна дама на черно поле e1 | черен топ на бяло поле c8 · черен кон на черно поле d8 · черен цар на бяло поле g8 · черна пешка на черно поле a7 · черна пешка на бяло поле b7 · черна пешка на черно поле e7 · бяла дама на бяло поле g6 · бял офицер на черно поле h6 · черна пешка на черно поле d4 · бяла пешка на черно поле c3 · бял кон на черно поле g3 · бяла пешка на бяло поле a2 · бял офицер на бяло поле c2 · черен топ на черно поле f2 · бяла пешка на бяло поле g2 · бял цар на черно поле h2 · черна дама на черно поле e1 | черен топ на бяло поле c8 · черен кон на черно поле d8 · черен цар на бяло поле g8 · черна пешка на черно поле a7 · черна пешка на бяло поле b7 · черна пешка на черно поле e7 · бяла дама на бяло поле g6 · бял офицер на черно поле h6 · черна пешка на черно поле d4 · бяла пешка на черно поле c3 · бял кон на черно поле g3 · бяла пешка на бяло поле a2 · бял офицер на бяло поле c2 · черен топ на черно поле f2 · бяла пешка на бяло поле g2 · бял цар на черно поле h2 · черна дама на черно поле e1 | черен топ на бяло поле c8 · черен кон на черно поле d8 · черен цар на бяло поле g8 · черна пешка на черно поле a7 · черна пешка на бяло поле b7 · черна пешка на черно поле e7 · бяла дама на бяло поле g6 · бял офицер на черно поле h6 · черна пешка на черно поле d4 · бяла пешка на черно поле c3 · бял кон на черно поле g3 · бяла пешка на бяло поле a2 · бял офицер на бяло поле c2 · черен топ на черно поле f2 · бяла пешка на бяло поле g2 · бял цар на черно поле h2 · черна дама на черно поле e1 | 8 |
| 7 | черен топ на бяло поле c8 · черен кон на черно поле d8 · черен цар на бяло поле g8 · черна пешка на черно поле a7 · черна пешка на бяло поле b7 · черна пешка на черно поле e7 · бяла дама на бяло поле g6 · бял офицер на черно поле h6 · черна пешка на черно поле d4 · бяла пешка на черно поле c3 · бял кон на черно поле g3 · бяла пешка на бяло поле a2 · бял офицер на бяло поле c2 · черен топ на черно поле f2 · бяла пешка на бяло поле g2 · бял цар на черно поле h2 · черна дама на черно поле e1 | черен топ на бяло поле c8 · черен кон на черно поле d8 · черен цар на бяло поле g8 · черна пешка на черно поле a7 · черна пешка на бяло поле b7 · черна пешка на черно поле e7 · бяла дама на бяло поле g6 · бял офицер на черно поле h6 · черна пешка на черно поле d4 · бяла пешка на черно поле c3 · бял кон на черно поле g3 · бяла пешка на бяло поле a2 · бял офицер на бяло поле c2 · черен топ на черно поле f2 · бяла пешка на бяло поле g2 · бял цар на черно поле h2 · черна дама на черно поле e1 | черен топ на бяло поле c8 · черен кон на черно поле d8 · черен цар на бяло поле g8 · черна пешка на черно поле a7 · черна пешка на бяло поле b7 · черна пешка на черно поле e7 · бяла дама на бяло поле g6 · бял офицер на черно поле h6 · черна пешка на черно поле d4 · бяла пешка на черно поле c3 · бял кон на черно поле g3 · бяла пешка на бяло поле a2 · бял офицер на бяло поле c2 · черен топ на черно поле f2 · бяла пешка на бяло поле g2 · бял цар на черно поле h2 · черна дама на черно поле e1 | черен топ на бяло поле c8 · черен кон на черно поле d8 · черен цар на бяло поле g8 · черна пешка на черно поле a7 · черна пешка на бяло поле b7 · черна пешка на черно поле e7 · бяла дама на бяло поле g6 · бял офицер на черно поле h6 · черна пешка на черно поле d4 · бяла пешка на черно поле c3 · бял кон на черно поле g3 · бяла пешка на бяло поле a2 · бял офицер на бяло поле c2 · черен топ на черно поле f2 · бяла пешка на бяло поле g2 · бял цар на черно поле h2 · черна дама на черно поле e1 | черен топ на бяло поле c8 · черен кон на черно поле d8 · черен цар на бяло поле g8 · черна пешка на черно поле a7 · черна пешка на бяло поле b7 · черна пешка на черно поле e7 · бяла дама на бяло поле g6 · бял офицер на черно поле h6 · черна пешка на черно поле d4 · бяла пешка на черно поле c3 · бял кон на черно поле g3 · бяла пешка на бяло поле a2 · бял офицер на бяло поле c2 · черен топ на черно поле f2 · бяла пешка на бяло поле g2 · бял цар на черно поле h2 · черна дама на черно поле e1 | черен топ на бяло поле c8 · черен кон на черно поле d8 · черен цар на бяло поле g8 · черна пешка на черно поле a7 · черна пешка на бяло поле b7 · черна пешка на черно поле e7 · бяла дама на бяло поле g6 · бял офицер на черно поле h6 · черна пешка на черно поле d4 · бяла пешка на черно поле c3 · бял кон на черно поле g3 · бяла пешка на бяло поле a2 · бял офицер на бяло поле c2 · черен топ на черно поле f2 · бяла пешка на бяло поле g2 · бял цар на черно поле h2 · черна дама на черно поле e1 | черен топ на бяло поле c8 · черен кон на черно поле d8 · черен цар на бяло поле g8 · черна пешка на черно поле a7 · черна пешка на бяло поле b7 · черна пешка на черно поле e7 · бяла дама на бяло поле g6 · бял офицер на черно поле h6 · черна пешка на черно поле d4 · бяла пешка на черно поле c3 · бял кон на черно поле g3 · бяла пешка на бяло поле a2 · бял офицер на бяло поле c2 · черен топ на черно поле f2 · бяла пешка на бяло поле g2 · бял цар на черно поле h2 · черна дама на черно поле e1 | черен топ на бяло поле c8 · черен кон на черно поле d8 · черен цар на бяло поле g8 · черна пешка на черно поле a7 · черна пешка на бяло поле b7 · черна пешка на черно поле e7 · бяла дама на бяло поле g6 · бял офицер на черно поле h6 · черна пешка на черно поле d4 · бяла пешка на черно поле c3 · бял кон на черно поле g3 · бяла пешка на бяло поле a2 · бял офицер на бяло поле c2 · черен топ на черно поле f2 · бяла пешка на бяло поле g2 · бял цар на черно поле h2 · черна дама на черно поле e1 | 7 |
| 6 | черен топ на бяло поле c8 · черен кон на черно поле d8 · черен цар на бяло поле g8 · черна пешка на черно поле a7 · черна пешка на бяло поле b7 · черна пешка на черно поле e7 · бяла дама на бяло поле g6 · бял офицер на черно поле h6 · черна пешка на черно поле d4 · бяла пешка на черно поле c3 · бял кон на черно поле g3 · бяла пешка на бяло поле a2 · бял офицер на бяло поле c2 · черен топ на черно поле f2 · бяла пешка на бяло поле g2 · бял цар на черно поле h2 · черна дама на черно поле e1 | черен топ на бяло поле c8 · черен кон на черно поле d8 · черен цар на бяло поле g8 · черна пешка на черно поле a7 · черна пешка на бяло поле b7 · черна пешка на черно поле e7 · бяла дама на бяло поле g6 · бял офицер на черно поле h6 · черна пешка на черно поле d4 · бяла пешка на черно поле c3 · бял кон на черно поле g3 · бяла пешка на бяло поле a2 · бял офицер на бяло поле c2 · черен топ на черно поле f2 · бяла пешка на бяло поле g2 · бял цар на черно поле h2 · черна дама на черно поле e1 | черен топ на бяло поле c8 · черен кон на черно поле d8 · черен цар на бяло поле g8 · черна пешка на черно поле a7 · черна пешка на бяло поле b7 · черна пешка на черно поле e7 · бяла дама на бяло поле g6 · бял офицер на черно поле h6 · черна пешка на черно поле d4 · бяла пешка на черно поле c3 · бял кон на черно поле g3 · бяла пешка на бяло поле a2 · бял офицер на бяло поле c2 · черен топ на черно поле f2 · бяла пешка на бяло поле g2 · бял цар на черно поле h2 · черна дама на черно поле e1 | черен топ на бяло поле c8 · черен кон на черно поле d8 · черен цар на бяло поле g8 · черна пешка на черно поле a7 · черна пешка на бяло поле b7 · черна пешка на черно поле e7 · бяла дама на бяло поле g6 · бял офицер на черно поле h6 · черна пешка на черно поле d4 · бяла пешка на черно поле c3 · бял кон на черно поле g3 · бяла пешка на бяло поле a2 · бял офицер на бяло поле c2 · черен топ на черно поле f2 · бяла пешка на бяло поле g2 · бял цар на черно поле h2 · черна дама на черно поле e1 | черен топ на бяло поле c8 · черен кон на черно поле d8 · черен цар на бяло поле g8 · черна пешка на черно поле a7 · черна пешка на бяло поле b7 · черна пешка на черно поле e7 · бяла дама на бяло поле g6 · бял офицер на черно поле h6 · черна пешка на черно поле d4 · бяла пешка на черно поле c3 · бял кон на черно поле g3 · бяла пешка на бяло поле a2 · бял офицер на бяло поле c2 · черен топ на черно поле f2 · бяла пешка на бяло поле g2 · бял цар на черно поле h2 · черна дама на черно поле e1 | черен топ на бяло поле c8 · черен кон на черно поле d8 · черен цар на бяло поле g8 · черна пешка на черно поле a7 · черна пешка на бяло поле b7 · черна пешка на черно поле e7 · бяла дама на бяло поле g6 · бял офицер на черно поле h6 · черна пешка на черно поле d4 · бяла пешка на черно поле c3 · бял кон на черно поле g3 · бяла пешка на бяло поле a2 · бял офицер на бяло поле c2 · черен топ на черно поле f2 · бяла пешка на бяло поле g2 · бял цар на черно поле h2 · черна дама на черно поле e1 | черен топ на бяло поле c8 · черен кон на черно поле d8 · черен цар на бяло поле g8 · черна пешка на черно поле a7 · черна пешка на бяло поле b7 · черна пешка на черно поле e7 · бяла дама на бяло поле g6 · бял офицер на черно поле h6 · черна пешка на черно поле d4 · бяла пешка на черно поле c3 · бял кон на черно поле g3 · бяла пешка на бяло поле a2 · бял офицер на бяло поле c2 · черен топ на черно поле f2 · бяла пешка на бяло поле g2 · бял цар на черно поле h2 · черна дама на черно поле e1 | черен топ на бяло поле c8 · черен кон на черно поле d8 · черен цар на бяло поле g8 · черна пешка на черно поле a7 · черна пешка на бяло поле b7 · черна пешка на черно поле e7 · бяла дама на бяло поле g6 · бял офицер на черно поле h6 · черна пешка на черно поле d4 · бяла пешка на черно поле c3 · бял кон на черно поле g3 · бяла пешка на бяло поле a2 · бял офицер на бяло поле c2 · черен топ на черно поле f2 · бяла пешка на бяло поле g2 · бял цар на черно поле h2 · черна дама на черно поле e1 | 6 |
| 5 | черен топ на бяло поле c8 · черен кон на черно поле d8 · черен цар на бяло поле g8 · черна пешка на черно поле a7 · черна пешка на бяло поле b7 · черна пешка на черно поле e7 · бяла дама на бяло поле g6 · бял офицер на черно поле h6 · черна пешка на черно поле d4 · бяла пешка на черно поле c3 · бял кон на черно поле g3 · бяла пешка на бяло поле a2 · бял офицер на бяло поле c2 · черен топ на черно поле f2 · бяла пешка на бяло поле g2 · бял цар на черно поле h2 · черна дама на черно поле e1 | черен топ на бяло поле c8 · черен кон на черно поле d8 · черен цар на бяло поле g8 · черна пешка на черно поле a7 · черна пешка на бяло поле b7 · черна пешка на черно поле e7 · бяла дама на бяло поле g6 · бял офицер на черно поле h6 · черна пешка на черно поле d4 · бяла пешка на черно поле c3 · бял кон на черно поле g3 · бяла пешка на бяло поле a2 · бял офицер на бяло поле c2 · черен топ на черно поле f2 · бяла пешка на бяло поле g2 · бял цар на черно поле h2 · черна дама на черно поле e1 | черен топ на бяло поле c8 · черен кон на черно поле d8 · черен цар на бяло поле g8 · черна пешка на черно поле a7 · черна пешка на бяло поле b7 · черна пешка на черно поле e7 · бяла дама на бяло поле g6 · бял офицер на черно поле h6 · черна пешка на черно поле d4 · бяла пешка на черно поле c3 · бял кон на черно поле g3 · бяла пешка на бяло поле a2 · бял офицер на бяло поле c2 · черен топ на черно поле f2 · бяла пешка на бяло поле g2 · бял цар на черно поле h2 · черна дама на черно поле e1 | черен топ на бяло поле c8 · черен кон на черно поле d8 · черен цар на бяло поле g8 · черна пешка на черно поле a7 · черна пешка на бяло поле b7 · черна пешка на черно поле e7 · бяла дама на бяло поле g6 · бял офицер на черно поле h6 · черна пешка на черно поле d4 · бяла пешка на черно поле c3 · бял кон на черно поле g3 · бяла пешка на бяло поле a2 · бял офицер на бяло поле c2 · черен топ на черно поле f2 · бяла пешка на бяло поле g2 · бял цар на черно поле h2 · черна дама на черно поле e1 | черен топ на бяло поле c8 · черен кон на черно поле d8 · черен цар на бяло поле g8 · черна пешка на черно поле a7 · черна пешка на бяло поле b7 · черна пешка на черно поле e7 · бяла дама на бяло поле g6 · бял офицер на черно поле h6 · черна пешка на черно поле d4 · бяла пешка на черно поле c3 · бял кон на черно поле g3 · бяла пешка на бяло поле a2 · бял офицер на бяло поле c2 · черен топ на черно поле f2 · бяла пешка на бяло поле g2 · бял цар на черно поле h2 · черна дама на черно поле e1 | черен топ на бяло поле c8 · черен кон на черно поле d8 · черен цар на бяло поле g8 · черна пешка на черно поле a7 · черна пешка на бяло поле b7 · черна пешка на черно поле e7 · бяла дама на бяло поле g6 · бял офицер на черно поле h6 · черна пешка на черно поле d4 · бяла пешка на черно поле c3 · бял кон на черно поле g3 · бяла пешка на бяло поле a2 · бял офицер на бяло поле c2 · черен топ на черно поле f2 · бяла пешка на бяло поле g2 · бял цар на черно поле h2 · черна дама на черно поле e1 | черен топ на бяло поле c8 · черен кон на черно поле d8 · черен цар на бяло поле g8 · черна пешка на черно поле a7 · черна пешка на бяло поле b7 · черна пешка на черно поле e7 · бяла дама на бяло поле g6 · бял офицер на черно поле h6 · черна пешка на черно поле d4 · бяла пешка на черно поле c3 · бял кон на черно поле g3 · бяла пешка на бяло поле a2 · бял офицер на бяло поле c2 · черен топ на черно поле f2 · бяла пешка на бяло поле g2 · бял цар на черно поле h2 · черна дама на черно поле e1 | черен топ на бяло поле c8 · черен кон на черно поле d8 · черен цар на бяло поле g8 · черна пешка на черно поле a7 · черна пешка на бяло поле b7 · черна пешка на черно поле e7 · бяла дама на бяло поле g6 · бял офицер на черно поле h6 · черна пешка на черно поле d4 · бяла пешка на черно поле c3 · бял кон на черно поле g3 · бяла пешка на бяло поле a2 · бял офицер на бяло поле c2 · черен топ на черно поле f2 · бяла пешка на бяло поле g2 · бял цар на черно поле h2 · черна дама на черно поле e1 | 5 |
| 4 | черен топ на бяло поле c8 · черен кон на черно поле d8 · черен цар на бяло поле g8 · черна пешка на черно поле a7 · черна пешка на бяло поле b7 · черна пешка на черно поле e7 · бяла дама на бяло поле g6 · бял офицер на черно поле h6 · черна пешка на черно поле d4 · бяла пешка на черно поле c3 · бял кон на черно поле g3 · бяла пешка на бяло поле a2 · бял офицер на бяло поле c2 · черен топ на черно поле f2 · бяла пешка на бяло поле g2 · бял цар на черно поле h2 · черна дама на черно поле e1 | черен топ на бяло поле c8 · черен кон на черно поле d8 · черен цар на бяло поле g8 · черна пешка на черно поле a7 · черна пешка на бяло поле b7 · черна пешка на черно поле e7 · бяла дама на бяло поле g6 · бял офицер на черно поле h6 · черна пешка на черно поле d4 · бяла пешка на черно поле c3 · бял кон на черно поле g3 · бяла пешка на бяло поле a2 · бял офицер на бяло поле c2 · черен топ на черно поле f2 · бяла пешка на бяло поле g2 · бял цар на черно поле h2 · черна дама на черно поле e1 | черен топ на бяло поле c8 · черен кон на черно поле d8 · черен цар на бяло поле g8 · черна пешка на черно поле a7 · черна пешка на бяло поле b7 · черна пешка на черно поле e7 · бяла дама на бяло поле g6 · бял офицер на черно поле h6 · черна пешка на черно поле d4 · бяла пешка на черно поле c3 · бял кон на черно поле g3 · бяла пешка на бяло поле a2 · бял офицер на бяло поле c2 · черен топ на черно поле f2 · бяла пешка на бяло поле g2 · бял цар на черно поле h2 · черна дама на черно поле e1 | черен топ на бяло поле c8 · черен кон на черно поле d8 · черен цар на бяло поле g8 · черна пешка на черно поле a7 · черна пешка на бяло поле b7 · черна пешка на черно поле e7 · бяла дама на бяло поле g6 · бял офицер на черно поле h6 · черна пешка на черно поле d4 · бяла пешка на черно поле c3 · бял кон на черно поле g3 · бяла пешка на бяло поле a2 · бял офицер на бяло поле c2 · черен топ на черно поле f2 · бяла пешка на бяло поле g2 · бял цар на черно поле h2 · черна дама на черно поле e1 | черен топ на бяло поле c8 · черен кон на черно поле d8 · черен цар на бяло поле g8 · черна пешка на черно поле a7 · черна пешка на бяло поле b7 · черна пешка на черно поле e7 · бяла дама на бяло поле g6 · бял офицер на черно поле h6 · черна пешка на черно поле d4 · бяла пешка на черно поле c3 · бял кон на черно поле g3 · бяла пешка на бяло поле a2 · бял офицер на бяло поле c2 · черен топ на черно поле f2 · бяла пешка на бяло поле g2 · бял цар на черно поле h2 · черна дама на черно поле e1 | черен топ на бяло поле c8 · черен кон на черно поле d8 · черен цар на бяло поле g8 · черна пешка на черно поле a7 · черна пешка на бяло поле b7 · черна пешка на черно поле e7 · бяла дама на бяло поле g6 · бял офицер на черно поле h6 · черна пешка на черно поле d4 · бяла пешка на черно поле c3 · бял кон на черно поле g3 · бяла пешка на бяло поле a2 · бял офицер на бяло поле c2 · черен топ на черно поле f2 · бяла пешка на бяло поле g2 · бял цар на черно поле h2 · черна дама на черно поле e1 | черен топ на бяло поле c8 · черен кон на черно поле d8 · черен цар на бяло поле g8 · черна пешка на черно поле a7 · черна пешка на бяло поле b7 · черна пешка на черно поле e7 · бяла дама на бяло поле g6 · бял офицер на черно поле h6 · черна пешка на черно поле d4 · бяла пешка на черно поле c3 · бял кон на черно поле g3 · бяла пешка на бяло поле a2 · бял офицер на бяло поле c2 · черен топ на черно поле f2 · бяла пешка на бяло поле g2 · бял цар на черно поле h2 · черна дама на черно поле e1 | черен топ на бяло поле c8 · черен кон на черно поле d8 · черен цар на бяло поле g8 · черна пешка на черно поле a7 · черна пешка на бяло поле b7 · черна пешка на черно поле e7 · бяла дама на бяло поле g6 · бял офицер на черно поле h6 · черна пешка на черно поле d4 · бяла пешка на черно поле c3 · бял кон на черно поле g3 · бяла пешка на бяло поле a2 · бял офицер на бяло поле c2 · черен топ на черно поле f2 · бяла пешка на бяло поле g2 · бял цар на черно поле h2 · черна дама на черно поле e1 | 4 |
| 3 | черен топ на бяло поле c8 · черен кон на черно поле d8 · черен цар на бяло поле g8 · черна пешка на черно поле a7 · черна пешка на бяло поле b7 · черна пешка на черно поле e7 · бяла дама на бяло поле g6 · бял офицер на черно поле h6 · черна пешка на черно поле d4 · бяла пешка на черно поле c3 · бял кон на черно поле g3 · бяла пешка на бяло поле a2 · бял офицер на бяло поле c2 · черен топ на черно поле f2 · бяла пешка на бяло поле g2 · бял цар на черно поле h2 · черна дама на черно поле e1 | черен топ на бяло поле c8 · черен кон на черно поле d8 · черен цар на бяло поле g8 · черна пешка на черно поле a7 · черна пешка на бяло поле b7 · черна пешка на черно поле e7 · бяла дама на бяло поле g6 · бял офицер на черно поле h6 · черна пешка на черно поле d4 · бяла пешка на черно поле c3 · бял кон на черно поле g3 · бяла пешка на бяло поле a2 · бял офицер на бяло поле c2 · черен топ на черно поле f2 · бяла пешка на бяло поле g2 · бял цар на черно поле h2 · черна дама на черно поле e1 | черен топ на бяло поле c8 · черен кон на черно поле d8 · черен цар на бяло поле g8 · черна пешка на черно поле a7 · черна пешка на бяло поле b7 · черна пешка на черно поле e7 · бяла дама на бяло поле g6 · бял офицер на черно поле h6 · черна пешка на черно поле d4 · бяла пешка на черно поле c3 · бял кон на черно поле g3 · бяла пешка на бяло поле a2 · бял офицер на бяло поле c2 · черен топ на черно поле f2 · бяла пешка на бяло поле g2 · бял цар на черно поле h2 · черна дама на черно поле e1 | черен топ на бяло поле c8 · черен кон на черно поле d8 · черен цар на бяло поле g8 · черна пешка на черно поле a7 · черна пешка на бяло поле b7 · черна пешка на черно поле e7 · бяла дама на бяло поле g6 · бял офицер на черно поле h6 · черна пешка на черно поле d4 · бяла пешка на черно поле c3 · бял кон на черно поле g3 · бяла пешка на бяло поле a2 · бял офицер на бяло поле c2 · черен топ на черно поле f2 · бяла пешка на бяло поле g2 · бял цар на черно поле h2 · черна дама на черно поле e1 | черен топ на бяло поле c8 · черен кон на черно поле d8 · черен цар на бяло поле g8 · черна пешка на черно поле a7 · черна пешка на бяло поле b7 · черна пешка на черно поле e7 · бяла дама на бяло поле g6 · бял офицер на черно поле h6 · черна пешка на черно поле d4 · бяла пешка на черно поле c3 · бял кон на черно поле g3 · бяла пешка на бяло поле a2 · бял офицер на бяло поле c2 · черен топ на черно поле f2 · бяла пешка на бяло поле g2 · бял цар на черно поле h2 · черна дама на черно поле e1 | черен топ на бяло поле c8 · черен кон на черно поле d8 · черен цар на бяло поле g8 · черна пешка на черно поле a7 · черна пешка на бяло поле b7 · черна пешка на черно поле e7 · бяла дама на бяло поле g6 · бял офицер на черно поле h6 · черна пешка на черно поле d4 · бяла пешка на черно поле c3 · бял кон на черно поле g3 · бяла пешка на бяло поле a2 · бял офицер на бяло поле c2 · черен топ на черно поле f2 · бяла пешка на бяло поле g2 · бял цар на черно поле h2 · черна дама на черно поле e1 | черен топ на бяло поле c8 · черен кон на черно поле d8 · черен цар на бяло поле g8 · черна пешка на черно поле a7 · черна пешка на бяло поле b7 · черна пешка на черно поле e7 · бяла дама на бяло поле g6 · бял офицер на черно поле h6 · черна пешка на черно поле d4 · бяла пешка на черно поле c3 · бял кон на черно поле g3 · бяла пешка на бяло поле a2 · бял офицер на бяло поле c2 · черен топ на черно поле f2 · бяла пешка на бяло поле g2 · бял цар на черно поле h2 · черна дама на черно поле e1 | черен топ на бяло поле c8 · черен кон на черно поле d8 · черен цар на бяло поле g8 · черна пешка на черно поле a7 · черна пешка на бяло поле b7 · черна пешка на черно поле e7 · бяла дама на бяло поле g6 · бял офицер на черно поле h6 · черна пешка на черно поле d4 · бяла пешка на черно поле c3 · бял кон на черно поле g3 · бяла пешка на бяло поле a2 · бял офицер на бяло поле c2 · черен топ на черно поле f2 · бяла пешка на бяло поле g2 · бял цар на черно поле h2 · черна дама на черно поле e1 | 3 |
| 2 | черен топ на бяло поле c8 · черен кон на черно поле d8 · черен цар на бяло поле g8 · черна пешка на черно поле a7 · черна пешка на бяло поле b7 · черна пешка на черно поле e7 · бяла дама на бяло поле g6 · бял офицер на черно поле h6 · черна пешка на черно поле d4 · бяла пешка на черно поле c3 · бял кон на черно поле g3 · бяла пешка на бяло поле a2 · бял офицер на бяло поле c2 · черен топ на черно поле f2 · бяла пешка на бяло поле g2 · бял цар на черно поле h2 · черна дама на черно поле e1 | черен топ на бяло поле c8 · черен кон на черно поле d8 · черен цар на бяло поле g8 · черна пешка на черно поле a7 · черна пешка на бяло поле b7 · черна пешка на черно поле e7 · бяла дама на бяло поле g6 · бял офицер на черно поле h6 · черна пешка на черно поле d4 · бяла пешка на черно поле c3 · бял кон на черно поле g3 · бяла пешка на бяло поле a2 · бял офицер на бяло поле c2 · черен топ на черно поле f2 · бяла пешка на бяло поле g2 · бял цар на черно поле h2 · черна дама на черно поле e1 | черен топ на бяло поле c8 · черен кон на черно поле d8 · черен цар на бяло поле g8 · черна пешка на черно поле a7 · черна пешка на бяло поле b7 · черна пешка на черно поле e7 · бяла дама на бяло поле g6 · бял офицер на черно поле h6 · черна пешка на черно поле d4 · бяла пешка на черно поле c3 · бял кон на черно поле g3 · бяла пешка на бяло поле a2 · бял офицер на бяло поле c2 · черен топ на черно поле f2 · бяла пешка на бяло поле g2 · бял цар на черно поле h2 · черна дама на черно поле e1 | черен топ на бяло поле c8 · черен кон на черно поле d8 · черен цар на бяло поле g8 · черна пешка на черно поле a7 · черна пешка на бяло поле b7 · черна пешка на черно поле e7 · бяла дама на бяло поле g6 · бял офицер на черно поле h6 · черна пешка на черно поле d4 · бяла пешка на черно поле c3 · бял кон на черно поле g3 · бяла пешка на бяло поле a2 · бял офицер на бяло поле c2 · черен топ на черно поле f2 · бяла пешка на бяло поле g2 · бял цар на черно поле h2 · черна дама на черно поле e1 | черен топ на бяло поле c8 · черен кон на черно поле d8 · черен цар на бяло поле g8 · черна пешка на черно поле a7 · черна пешка на бяло поле b7 · черна пешка на черно поле e7 · бяла дама на бяло поле g6 · бял офицер на черно поле h6 · черна пешка на черно поле d4 · бяла пешка на черно поле c3 · бял кон на черно поле g3 · бяла пешка на бяло поле a2 · бял офицер на бяло поле c2 · черен топ на черно поле f2 · бяла пешка на бяло поле g2 · бял цар на черно поле h2 · черна дама на черно поле e1 | черен топ на бяло поле c8 · черен кон на черно поле d8 · черен цар на бяло поле g8 · черна пешка на черно поле a7 · черна пешка на бяло поле b7 · черна пешка на черно поле e7 · бяла дама на бяло поле g6 · бял офицер на черно поле h6 · черна пешка на черно поле d4 · бяла пешка на черно поле c3 · бял кон на черно поле g3 · бяла пешка на бяло поле a2 · бял офицер на бяло поле c2 · черен топ на черно поле f2 · бяла пешка на бяло поле g2 · бял цар на черно поле h2 · черна дама на черно поле e1 | черен топ на бяло поле c8 · черен кон на черно поле d8 · черен цар на бяло поле g8 · черна пешка на черно поле a7 · черна пешка на бяло поле b7 · черна пешка на черно поле e7 · бяла дама на бяло поле g6 · бял офицер на черно поле h6 · черна пешка на черно поле d4 · бяла пешка на черно поле c3 · бял кон на черно поле g3 · бяла пешка на бяло поле a2 · бял офицер на бяло поле c2 · черен топ на черно поле f2 · бяла пешка на бяло поле g2 · бял цар на черно поле h2 · черна дама на черно поле e1 | черен топ на бяло поле c8 · черен кон на черно поле d8 · черен цар на бяло поле g8 · черна пешка на черно поле a7 · черна пешка на бяло поле b7 · черна пешка на черно поле e7 · бяла дама на бяло поле g6 · бял офицер на черно поле h6 · черна пешка на черно поле d4 · бяла пешка на черно поле c3 · бял кон на черно поле g3 · бяла пешка на бяло поле a2 · бял офицер на бяло поле c2 · черен топ на черно поле f2 · бяла пешка на бяло поле g2 · бял цар на черно поле h2 · черна дама на черно поле e1 | 2 |
| 1 | черен топ на бяло поле c8 · черен кон на черно поле d8 · черен цар на бяло поле g8 · черна пешка на черно поле a7 · черна пешка на бяло поле b7 · черна пешка на черно поле e7 · бяла дама на бяло поле g6 · бял офицер на черно поле h6 · черна пешка на черно поле d4 · бяла пешка на черно поле c3 · бял кон на черно поле g3 · бяла пешка на бяло поле a2 · бял офицер на бяло поле c2 · черен топ на черно поле f2 · бяла пешка на бяло поле g2 · бял цар на черно поле h2 · черна дама на черно поле e1 | черен топ на бяло поле c8 · черен кон на черно поле d8 · черен цар на бяло поле g8 · черна пешка на черно поле a7 · черна пешка на бяло поле b7 · черна пешка на черно поле e7 · бяла дама на бяло поле g6 · бял офицер на черно поле h6 · черна пешка на черно поле d4 · бяла пешка на черно поле c3 · бял кон на черно поле g3 · бяла пешка на бяло поле a2 · бял офицер на бяло поле c2 · черен топ на черно поле f2 · бяла пешка на бяло поле g2 · бял цар на черно поле h2 · черна дама на черно поле e1 | черен топ на бяло поле c8 · черен кон на черно поле d8 · черен цар на бяло поле g8 · черна пешка на черно поле a7 · черна пешка на бяло поле b7 · черна пешка на черно поле e7 · бяла дама на бяло поле g6 · бял офицер на черно поле h6 · черна пешка на черно поле d4 · бяла пешка на черно поле c3 · бял кон на черно поле g3 · бяла пешка на бяло поле a2 · бял офицер на бяло поле c2 · черен топ на черно поле f2 · бяла пешка на бяло поле g2 · бял цар на черно поле h2 · черна дама на черно поле e1 | черен топ на бяло поле c8 · черен кон на черно поле d8 · черен цар на бяло поле g8 · черна пешка на черно поле a7 · черна пешка на бяло поле b7 · черна пешка на черно поле e7 · бяла дама на бяло поле g6 · бял офицер на черно поле h6 · черна пешка на черно поле d4 · бяла пешка на черно поле c3 · бял кон на черно поле g3 · бяла пешка на бяло поле a2 · бял офицер на бяло поле c2 · черен топ на черно поле f2 · бяла пешка на бяло поле g2 · бял цар на черно поле h2 · черна дама на черно поле e1 | черен топ на бяло поле c8 · черен кон на черно поле d8 · черен цар на бяло поле g8 · черна пешка на черно поле a7 · черна пешка на бяло поле b7 · черна пешка на черно поле e7 · бяла дама на бяло поле g6 · бял офицер на черно поле h6 · черна пешка на черно поле d4 · бяла пешка на черно поле c3 · бял кон на черно поле g3 · бяла пешка на бяло поле a2 · бял офицер на бяло поле c2 · черен топ на черно поле f2 · бяла пешка на бяло поле g2 · бял цар на черно поле h2 · черна дама на черно поле e1 | черен топ на бяло поле c8 · черен кон на черно поле d8 · черен цар на бяло поле g8 · черна пешка на черно поле a7 · черна пешка на бяло поле b7 · черна пешка на черно поле e7 · бяла дама на бяло поле g6 · бял офицер на черно поле h6 · черна пешка на черно поле d4 · бяла пешка на черно поле c3 · бял кон на черно поле g3 · бяла пешка на бяло поле a2 · бял офицер на бяло поле c2 · черен топ на черно поле f2 · бяла пешка на бяло поле g2 · бял цар на черно поле h2 · черна дама на черно поле e1 | черен топ на бяло поле c8 · черен кон на черно поле d8 · черен цар на бяло поле g8 · черна пешка на черно поле a7 · черна пешка на бяло поле b7 · черна пешка на черно поле e7 · бяла дама на бяло поле g6 · бял офицер на черно поле h6 · черна пешка на черно поле d4 · бяла пешка на черно поле c3 · бял кон на черно поле g3 · бяла пешка на бяло поле a2 · бял офицер на бяло поле c2 · черен топ на черно поле f2 · бяла пешка на бяло поле g2 · бял цар на черно поле h2 · черна дама на черно поле e1 | черен топ на бяло поле c8 · черен кон на черно поле d8 · черен цар на бяло поле g8 · черна пешка на черно поле a7 · черна пешка на бяло поле b7 · черна пешка на черно поле e7 · бяла дама на бяло поле g6 · бял офицер на черно поле h6 · черна пешка на черно поле d4 · бяла пешка на черно поле c3 · бял кон на черно поле g3 · бяла пешка на бяло поле a2 · бял офицер на бяло поле c2 · черен топ на черно поле f2 · бяла пешка на бяло поле g2 · бял цар на черно поле h2 · черна дама на черно поле e1 | 1 |
|   | a | b | c | d | e | f | g | h |   |

1. e4 c6 2. c4 d5 3. e:d5 c:d5 4. c:d5 Kf6 5. Kc3 K:d5 6. Kf3 K:c3 7. b:c3 g6 
8. d4 Og7 9. Bd3 O-O 
10. O-O Kc6 11. Te1 Te8 
12. Og5 Oe6 13. T:e6 f:e6 
14. Oc4 Дd6 15. Дe2 Kd8 
16. Te1 Tc8 17. Kd2 Цh8 
18. Ke4 Дc7 19. Ob3 e5 
20. h4! (диаграма 1) Белите започват атака на царския фланг. 20. ... e:d4? Нужно беше да се спре пешката h4 чрез 20. ... h5. 
21. h5! g:h5 22. Д:h5 Tf8 23. Oc2! С размяната на пешките Тал отслаби защитата на черния цар и бързо изнася всички фигури срещу него. 
23. ... Дe5 24. Kg3!! Жертва на цял топ за едно темпо и завличане на черната дама. 24. ...Д:e1+ 25. Цh2 h6 26. O:h6 Цg8 27. O:g7 T:f2 28. Дh7+ Цf7 29. Дg6+ Цg8 30. Oh6+ (диаграма 4) и мат на следващия ход. Kaрпoв се предава. 1 – 0